# 魔法先生ネギま!の登場人物
魔法先生ネギま!の登場人物（まほうせんせいネギまのとうじょうじんぶつ）では、赤松健の漫画作品『魔法先生ネギま!』およびそのアニメ版などに登場するキャラクターについて解説する。
また続編である『UQ HOLDER!』にも引き続き多くのキャラクターが登場しているため、併せて解説する。

## 概要
本作品では、二つの社会にわたって多くの登場人物が存在する。一つは表の世界、すなわち我々の社会そのものである。日本に教師として赴任した主人公のネギ・スプリングフィールドは、魔法使いとしての正体を隠したままA組の31人の生徒と出会うことになる。生徒の多数は一般人であるが、ネギの正体を知ってしまうものもおり、魔法使いの世界に関わりをもつことになる。
もう一つは裏の世界、魔法使いの社会であり背景として魔法世界と呼ばれる異世界がある。麻帆良学園の教師・生徒の中にも、魔法使いが存在する。物語の中で大きな存在感を持つのが、かつてネギの父「サウザンド・マスター」に率いられ魔法世界の大戦を終結させた「紅き翼」である。ネギの生徒のなかで、とくに神楽坂明日菜とエヴァンジェリン・A・K・マクダウェルの二人は「サウザンド・マスター」との関係があり、断片的に語られる「紅き翼」の活躍と共に物語に謎を与えている。

## 凡例
登場人物名
声 - アニメ、ドラマCDなどの担当声優
演 - ドラマ版、舞台版の担当役者
- 生年月日：生年月日および星座
- 血液型：血液型
- アーティファクト：いずれかの魔法使いと仮契約した際に得たアーティファクト、および仮契約を結んだ魔法使いの名（3-A生徒の場合は特記ない限りネギ・スプリングフィールド）
- 魔法始動キー：魔法使いである場合、固有の始動キー
- 魔法認知度：（後述）
- 魔法効果：アーティファクトの機能
- パクティオーカード称号：仮契約時に得られるカードに書かれたラテン語の称号、および和訳

「魔法認知度」は本編における魔法などの超常的な能力に対する認知度を示す。
- S - 魔法使いなどの超常的な能力の持ち主か、魔法世界と直接関係がある
- A - 本編開始以前から魔法などの実在を知っていた
- B - 劇中で魔法などの実在を知った
- X - 過去に魔法などと関係があったが、何らかの事情で覚えていない

## 主人公
ネギ・スプリングフィールド
声 - 佐藤利奈
演 - 柏幸奈（ドラマ版） / 生駒里奈（舞台版）
- 生年月日：1993年5月2日（牡牛座）
- 血液型：AB型
- アーティファクト：千の絆（ミッレ・ヴィンクラ）（仮契約相手：テオドラ）
- 魔法始動キー：ラス・テル・マ・スキル・マギステル
- 魔法認知度：S
- 魔法効果：外見は手帳型のカードホルダー。自身と仮契約した人物のパクティオーカードをスキャンすると、その人物のアーティファクトおよびその能力が使用可能になる
- パクティオーカード称号：MAGISTRULUS MAGI（魔法使いの先生）

イギリスのウェールズ出身。初登場時から10歳であると語っていたが、それは数え年であり実際は満9歳だった。生徒たちが3年生に進級してからは満年齢の10歳を名乗っている。メルディアナ魔法学校を首席で卒業後、さらなる修行として「日本で先生になること」を命じられ、9歳で単身来日した。2002年（平成14年）度の3学期に赴任、2003年（平成15年）度にクラスと共にそのまま持ち上がり、3-A担任となった。
幼少期はいたずら好きだったが、ある日、村が魔族に襲撃され多くの村人が石にされてしまい、自身も魔族に襲われかけた時に公式には「死亡」と伝えられている自分の父親のナギに助けられる。ナギが再び姿を消す前に、傍にいられなかったことを謝罪されると同時に杖を渡される。これがきっかけで、父の生存の可能性を信じると同時に、二度とこのような悲劇を経験しないために、父親のような立派な魔法使い（マギステル・マギ）になることを目指して努力を重ねるようになる。
風を操る魔法を主に使うが、くしゃみをしたり感情が昂ると、魔法が暴走して周囲の人たちの全身の衣服を吹き飛ばすほどの突風を起こしてしまう。他に雷系の魔法も使える。魔法世界編にて、開発者のエヴァすら費用対効果から断念した闇の魔法の奥義・太陰道を完成させ、ラカンからはその開発力こそがネギの最大の長所とされるが、同時に「最終話の少し前に味方を守るために身体を張る博士くん的タイプ」とも評される。
一応、自分が「魔法使い」であるということは一般人には秘密であり、ばれたら故郷に強制送還の上、「オコジョ」にされてしまうということになってはいるが、話が進むごとに自らが受け持つクラスの生徒にばれてしまっている。そのバレっぷりは特に「学園祭編」で顕著であり、千雨やハルナも正体に気付いたのを知った明日菜曰く「ほとんど70%くらいオコジョ」。原作1時間目であやかが「ネギ先生がオックスフォード大学を卒業していると聞いている」と話しているが、一般の先生や生徒に対してそのような設定になっているのかは不明。
女子寮の明日菜・木乃香の部屋に居候している。お風呂（正確には髪の毛を洗うこと）が嫌いで、どんなにスポーツで汗を流しても、風呂に入らないことがある。また、1人で寝るのが苦手らしく来日当初はよく明日菜のベッドに潜り込んでいた。
日本語を3週間で習得したり、普通なら様になるのに1ヶ月かかる中国拳法の技を3時間で覚えたりするほどの高い学習能力を持つ。かなりの努力家で、真っ直ぐな性格の心優しい紳士だが、ここぞという時は譲らない頑固者でもある。ただ世間知らずな面もあり、日本を誤解していたり、騙されやすい。泣き虫な面もあり、3-Aの学園祭の出し物のホラーハウスでは本気で怖がっていた。味噌汁をスプーンで食べるなど（33時間目）、まだまだ日本に不慣れな面を見せることもある。
修学旅行編ごろから神楽坂明日菜をはじめとする多くの仲間（ネギ・パーティ）が増えてきているが、出来れば彼女らを自分の面倒事に巻き込みたくないと考えており、本人は紳士として当然のことと考えているが、明日菜らからは自分たちのことを信頼しきれていないからで、ネギ一人で何もかも抱え込まずに自分たちをもっと信頼して欲しいと思われている。エヴァンジェリンからはそのことについて「知識はあるが、経験が圧倒的に足りない」という中途半端に頭が良いところと、まだまだ子供であるがゆえの甘さから来る考え方だとかなり厳しい言葉での指摘がなされている。
一回死んだ際、王族としての血と闇の魔法で生き返った副作用で不老不死になったとされていたが、明日菜が100年の眠りから目覚めたときにはすでに亡くなっていた。その間の時系列にあたる『UQ HOLDER!』にて、作中のさらに20年前の2065年に死亡したことが言及されているが、実は「始まりの魔法使い」に精神を乗っ取られたナギを倒した代償として自身が「始まりの魔法使い」に精神を乗っ取られ、「ネギ＝ヨルダ」になってしまっていた。エヴァと超によって「明日菜が未来から帰還する」という反則行為が行われた次元では、千雨に告白して1度は振られているが、その後結婚した写真が公開されている。

## 麻帆良学園本校女子中等学校2年A組→3年A組生徒

### 全体的な特色
クラス全員の平均身長は157.0cm。単行本第1巻の巻末に、設定資料として身長表が掲載されている。なお、日本の14歳女性の平均身長は文部科学省の 2005年度学校保健統計調査 によれば156.8cmである。ただし、同調査における標準偏差が5.27であるのに対し、3-Aクラスメイトでは13.9と高い数値になっており、中には龍宮真名や長瀬楓のように180cmを越える生徒がいる一方、綾瀬夕映や鳴滝姉妹のように140cmを切る生徒もおり、両極端となっている。
またプロポーションについても、バスト94cmの那波千鶴をはじめ80cmを超える中学生離れした生徒が半数を超える一方で、幼女にしか見えない鳴滝姉妹など多彩である。
成績については、超鈴音（学年トップ）、葉加瀬聡美（同2位）、雪広あやか（同4位）といった学年トップクラスの生徒もいるものの、高等部までエスカレーター進学なこともあり、バカレンジャー5人（綾瀬夕映・神楽坂明日菜・長瀬楓・古菲・佐々木まき絵）を筆頭に特に勉学意欲が低い生徒が集まっているため、クラス別成績は万年学年最下位だった。しかしネギの本採用が掛かった2年3学期末試験では、バカレンジャーの奮起などにより一躍学年トップの成績を収め、3年進級後も1学期中間で学年3位、期末も超の離脱という痛手がありながら学年2位の成績を収めている。

### 生徒一覧
相坂 さよ（あいさか さよ）
声 - 白鳥由里
演 - 西田麻衣
- 出席番号：1
- 生年月日：不明
- 血液型：不明
- 身長：149cm
- スリーサイズ：B77/W56/H79
- 魔法認知度：B
- 魔法効果：不明
- パクティオーカード称号：UMBRA INVISIBILIS（見えない幽霊）
- スカカード（ネオ・パクティオーカード）：クリオネ
- 卒業後の進路：朝倉和美の守護霊
- 人気投票順位：17→31→27→16→10→21→13

クラス名簿には「席、動かさないこと」の文字があり、座ると寒気がするとのことで空席となっていた。長らくクラス名簿とカラーイラストでしか登場しなかったが、72時間目から朝倉の背後に姿を覗かせ始め、本格的に初登場となった74時間目で地縛霊だということが明確になった。そのため、彼女だけ昔の制服のセーラー服を着ている。
すでに60年以上も幽霊をやっており、自分がなぜ死んだのかも憶えていない。3-Aの生徒の中ではエヴァンジェリンに次ぐ年長者だが、控えめな性格で、自分よりも年少にあたるであろう生徒とも丁寧語を使って話している。
幽霊のくせに夜が怖く、明かりを求めて朝までコンビニにいる。幽霊ゆえに足がないのにも関わらずつまずいて転んだり、法教師に攻撃され「死ぬかと思いました」と泣くなど「気弱・ドジキャラ」担当。特技はペン回し。
退魔師である刹那や龍宮にもその存在がばれず、担任のネギでさえ名簿に写真付きで書かれているにもかかわらず欠番となっていることに疑問さえ抱かなかったほど存在感がなく、存在を知っていたのはエヴァンジェリンくらい。ネギが自身の存在に気付き始めたのを機に、他のクラスメイトと友達になりたい一心で自分のことを認知させることを決意。麻帆良祭りの準備期間中に気配を感じさせるのは成功したが、写真写りが悪かったのが災いして、のどかのアーティファクトや亜子が撮影した写真には悪霊のような姿で写ってしまい、さらに誤ってポルターガイスト現象を起こしてしまったことで完全に誤解され、刹那や龍宮に除霊されそうになるも、朝倉とネギにより間一髪で救われて2人と友達になった。その後も姿が見えるのは一部の人間のみであり、その数少ない一人である朝倉と共にいることが多いようである。
地縛霊である以上学園から出ることが出来なかったが、夏休み前に朝倉に手のひらサイズの藁人形「さよちゃん人形」を作ってもらい、それに憑くことにより学園から離れることができるようになり、ネギ・パーティーの面々にも認識された。その状態で朝倉のアーティファクト「渡鴉の人見」の「さよ専用機」に乗るとテンションが上がって元気になる（いわゆる「ハンドルを握ると性格が変わるタイプ」）。後にはハルナから等身大の依代を与えられる。
アニメ第1期では妹がいた設定になっており、嵐の夜に妹が植えたツワブキの花を取りに行こうとして死んだとされる。エヴァンジェリンの魔法によって2-Aのクラスメイト全員にその姿が見えるようになった。また、学園長（近衛近右衛門）が生前のさよに好意を寄せており、『UQ HOLDER!』ではさよも近右衛門が初恋の人だったと言っている。
明石 裕奈（あかし ゆうな）
声 - 木村まどか
演 - 山本真代（ドラマ版） / 高槻みゆう（YOANI1年C組 / 舞台版）
- 出席番号：2
- 生年月日：1988年6月1日（双子座）
- 血液型：A型
- 身長：161cm
- スリーサイズ：B84/W58/H84
- 愛称：ゆーな
- アーティファクト：七色の銃（イリス・トルメントゥム）
- 魔法認知度：X
- 魔法効果：特殊な効果がある魔法弾を撃つことができる
- パクティオーカード称号：STRENUUS ARCARIUS（活発な弓使い）
- スカカード（ネオ・パクティオーカード）：ラッコ
- クラブ活動：バスケットボール部
- 卒業後の進路：メガロメセンブリアのエージェント
- 人気投票順位：6→9→14→13→8→11→7

バスケットボール部所属（チーム自体は弱いらしい）。体操着に「3-A 明石ゆーな」と書いている。学園で教授をしている父親は魔法先生だが、魔法の存在は知らされていない。プロフィールに「好きなもの：お父さん」とあるほどのお父さんっ子。
2年生から3年生にかけて急にスタイルが良くなったらしく、作画上も実際に描き分けられている。亜子やまき絵、美空は裕奈の胸の成長を羨んでいるが、本人は運動の妨げに感じている。亜子、アキラ、まき絵と仲が良く、休日は一緒にいることが多い。性格はお転婆で、朝倉やハルナなどと共に暴走することもある。
口癖は「にゃ〜」。中学生にもかかわらず、お昼のモン太の番組を録画して見ているらしい。
『UQ HOLDER!』には彼女の子孫が登場している。
朝倉 和美（あさくら かずみ）
声 - 笹川亜矢奈
演 - 近藤未穂子（ドラマ版） / 門田奈菜（舞台版）
- 出席番号：3
- 生年月日：1989年1月10日（山羊座）
- 血液型：O型
- 身長：167cm
- スリーサイズ：B88（クラスNo.4）/W60/H86
- アーティファクト：渡鴉の人見（オクルス・コルウィヌス）
- 魔法認知度：B
- 魔法効果：遠隔操作可能なスパイゴーレムが6体。その内1体はさよ専用機となっており、さよ(わら人形憑依体)が搭乗することができる
- パクティオーカード称号：REPORTATRIX DENUDANS（真実を暴く報告者）
- スカカード（ネオ・パクティオーカード）：オカメインコ
- クラブ活動：報道部
- 卒業後の進路：フリージャーナリスト
- 人気投票順位：8→18→11→23→7→7→15

いつもカメラ（デジタルカメラやカメラ付き携帯電話）を手にスクープを求めており、報道のためなら一部手段を問わず、麻帆良のパパラッチを自称している。千雨と同様に自分のホームページを持っていて、携帯電話で更新が可能なようである（34時間目）。成績は優秀な方で、また逃げ足も速い。
修学旅行中にネギの魔法を偶然目撃し、それを世界に公表しようと目論むも失敗に終わる。その後は、魔法の秘密を守る代わりにカモと組んでネギのエージェントやマネージャーを名乗っている。その後も魔法に関するネタをかなり見ているが、さよの件も含めて報道できないネタばかり集まるのが悩みのタネ。トラブルメーカー的な存在だが、ジャーナリストとしては分別のある方で、人情に弱く正義感が強い性格。なお、修学旅行には、ネギに壊された分と、刹那の荷物に入れたものと追跡用2台のGPS機能付き携帯電話の、少なくとも3台の携帯電話を持ち込んでいた。
初期設定では相坂さよとコンビを組む設定になっており、本編においても、さよの存在を認識してからは優秀な諜報員の素質がある彼女と行動を共にすることが多くなり（「幽霊に憑かれている」のではないかと和美自身も疑っている）、さよが学外でも活動可能になるよう、休暇を利用し恐山まで単身出向いて藁人形「さよちゃん人形」を手に入れている。
学園祭事件の際には、持ち前のトップ屋精神から超鈴音の誘いに乗り、進行役としてその企てに一部参加した。超の目的が達成された後、魔法の存在が認知された世界の人々を取材するのを心待ちにしていたが、未来から帰還した明日菜からネギが処罰を受けるのを聞いたことで考えを改めた。
綾瀬 夕映（あやせ ゆえ）
声 - 桑谷夏子
演 - 大瀬あみ（ドラマ版） / 榊美優（STU48 / 舞台版）
- 出席番号：4
- 生年月日：1988年11月16日（蠍座）
- 血液型：AB型
- 身長：138cm
- スリーサイズ：B66/W49/H66
- 愛称：ゆえきち、ゆえっち、ゆえゆえ
- アーティファクト：世界図絵（オルビス・センスアリウム・ピクトウス）
- 魔法始動キー：フォア・ゾ・クラティカ・ソクラティカ
- 魔法認知度：B→S
- 魔法効果：一般的な魔法使いが持つ箒、帽子、ローブ、本のセットであるが、本体である本については図書館1件分にも及ぶ情報を内蔵する非常に高性能な情報ツールであり、所持者が質問すると正しい答えが返ってくる。しかも情報の自動更新も行っている上に、世間一般には秘匿されている情報もある程度までなら入手することができる
- パクティオーカード称号：PHILOSOPHASTRA ILLUSTRANS（解説する似非哲学者）
- スカカード（ネオ・パクティオーカード）：フクロウ
- クラブ活動：児童文学研究会、哲学研究会、図書館探検部、「バカレンジャー」リーダー・バカブラック
- 卒業後の進路：ネギのミニステル・マギ（魔法使いの従者）→ISSDA技術開発部職員
- 人気投票順位：22→11→5→7→14→10→9

「抹茶コーラ」「微炭酸ラストエリクサー」「トマトミルク」「ペッパーマンゴー」など変な飲み物を好んで飲む趣味を持つ。その影響でトイレが近く、さらにパンツを脱ぎきらないとできないため、紐パンを愛用している。
成績は悪いが、学校の勉強が嫌いなだけで本当は頭が良い。一方で体育は本当に苦手だが、図書館探検部の活動の拠点でもある図書館島で鍛られていることもあり、平衡感覚は高い方である。さらに高速な思考力と深い洞察力を持ち、僅かな情報を頼りに鋭い分析を行うことができ、ネギが魔法を使うところを実際に見てはいなかったにも関わらず、状況証拠から彼やその周囲の人々が魔法使いであることを見抜いた。しかしその思考がオーバーヒートすることもしばしば。
祖父の綾瀬泰造は哲学者で、夕映が麻帆良学園に入学した前後に死去している。神社、仏閣、仏像のマニア。魔法使いの素質があるようで、普通は習得に何ヶ月もかかる初等魔法を1ヶ月強で習得している。
性格はクールで、テンションの高いクラスの面々に呆れることもある。口調は常に丁寧語である。ネギに恋するのどかを応援していたのだが、自分自身もネギに惹かれていることに気づき悩むようになる。ネギへの好意において19時間目時点でクラスメイト中6〜7位、87時間目時点で3位以内に入っている。128時間目にネギと仮契約した。
魔法世界編ではアリアドネーに強制転移直後にコレットと衝突し、課題として彼女の杖に充填されていた記憶消去魔法の暴発により記憶を失ってしまったため、「ユエ・ファランドール」の名前でコレットの部屋に居候しつつ、魔法騎士団候補学校3-Cの生徒として勉学に励むことになり、最終的には箒で空を飛び、強力な攻撃魔法を扱えるまでになる。その後、体育祭の直前にネギに告白した際に完全に記憶を取り戻した。
『UQ HOLDER!』にも登場。「魔法探偵・全知のユエ」の異名を持ち、精神を乗っ取られたネギにつき従っている。
和泉 亜子（いずみ あこ）
声 - 山川琴美
演 - 藤本泉（ドラマ版） / 川上明莉（舞台版）
- 出席番号：5
- 生年月日：1988年11月21日（蠍座）
- 血液型：A型
- 身長：148cm
- スリーサイズ：B75/W54/H76
- アーティファクト：不思議な注射器
- 魔法認知度：B
- 魔法効果：針の太さは1.8cmとかなり太く、原則尻に注射する。ドーピング剤「濃縮還元ドーピング魔力スープ」を注射して身体能力を大幅に強化したり、状態異常効果の薬剤を注射することで相手に状態異常を起こしたりすることが出来る
- パクティオーカード称号：INFIRMARIA CUM TRAUMATE（傷を負った看護師）
- スカカード（ネオ・パクティオーカード）：カラーひよこ
- クラブ活動：男子中等部サッカー部マネージャー
- 生徒会活動：保健委員
- 卒業後の進路：軌道エレベータ公社看護師
- 人気投票順位：14→6→10→11→4→8→6

運動神経があるように思われているが、実際はそれほどでもない。パソコンを見ただけで頭痛がしてしまう体質。人前に出るのが苦手らしく、極度のあがり性なのも自覚しているため、自ら脇役に徹している様子。寮ではまき絵と同室。左肩付近から右脇腹にかけて背中に大きな傷痕があり、それを人に見られることを恐れている。その背中の傷跡と、他の人よりもちょっと色が薄い髪と目がコンプレックスになっている。血も嫌いであり、見ると失神してしまう。方言は関西弁だが、木乃香と違い出身地は不明。家族は両親と兄がいる模様。
麻帆良祭ではチアリーディング3人組と共にバンドをやることになる（ベース担当）。惚れっぽい性格で、魔法薬で一時的に成長したネギ（ただしナギと偽名を名乗っている）と出会った時にも一目惚れしている。
大河内 アキラ（おおこうち アキラ）
声 - 浅倉杏美
演 - 滝川結貴（ドラマ版） / 小野沢蛍（舞台版）
- 出席番号：6
- 生年月日：1988年5月26日（双子座）
- 血液型：AB型
- 身長：175cm
- スリーサイズ：B86/W57/H83
- アーティファクト：名称不明
- 魔法認知度：B
- 魔法効果：300mを限度に、水の存在する場所へ瞬間移動できる。
- パクティオーカード称号：SIREN VALIDA（力持ちの人魚）
- スカカード（ネオ・パクティオーカード）：カエル
- クラブ活動：水泳部
- 卒業後の進路：軌道エレベータ公社エレベータキャビンアテンダント
- 人気投票順位：12→13→24→18→16→13→10

水泳部所属のエース。髪は黒髪でポニーテールにしている。ラブひなの青山素子に似た容姿であり、名前の「アキラ」も素子の初期設定段階での名前「晶」が由来。身長はクラスの中では高い方である。
寡黙だが、人の世話を焼くのが好きな優しい性格をしている。3-Aの生徒が非常でにぎやかで大概のことをおおらかに受け止めるのに対し、冷静な視点から物事に対して発言を行うことが多く、立場としては割と千雨や夕映に近いのだが、出番の少なさからそれがあまり目立たない。
柿崎 美砂（かきざき みさ）
声 - 伊藤静
演 - 大島あすみ（ドラマ版） / 森憩斗（舞台版）
- 出席番号：7
- 生年月日：1988年5月15日（牡牛座）
- 血液型：O型
- 身長：165cm
- スリーサイズ：B82/W58/H84
- 魔法認知度：B
- 魔法効果：不明
- パクティオーカード称号：HILARATRIX ACCENSA（高揚をいざなう応援団員）
- スカカード（ネオ・パクティオーカード）：ヤギ
- クラブ活動：まほらチアリーディング、コーラス部
- 卒業後の進路：ステーションホテルのコンシェルジュ
- 人気投票順位：25→29→13→17→23→31→30

クラスでは珍しい彼氏持ちであるが、その詳細は最後まで明かされなかった。怪談や噂話が得意である。同じチアリーディング部の釘宮円、椎名桜子と仲良し。
麻帆良祭では、桜子と円に加えて亜子を誘い、「でこぴんロケット」というバンドを結成し、ギターとボーカルを担当していた（キーボードを練習していた場面もあったが、本番では未使用）。また、ネギと少しずつ親密になっていくことで彼からの好感度を稼いでいき、将来的にはネギとの交際が実現するかもしれない「逆・光源氏計画」を提案した。
神楽坂 明日菜（かぐらざか あすな）
声 - 神田朱未
演 - 若月さら（ドラマ版）、神山未来（ドラマ版・少女） / 松岡里英（舞台版）
- 出席番号：8
- 生年月日：1988年4月21日（牡牛座）
- 血液型：B型
- 身長：163cm
- スリーサイズ：B83/W57/H84
- 愛称：おサル
- 二つ名：黄昏の姫御子
- アーティファクト：ハマノツルギ（エンシス・エクソルキザンス）、ホウマノツルギ
- 魔法認知度：X→B→S
- 魔法効果：完全魔法無効化能力（マジックキャンセル）
- パクティオーカード称号：BELLATRIX SAUCIATA（傷付いた戦士）
- スカカード（ネオ・パクティオーカード）：ウリボー
- クラブ活動：美術部、「バカレンジャー」バカレッド
- 卒業後の進路：ウェスペルタティア王国女王
- 人気投票順位：2→2→4→3→1→2→2

本編のメインヒロイン。超の付く強気で元気な性格。ただし短気で多少乱暴なのがたまにキズ。瞳の色が右が緑、左が青のオッドアイ。雪広あやかとは初等部からの縁であり、ケンカばかりしているものの内心では親友だと認めており、100年の眠りに入る直前には「あんた（あやか）に出会えたことが一番のラッキーだったのかも」と評している。
両親がいないために幼少期より学園長の近右衛門の庇護を受けており、少しでも恩を返すためにと新聞配達のアルバイトをしながら学校に通っているが、そのような境遇を感じさせない明るさの持ち主。
渋い「オジサマ」が好みで、「ガキ」が嫌い。よってネギのことも毛嫌いしていたが、後に色々と面倒を見るようになる。さらに周囲で異変が発生すると、黙っていられずにネギと行動する。
幼少期から自分の面倒を見てくれていた高畑にいつしか思いを寄せるようになり、体育会系であるにも関わらず美術部に入部したのも、高畑が顧問を務めているのが動機であった。入部当初はラクガキくらいの腕前だったが、後にかなり上達している。髪をとめている鈴の付いたリボンも幼いころに高畑からもらったもの。本人は覚えていないが、高畑が煙草を吸うようになったのは小学生のころの明日菜の要望によるもので、理由は煙草の匂いがすると落ち着くから。しかし、記憶を封印される以前は煙草が嫌いだった。
運動神経・身体能力共に抜群で、そのポテンシャルは体育部所属の生徒たちをも凌駕するほど。また、目や耳も異常に良く、「実戦」においてもその能力はいかんなく発揮され、「その道のプロ」である刹那や龍宮も一目おく存在。逆に勉強は苦手であり、学年で最も成績が悪く、時々「おサル」と呼ばれている。
その正体は魔法世界の小国・ウェスペルタティア王国の姫「アスナ・ウェスペリーナ・テオタナシア・エンテオフュシア」であり、「完全魔法無効化能力（マジックキャンセル）」を持つ「黄昏の姫御子」の一人。この能力は魔法世界でも滅多に現れない稀なものであり、そのため普段は特殊な魔法で眠らされ、戦争が起きた際にのみ覚醒させられて、敵の魔法を無効化する魔法装置の核として100年以上にわたり運用されていた。
20年前の魔法世界の大戦において「完全なる世界」により魔法世界を消滅させるための儀式にその力を利用されそうになるところを「紅き翼」に救出される。その後しばらく「紅き翼」と行動を共にしていたが、ナギが行方不明となった後、7〜8年前にガトウの遺言を受けた高畑により記憶を封印された上で「神楽坂明日菜」の名前を与えられ、麻帆良学園初等部に編入されることとなった。
魔法世界にいたころは自分のことを単なる兵器としか考えることが出来ない廃人状態であり、「紅き翼」に保護された後もほとんど感情を表に出すことはなかったが、ガトウの死に際には初めて感情を表に出し、記憶の封印を拒んでいた。現在の人格が形成されたのは麻帆良学園であやかと出会ってからのことである。
だが終盤、ネギ・パーティーが明日菜を連れて魔法世界を訪れていることを知った「完全なる世界」は、明日菜を拉致し「アスナ・ウェスペリーナ・テオタナシア・エンテオフュシア」としての記憶を取り戻させた上で再び魔法世界を消滅させるための儀式に利用。魔法世界人を問答無用で別世界に送ってしまう「造物主の掟」を作りだす。クラスメイトたちは明日菜を救出しに向かうが、外側からは強固な封印がなされている上、明日菜の意識も「黄昏の姫御子・アスナ・ウェスペリーナ・テオタナシア・エンテオフュシア」として封印されている。そこで皆で「神楽坂明日菜」の意識に呼びかけることにより、「神楽坂明日菜」としての意識を蘇らせようとした。最終的にはザジがその場にいなかったクラスメイトを転送したことで戦闘中のエヴァとすでに未来に帰っていた超を除くクラスメイト全員が集まり、全員で呼びかけた結果「神楽坂明日菜」としての意識を取り戻し、造物主のコピーを撃破し「黄昏の姫御子」の力とグレートグランドマスターキーの力を合わせ、魔法世界の再生が行われたことにより、2度目の大戦は終結する。
その後、現実世界の火星をテラフォーミングし寄り代側の魔力を補うことによって魔法世界における魔力枯渇回避、そして崩壊を防ぐ計画「Blue Mars計画」の発動と引き換えに、その計画の礎として100年の眠りにつかなければならなくなり、その間に「神楽坂明日菜」の人格は摩耗消滅するのを告げられる。クラスメイトたちが悲しむ中、いつも通りの「神楽坂明日菜」として最後まで振る舞い続け、本来の卒業式の一週間前にネギ、タカミチと3人だけの卒業式を迎え、100年の眠りについた。
大方の予想に反し「神楽坂明日菜」としての人格は保たれた状態で目覚めるも火星独立戦争の勃発により目覚めたのは予定よりさらに31年遅れた2135年だった。覚醒後、あやかの子孫のツテや眠りにつく前にあやかと埋めたタイムカプセルからすでに不死身になったはずのネギもクラスメイトも全員亡くなったことを知りその喪失感から泣き出してしまうも、不死身の存在であるエヴァと22世紀の未来に戻った超の助力により眠りについた時まで遡り、他のクラスメイトと共に卒業式を迎える。そして太古の王族の末裔、魔法世界と地球の融和の象徴としてウェスペルタティア王国の復興に尽力するところで物語は幕を閉じる。
アーティファクトは魔法無効化能力を備えた大剣「ハマノツルギ（エンシス・エクソルキザンス）」だが、最初のころは未熟だったためハリセンになっていた。後にハリセンと大剣を使い分けることに成功し、終盤ではこれの上位互換となる「ホウマノツルギ」も登場する。召喚悪魔や妖怪などに対し一撃で塵に還すことができ、一振りで海を10mほどに渡って割り、射線上の人間を三人まとめて打ち上げるほどの威力を発揮し、魔力や気の通った敵の得物ですら切断する切れ味を誇る。
アニメ第1作では、4歳のころに魔将軍と契約したことにより完全魔法無効化能力を会得した設定となっており、14歳の誕生日を迎えたと同時に魂を奪われ死んでしまう。生まれつき魔族を引き寄せる力を持っていたために、幼いころから各地を転々とする中で魔将軍と出会い、10年後に自分が死亡するのと引き換えに契約を交わしてしまっていた。自身の死に対する恐怖や不安を誰にも打ち明けられずにいたが、ネギたちが過去へ遡って魔族を倒し、時間が巻き戻った後の誕生パーティーで皆に助けを求めたことで未来は変わり、超の発明した機械で契約の無効化に成功した。
『UQ HOLDER!』にも登場。前述の通り、100年の眠りについている状態であるため、精神だけの状態で登場する。こちらでも「神楽坂明日菜」としての人格は保たれた状態であり、本人は「彼女の全ては私にしっかりと根を下ろしている」と語っている。また、2135年に覚醒した明日菜と違いネギの現状を知っており、刀太たちが稼いだ37秒で精神体を実体化させ、のどかや夕映たちがネギのそばにいることにより20年間の猶予を作ったように、自らの精神体をネギのそばに置き一時の猶予を再び作る。
春日 美空（かすが みそら）
声 - 板東愛
演 - 長谷川静香
- 出席番号：9
- 生年月日：1988年4月4日（牡羊座）
- 血液型：A型
- 身長：162cm
- スリーサイズ：B78/W57/H78
- アーティファクト：シューズ（名称不明）（仮契約相手：ココネ・ファティマ・ロザ）
- 魔法認知度：S
- 魔法効果：足が速くなる
- パクティオーカード称号：JOCULATRIX MONACHANS（おどけた修道女）
- スカカード（ネオ・パクティオーカード）：ブタ
- クラブ活動：陸上部
- 卒業後の進路：ネギのミニステル・マギ（魔法使いの従者）
- 人気投票順位：23→21→20→31→25→26→26

カトリック教徒。登下校の際に修道服を着用している。
明日菜とはクラスの短距離でいつも1・2位を争う間柄らしい。実は学園に在籍する魔法生徒（見習い）の一人で、すでにパクティオーカードも所持している。ココネという少女とともに、シスター・シャークティに従事している。親の意向で魔法を習っているらしく、魔法生徒としての仕事に対するやる気はほとんど無い。マイペースで面倒臭がり、いたずら好きな性格で、正攻法で戦闘に立ち向かうよりは機転を利かせて立ち回るほうが適しているようである。今まで2回、メインとしてのエピソードをボツにされてしまった。
「火よ灯れ」を始め、いたずらに応用可能な幻術やボイスチェンジの魔法が使える。箒で空を飛ぶこともできるが、麻帆良祭編で明日菜の足場役をした際には「あんたが乗ると調子悪くなる」と言っているので魔法使いとしての能力は低い。
魔法生徒ながら、魔法の世界を知っている人にすら正体がバレることを極度に避けており、特にネギに正体がばれないよう細心の注意を払っている。体操着に「3-A ナゾのシスター」と書いて登場したこともある。『UQ HOLDER!』には彼女の子孫が登場している。
絡繰 茶々丸（からくり ちゃちゃまる）
声 - 渡辺明乃
演 - 三枝万莉（ドラマ版） / 西潟茉莉奈（NGT48 / 舞台版）
- 出席番号：10
- 生年月日：2001年1月3日（完成日）、2001年4月1日（起動日）
- 血液型：なし
- 身長：174cm
- スリーサイズ：B84/W60/H84
- アーティファクト：空飛び猫（アル・イスカンダリア）
- 魔法認知度：S
- 魔法効果：大気圏外から超高威力の魔力砲撃を放つ
- パクティオーカード称号：PUPA SOMNIANS（夢見る人形）
- スカカード（ネオ・パクティオーカード）：キリン
- クラブ活動：茶道部、囲碁部
- 卒業後の進路：ネギの秘書→雪広あやかの従者
- 人気投票順位：11→19→18→10→9→17→11

エヴァンジェリンとドール契約を交わしたミニステル・マギ（魔法使いの従者）。
工学だけではなく魔法も併用して開発された人型ロボットであり、工学の部分は葉加瀬と超鈴音、魔法部分の知識はエヴァが提供している。その工学技術は明らかなオーバーテクノロジーである。
動力部分に魔力を使用し、その他の部分（量子コンピュータ、人工知能、駆動系）などは全て科学で成り立っている。エヴァが作成した他の人形たちとは違い、魂を吹き込まれたわけではなく、プログラムで成り立っているらしい。その割りに成績は低い方である。
完成当初は外部電源で動作していたが、現在の動力は魔法の力とゼンマイであり、後頭部には着脱式のゼンマイ巻きの取っ手が付いている。ただしゼンマイを巻く作業は巻かれる相手からの魔力供給の儀式の側面が強く、魔力を持たない人間が巻いてもあまり意味はない。また、女性体設計のため男性が巻くと快感を感じたり、巻きすぎたりすると嫌がるようである。ボディは球体関節人形のようで、お茶汲み人形がモチーフらしく茶道が得意。後に新型ボディに換装され、関節を人工皮膚でカバーして外観をより人間に近づけられた結果、耐水性も向上した。頭髪が放熱機構を兼ねているため、アップにしたのが原因で熱暴走を起こしたことがあるが後に改良された。戦闘に関しては格闘技から大型銃器の扱いまでこなす。格闘技に関しては、古菲も絶句するほどの腕前。
外見はどこからどう見てもロボットで、本人もそのことを隠してはいないのだが、当初からそれに気づいていたのは千雨のみ。ネギと明日菜は本格的に茶々丸たちと関わるようになるまで、彼女がロボットだとは全く気付かなかった。他のクラスメイトも（千雨以外は）気にしていないようである。
登場当初は、文字通り「ロボット」のようにエヴァの身の回りの世話をしていた。しかし、「自我」を持たないプログラムによる行動だけでなく、エヴァのお使いで街へ出たときなどによく人助けをしたり、野良猫へ餌をやるなど、彼女の「性格」による行動もとる。頻繁にこのような行動をとっているようで、街では結構な人気者らしい。特にネギと関わったころから、マスターであるエヴァに隠しごとをしたり、オシャレを始めたりと、葉加瀬すら想定していなかった自律行動を示すように変化している。ネギにかなり好意を持っており、本人は隠しているつもりなのだが、そのことに気が付いた長谷川千雨にいろいろ突っ込まれたりと、ボケ担当としてのクラスメートとの絡みも増えてきている。時と場合によってはネギと対立することもあると言い切るが、一方で、自分の気持ちと自分への命令との間で戸惑っている描写も見られる。
飲食をしている描写があるが、フェイク（人間のまね）であり、食物からエネルギーを摂取しているわけではない。
エヴァとドール契約したミニステル・マギには「チャチャゼロ」（ロボットではなく、魔力で動く人形）も存在するが、茶々丸がチャチャゼロと会話している場面はほとんど無い。また、チャチャゼロのように科学の力ではなく魔力で動く「姉」（先に作られたメイドロボ）も何体か存在しており、現在はエヴァの別荘の維持管理を行っているようである。
判明している特殊能力と兵装は以下の通り。
- ジェット状噴射機構による飛行、ホバリング、高速移動
- 両腕の前腕部の有線式の射出パンチ（いわゆるロケットパンチ）
- 捕縛結界魔法の解除
- 腕関節部の噴射機構による加速パンチ
- 眼球部のレーザー光線状の光学兵器

アーティファクトは猫型衛星砲台「空飛び猫（アル・イスカンダリア）」。正式名称「二一三〇式超包子衛星支援(チャオパオジー サテライトサポート)システム」といい、大気圏外から超高威力の魔力砲撃を放つ。開発者は超。なお、『UQ HOLDER!』では飴屋一空が使用している。
『UQ HOLDER!』にも登場。ネギの秘書を務めた後、高齢となったあやかに仕えている。
釘宮 円（くぎみや まどか）
声 - 出口茉美 → 丸山有香
演 - 市川円香（ドラマ版） / 奥村優希（舞台版）
- 出席番号：11
- 生年月日：1989年3月3日(魚座）
- 血液型：AB型
- 身長：160cm
- スリーサイズ：B81/W56/H81
- 愛称：くぎみー、くぎみん
- 魔法認知度：B
- 魔法効果：不明
- パクティオーカード称号：HILARATRIX DURANS（活力をもたらす応援団員）
- スカカード（ネオ・パクティオーカード）：クロヒョウ
- クラブ活動：まほらチアリーディング
- 卒業後の進路：軌道エレベータ公社税関職員
- 人気投票順位：24→25→15→21→20→24→17

まつ屋の牛丼が好物らしく、駅前の店舗が移転してしまったのを嘆いていた。チア3人娘の中ではツッコミ役。麻帆良祭ではバンドのギターを担当したが、ギターだけでなくドラムに触れている場面もある。愛称の「くぎみー」「くぎみん」をどちらも本人は嫌がっており、こう呼ばれると怒る。
自分のハスキーボイスがややコンプレックスのようである。
自分が好意を抱いていた相手でも、友達を泣かすような人間には即座にビンタをかますなど友達思いな一面も（作中ではタイミングが悪かったとはいえ、亜子の背中の傷を見てしまった大人姿のネギと小太郎に対して）。大人の姿になった小太郎は好みのタイプらしく、小太郎を前に赤面したこともある。
- 当初は出口茉美が声を務めていたが、パチンコ『CR魔法先生ネギま!』（2017年9月4日）以後は丸山有香が担当している。

古菲（クーフェイ）
声 - Hazuki → 阿澄佳奈
演 - 岡本紗里（ドラマ版） / 谷川愛梨（NMB48 / 舞台版）
- 出席番号：12
- 生年月日:1989年3月16日（魚座）
- 血液型：A型
- 身長：151cm
- スリーサイズ：B78/W56/H80
- 愛称：くーふぇ、くーちゃんなど
- アーティファクト：神珍鉄自在棍
- 魔法認知度：S（魔法そのものはB）
- 魔法効果：西遊記の孫悟空が使用する如意金箍棒の複製であり、太さ、長さを自在に変えることで、威力を増すことやリーチを活かした戦闘が可能。
- パクティオーカード称号：PUGILATUM EXERCENS（拳闘の求道者）
- スカカード（ネオ・パクティオーカード）:トラ
- クラブ活動：中国武術研究会部長、「バカレンジャー」バカイエロー
- 卒業後の進路：麻帆良に道場を開く
- 人気投票順位：13→12→25→25→13→19→16

ウルティマホラなる格闘大会に優勝した経験があるため、格闘部系の部員からは一目置かれる存在である。毎朝、男子学生の挑戦者が後を絶たない。修学旅行編以後、ネギに拳法を教えることになり、「古老師」と呼ばれる。
得意な武術は「形意拳」「八卦掌」で、さらにミーハーで「八極拳」と「心意六合拳」をかじっているとのこと。細長い布を操って武器にする「布槍術」も使える。
裏の世界に通じる真名に「一般人最強の部類」と言わしめたほどの強さであり、戦いに勝つことより強敵と全力で戦うことを望むところから、実際のところは普通の人間（学園の生徒）相手ならば、勝つのが当然といえる実力を持っているとされている。話が前後するが、人型の魔物と対決した際にもまったく問題なく倒している。
語尾に「〜アル」と付ける。日本語を覚えるので精一杯なためと言っているが、目下のところ格闘技にしか興味がない。基本的には色恋沙汰には疎いタイプと評されて来たが、カモが確かに関知できるほどにはネギへ好意を抱いているらしい。
- 当初はHazukiが声を務めていたが、Hazukiが声優業の引退を発表したために、OVA『〜もうひとつの世界〜』第4巻（2010年8月17日）以後は阿澄佳奈が担当することになった。

近衛 木乃香（このえ このか）
声 - 野中藍
演 - 松永裕子（ドラマ版） / 愛わなび（舞台版）
- 出席番号：13
- 生年月日：1989年3月18日（魚座）
- 血液型：AB型
- 身長：152cm
- スリーサイズ：B73/W54/H76
- アーティファクト：東風ノ檜扇（コチノヒオウギ、フラーベルム・エウリー）、南風ノ末廣（ハエノスエヒロ、フラーベルム・アウストラーレ）
- 魔法始動キー：プラクテ・ビギ・ナル
- 魔法認知度：B→S
- 魔法効果：治癒効果
- パクティオーカード称号：REGINA MEDICANS（癒しなす姫君）
- スカカード（ネオ・パクティオーカード）：コアラ
- クラブ活動：占い研究部、図書館探検部
- 生徒会活動：クラス書記
- 卒業後の進路：マギステル・マギ、2017年、ネギの村の人々を石化から救い、その後結婚
- 人気投票順位：3→4→3→4→6→5→4

学園長の孫娘であり、関西呪術協会の長である近衛詠春を父に持つ。麻帆良学園には初等部のころに転校して来て、寮では明日菜と同室。京都弁で話す、おっとりとした大和撫子だが、初期は時々金槌でツッコミを入れていた。成績は比較的優秀で、家事全般を得意とする。登校時は普段一緒に登校する明日菜に追いつくためローラーブレードを使用している。占いグッズには目がなく、パクティオーカード目当てでネギとのキスを試みたこともあった。図書館探検部の面々とも仲が良いが、基本的にネギや明日菜・刹那と共に行動することが多いため、彼女たちから離れて夕映やのどか、ハルナと行動することは少なかった。
幼少のころからの遊び相手であった刹那に対して好意を抱いており、従者として距離を置くようになった刹那の態度に人知れず苦悩していたが、修学旅行以後は以前に近い友人関係を取り戻し、共に行動することも多くなった。その後、魔法使いとしての潜在的な才能を引き出すために、自らを契約主として刹那と仮契約を結びたいと願うようになり、169時間目では刹那の緊張や明日菜に見られたことで失敗に終わるも、252時間目で正式に実行した。
本人は知らずにいたが強い魔力を持っており、その魔力（容量）はサウザンドマスターを凌ぐほどで、極東最強とさえ言われている。特訓の結果、夕映と同様「火よ灯れ」の魔法が使えるようになった。
アーティファクトは狩衣と2種類の扇子「東風ノ檜扇（コチノヒオウギ、フラーベルム・エウリー)」と「南風ノ末廣（ハエノスエヒロ、フラーベルム・アウストラーレ）」のセット。木製の薄板を絹糸で束ねている方が東風ノ檜扇であり、紙製の扇面と扇骨を組んでいる方が南風ノ末廣。狩衣は魔法的な防御効果を持つ浄衣である。東風ノ檜扇は3分以内に受けた即死以外のありとあらゆる怪我を完治させる効果南風ノ末廣は30分以内に発症した怪我以外のありとあらゆる状態異常を完治させる効果を持つ。ただしどちらも1日1回しか使えず、加えて重症患者に東風ノ檜扇を使用する場合は、触れられる距離まで接近しなければならず、治癒に際して被治療者には苦痛を伴う。この際膨大な魔力が流し込まれるため、治療後に過度の魔力によって熱病のような症状が起きる場合がある。
なお、これの未来にあたる『UQ HOLDER!』の主人公・近衛刀太や、同作品に登場する近衛帆乃香、近衛勇魚とは同姓だが、刀太については彼女の孫の1人が2070年代に生まれた「最初の刀太」の代理母であり、名付け親（「祖母が結婚するときに世話になった」という刀子から一字もらった）であったことが判明した（帆乃香、勇魚については不明）。
早乙女 ハルナ（さおとめ ハルナ）
声 - 石毛佐和
演 - 渡辺あゆみ（ドラマ版） / 竹内夢（舞台版）
- 出席番号：14
- 生年月日：1988年8月18日（獅子座）
- 血液型：B型
- 身長：162cm
- スリーサイズ：B87（クラスNo.5）/W67/H88
- 愛称兼ペンネーム：パル
- アーティファクト：落書帝国（インペリウム・グラフィケース）
- 魔法認知度：B
- 魔法効果：羽根ペンでクロッキー帳に描いた絵を、実体を持った簡易ゴーレムとして召喚・使役することが出来る。
- パクティオーカード称号：FICTRIX COMICA（漫画製造者）
- スカカード（ネオ・パクティオーカード）：ペンギン
- クラブ活動：漫画研究会、図書館探検部所属
- 卒業後の進路：ベストセラー作家、メガロメセンブリア在住
- 人気投票順位：28→16→29→19→18→16→20

他人の恋愛感情など（本人いわく「ラブ臭」）にものすごく敏感らしく、多少の心理状態の変化や、微かな言動のズレや揺らぎであっても敏感に察知することができる。夕映のほっぺを玩ぶのが好き。
和美と並ぶ噂好きで、よく話を大きくしがちである。しかし128時間目で隣にいた夕映に話していた内容は概ね正しいので、話を大きくするのは目眩ましで行っている可能性が高い。
図書館4人娘のお姉さん的存在にして、扇の要。
夕映やのどかとは図書館探検部つながりで仲が良いらしく、いつも一緒にいたはずだが、一時は魔法の秘密を知らないために一人除け者状態にされてしまうことが多かった。その理由として夕映曰く「本人のおしゃべり好きな性格で他人に魔法のことを吹聴されると困るから」とのこと。しかし、126時間目についにネギの秘密を知り、さらに136話でネギとパクティオーを果たしていることが判明、一気に魔法への核心に迫る存在になっている。
本気で怒ると表情や口調、さらには性格すら別人と化してしまう。のんびり屋の木乃香や、クールな夕映が本気で怯えるほどである。
魔法世界編では魔法世界にBL漫画がないことに気がつき、BL作品を出版することで中古の金魚型潜水艦「グレート・パル様号」を購入するほどの巨万の富を得る。だがその作品が非実在美青年保護法に抵触していたためヘラス帝国帝都において指名手配を受けてしまい、その後はメセンブリーナ連合メガロメセンブリアに居を移し執筆を続けている。
アーティファクトはインクボトル付きのクロッキー帳と羽根ペン、ベレー帽とエプロンのセット「落書帝国（インペリウム・グラフィケース）」。羽根ペンでクロッキー帳に描いた絵を、実体を持った簡易ゴーレムとして召喚・使役することが出来る。ゴーレムの能力は従者の画力や絵の精度に左右され、画力・絵の精度が高ければその分ゴーレムの能力も上がり、飛行や火を吐くなどの特殊能力を付与することが出来る。一度描いた絵はクロッキー帳にストックすることが出来、再度ゴーレムとして召喚・使役できるほか、加筆修正して性能アップすることや、テキストで能力・性格を設定することも可能。ただし召喚時間や能力の有効範囲には制限があり、召喚したゴーレムが破壊されると、使用者にも1%ほどダメージを受ける。
- 初期設定では、のどかと同じ図書委員で、普段は物静かな性格ということになっていた。

桜咲 刹那（さくらざき せつな）
声 - 小林ゆう
演 - 市川春樹（1 - 15時限目、26時限目）、西秋愛菜（16 - 25時限目）
- 出席番号：15
- 生年月日：1989年1月17日（山羊座）
- 血液型：A型
- 身長：151cm
- スリーサイズ：B71/W52/H74
- 武装：夕凪、妖刀「ひな」（使用歴なし、経緯不明だが月詠が使用している）
- アーティファクト：匕首・十六串呂（シーカ・シシクシロ）（仮契約相手：ネギ・スプリングフィールド）、建御雷（タケミカズチ）（仮契約相手：近衛木乃香）
- 魔法認知度：S
- 魔法効果：匕首・十六串呂 - 最大16本まで分裂させることができる短刀。建御雷 - 魔力を貯めることで巨大化させられる剣。
- パクティオーカード称号：GLADIARIA ALATA（翼ある剣士）
- スカカード（ネオ・パクティオーカード）：ツル
- クラブ活動：剣道部
- 卒業後の進路：近衛木乃香の従者、2017年結婚
- 人気投票順位：18→7→1→1→3→1→1

京都神鳴流の剣士。巨大な野太刀「夕凪」を愛用し、剣術の補助程度に陰陽術を使うことができる。近衛木乃香とは京都での幼少時代からの幼馴染で「せっちゃん」「このちゃん」と呼び合う仲だったが、あることがきっかけで少し距離を置いていた。麻帆良学園には中等部から通っている。木乃香のことは「このかお嬢様」または単に「お嬢様」と呼ぶが、本心が出たり驚いたりすると「このちゃん」と言ってしまう（原作では夕映・ハルナに対して「このかさん」と言ったことがある）。
木乃香の護衛の任を密かに受けていたが、それは決して与えられた仕事としてではなく、大事な友達を守るためである。烏族と人間のハーフ（父が烏族、母が人間らしく、2人共既に他界している）で、木乃香から一歩引いて見守っていた。
彼女が自身の姿を現す際の羽は白く、エヴァンジェリンの台詞によれば禁忌とされた存在であるらしい。また頭髪や瞳の色も物理的に変えられている可能性も示唆されている。白い翼が原因で里を追われんとした所を、本山を継ぐためナギと別れ日本へ帰国した詠春に拾われた。
厳格に育てられたらしく、性格は真面目なのだが、護衛となることを優先させられたため、勉強は苦手な方である。普段は標準語を話すが、「素」が出ると京都弁になる。
佐々木 まき絵（ささき まきえ）
声 - 堀江由衣
演 - 河瀬ゆり（ドラマ版） / 仲美海（劇団4ドル50セント / 舞台版）
- 出席番号：16
- 生年月日：1989年3月7日（魚座）
- 血液型：O型
- 身長：152cm
- スリーサイズ：B72/W53/H75
- 愛称：まきちゃん
- アーティファクト：自在なリボン（リベルム・レムニクス）、粉砕する棍棒（フランゴー・スティーペス）、爆弾のボール（ボンブス・グロブス）、切り裂く輪っか、捕縛する縄
- 魔法認知度：B
- 魔法効果：自在なリボン - 無限に伸びるリボン。粉砕する棍棒 - 高破壊力の棍棒 他
- パクティオーカード称号：ARMATURA QUINQUIPLEX（五重の武装者）
- スカカード（ネオ・パクティオーカード）：サル
- クラブ活動：新体操部、「バカレンジャー」バカピンク、魔法少女ビブリオン・ビブリオピンクチューリップ
- 卒業後の進路：麻帆良中学校体育教師
- 人気投票順位：1→1→7→8→11→9→12

クラスで2番目に成績が悪い。謎のリボンマスターテクニックを持っている。性格は甘えん坊でぬるぬるしたものが嫌い。主人公のネギへ好意をもっており、ネギのためにお弁当を作ったりもしたほど。ゲームではこの一面がより強調されている。弟がおり、最終回で登場した。
吸血鬼時のエヴァンジェリンに噛まれた経歴があり、今でもその時の記憶が若干残っている。
新体操に対しては熱心に取り組んでおり、実力も十分にあるのだが、天真爛漫な性格が災いして、新体操部の顧問から「子供の演技」と言われたことに一時悩んでいたが、エヴァへの弟子入りのため茶々丸との対決に挑んだネギを最後まで信じて応援したことで精神的成長を遂げ、新体操の演技においても壁を克服、レギュラーを勝ち取る。その後の夏の県大会では4位となった。また、この一件で元々弟として見ていたネギを異性として意識するようになった。
魔法世界編では裕奈と共にテンペテルラに飛ばされるが、脅威の適応力を発揮し、生活費や旅費を稼いでいた。その後、ネギの呼びかけに応じ、無事に自力でオスティアに到着、合流を果たす。特訓の結果、夕映や木乃香と同様、「火よ灯れ」の魔法が使えるようになった。卒業後は体育教師になったという。
アーティファクトは全て新体操に用いられる器具をモチーフにしており、その数は全登場人物中最多。
『UQ HOLDER!』にも登場する。
椎名 桜子（しいな さくらこ）
声 - 大前茜 → 小見川千明
演 - 香山碧（ドラマ版） / 豊島美優（舞台版）
- 出席番号：17
- 生年月日：1988年6月9日（双子座）
- 血液型：B型
- 身長：164cm
- スリーサイズ：B83/W56/H79
- 魔法認知度：B
- 魔法効果：ラック値が大幅に上昇する
- パクティオーカード称号：HILARATRIX FORTUNANS（幸運を呼ぶ応援団員）
- スカカード（ネオ・パクティオーカード）：イヌ
- クラブ活動：まほらチアリーディング、ラクロス部
- 卒業後の進路：証券会社勤務
- 人気投票順位：7→15→16→30→24→23→21

ギャンブル運がとてつもなく強く、2年次3学期末テスト時に開催されたトトカルチョでは、自クラスに大量の食券を賭け、万馬券による億万長者ならぬ食券長者になる。また、3年次の修学旅行の特別企画として開催された「ラブラブキッス大作戦」においても、大穴とされた組に賭ける、魔法世界のゲートを見つける（一般人が辿り着けるのは宝くじの一等に当たる確率と同じ）など、作品の随所でギャンブル運の強さを見せつけている。性格に少し子供っぽい面がある。
麻帆良祭ではバンドのドラムス担当だったが、亜子の夢の中ではボーカルを務めていた。
常に笑顔を絶やさない女の子で、作中では8割方口を開いた笑顔（この表情→ ^ヮ^）をしている。チアリーダーという立場上、大きい声を出せるようにいつも口を開けているのが癖になっているとか。
本編中ではあまり描かれないが、明日菜やあやかとは初等部以来の知り合い（しかしアニメ版では明日菜の誕生日をド忘れしていた）。
- 当初大前茜が声を務めていたが、大前が声優業の引退を発表したために、劇場版『ANIME FINAL』（2011年8月27日）以後は小見川千明が担当することになった。

龍宮 真名（たつみや まな）
声 - 佐久間未帆
演 - 樹里
- 出席番号：18
- 生年月日：1988年11月17日（蠍座）
- 血液型：A型
- 身長：184cm
- スリーサイズ：B88.9（クラスNo.3）/W69/H88
- 愛称：たつみー
- 二つ名：武蔵麻帆良の足長おじさん
- アーティファクト：電磁投射砲
- 魔法認知度：S
- 魔法効果：不明
- パクティオーカード称号：VULNERANS SEMIDIABOLI（半魔族の狙撃手）
- スカカード（ネオ・パクティオーカード）：クマ
- クラブ活動：バイアスロン部（外部）
- 卒業後の進路：多くの紛争地域を渡り歩く→天之御柱学園学園長代行
- 人気投票順位：31→28→22→20→21→18→24

魔族と人間のハーフ。名簿欄外に「龍宮神社」と書いてあり、そこの一人娘だという。普段はここで巫女として働いているらしい。あんみつが好物。桜咲刹那とは「たまに魔物退治の仕事を一緒にする仲」。「魔眼」の持ち主で、それを用いて幽体を可視化したりしているようだが、具体的にどのような能力かは明文化されていない。
銃の腕前はかなりのもので、ライフルによる長距離狙撃から拳銃による近接格闘（ガン=カタ?）までこなし、後者は剣を持った相手をいなすほどのレベルである。本人はただのエアガンであるなどと嘯いているが、作中において発砲時に排莢やブローバックまで描画されているところからすると、その真偽は疑わしい。
得物の銃は、これまでにレミントンM700、IMIデザートイーグル、PGMウルティマ・ラティオを使用しているが、いずれもどこで調達したのかは不明。またデザートイーグルは2挺同時に使用しており、1挺でも制御が困難とされる銃を難なく使いこなす様は、彼女の超人的な肉体のスペック（魔力や気によるもの?）をうかがわわせている。また銃器の使用を禁じられた武道会に出場した際は、五百円硬貨を連続して親指で弾き飛ばす技を見せた（豪徳寺薫は「羅漢銭」、「銭形平次の投げ銭」などと呼んでいたが、これらは手首のスナップで投げるものであり、彼女のはむしろ指弾に近い）。他にも針状の投擲武器を使用したケースもあり、彼女が飛び道具全般のエキスパートであることを思わせる。
かつて魔法使いによるNGO団体「四音階の組み鈴（カンパナラス・テトラコルドネス）」に所属しており、ある魔法使いの魔法使いの従者（ミニステル・マギ）として世界中の紛争地帯を渡り歩いていたらしく、不意をうたれると反射的に銃を向けてしまうという、プロフェッショナルとしての片鱗を見せる。受けた任務のためには、己の気持ちをも切り捨てる一面があり、それを垣間見たネギからは鬼軍曹のイメージで認識されてしまったらしく、「龍宮隊長」と呼ばれ敬われている。そのころに契約したと見られるパクティオカードには"MANA ARCANA"と書かれており、これが本名と見られる。ただし本編ではカードを使用しておらず、それでも魔法先生の一人であるシスターシャークティを軽くあしらう実力がある。
基本的にネギの理解者でその努力と成長を見守るスタンスではあるが、プロフェッショナルとして「仕事」を請ければ敵対することも厭わない姿勢。任務遂行のためなら手段を選ばないが、その一方で日常生活ではお金にやたら細かく、その外見ゆえに映画館入場の際などに中学生と信じてもらえず大人料金を取られてしまうのが悩み。一度年齢詐称薬で幼い外見に化けて小学生料金で入場するも、薬代で結局損したことがある。
中学生らしからぬ大人びた雰囲気とナイスバディのクールビューティーである（身長もクラスで最も高い)。初期設定では日本人とプエルトリコ人のハーフだった。
『UQ HOLDER!』にも登場。天之御柱学園（旧麻帆良学園）学園長代行となっている。魔族とのハーフであるため肉体の老化が遅く、容姿はほとんど変わっていない。さらに後には火星独立戦争にも参加している。
CD初回特典のパクティオーカードの名前表記は"TATUMIJA MANA"となっている。
超 鈴音（チャオ リンシェン）
声 - 大沢千秋 → 高本めぐみ
演 - 渡辺けあき
- 出席番号：19
- 生年月日：1988年12月1日（射手座）
- 血液型：O型
- 身長：160cm
- スリーサイズ：B77/W56/H78
- 愛称：超りん
- アーティファクト：時間操作懐中時計「カシオペア」
- 魔法始動キー：ラスト・テイル・マイ・マジック・スキル・マギステル
- 魔法認知度：S
- 魔法効果：時間移動。
- パクティオーカード称号：POLYMATHES UNIVERSALIS（万能の博学）
- スカカード（ネオ・パクティオーカード）：ジャイアントパンダ
- クラブ活動：お料理研究会、中国武術研究会、ロボット工学研究会（大学）、東洋医学研究会、生物工学研究会、量子力学研究会（大学）
- 卒業後の進路：火星にて平和運動を展開。
- 人気投票順位：20→26→21→15→29→20→25

留学生ながら学年1位の学力である。しばしば語尾に「〜ネ」が付く。
世界征服を目標にしており、学園に存在する魔法先生からは、葉加瀬ともども目をつけられている。中華料理屋台「超包子」の経営者でもあり、その収益は麻帆良祭において格闘大会のM&Aを行い、多額の賞金を賭けることすら可能なほどらしい。武術の腕も、古菲とは違う流派ながらかなりの実力である。また強化服を用いて戦うこともあり、中でも時間操作懐中時計「カシオペア」使用の場合は、自分を他の時空に飛ばすか周りの物を止めることによって、避けられないはずの攻撃もかわすことができる（ただしナノ秒単位の未来予測ができない限りこのような荒業はこなせず、背部の最新型コンピューターによりオートマ制御して持たせている）。魔法については呪紋回路によってネギを上回るほど強大な威力の炎魔法ができる。しかしそれと引き換えに体や魂を犠牲にしなければならない。
その正体は22世紀の未来から来た火星人であり、本人曰く「ネギの子孫」。そのころの火星（魔法世界）は崩壊しており、地球人との戦争状態だった。その歴史を変えるために過去に遡り、世界樹の魔力が増幅する麻帆良祭の最終日に強制認識魔法を用いて世界に「魔法」の存在を認知させようとした。魔法先生らの追撃をかわしつつ表向きは「まほら武道会」を主催しながら、裏で高畑を拘束・龍宮・朝倉の買収・ネットに魔法を流出させたりする。そのためネギたち魔法先生と対立。時間操作懐中時計「カシオペア」による超短時間跳躍で翻弄し、あらかじめネギに渡したカシオペアによるトラップや強制時空跳躍弾を用いてネギ・パーティを強制認識魔法発動後の世界に飛ばし、ロボット軍団を率いて学園を制圧するも、飛行船上空での最終決戦においてそれを見抜いたネギによりカシオペアを破壊される。それでもなお火炎魔法を発動させ、風・雷魔法を操るネギと応戦するも、最後は詠唱速度の差と肉体の限界により敗北し、すでに退学届けを出していたこともあって学園を去り、未来へ帰っていった。その際、超包子の経営は五月に移された。その後エヴァからの依頼で並行世界移動機「渡界機」を開発してパラレルワールドの未来に渡り、そこで100年の眠りから目覚めた明日菜が元の時代に戻るのに協力することになる。自身が属する未来自体は変化しなかった模様だが、彼女の世界とは異なるパラレルワールドが誕生したこと自体には満足した模様。
「UQ HOLDER!」でも最後に登場し、事件解決を手伝った。
- 当初は大沢千秋が声を務めていたが、大沢が声優業の休業を発表したために、イベント「麻帆良学園中等部3-A・1学期始業式」（2006年4月23日）以後は高本めぐみが担当することになった。

長瀬 楓（ながせ かえで）
声 - 白石涼子
演 - 新井夕夏（ドラマ版） / 木原実優（舞台版）
- 出席番号：20
- 生年月日：1988年11月12日(蠍座）
- 血液型：O型
- 身長：181cm
- スリーサイズ：B89（クラスNo.2）/W69/H86
- アーティファクト：天狗之隠蓑（テングノカクレミノ）
- 魔法認知度：S
- 魔法効果：庭付きの家を内蔵している四次元マント、敵の攻撃も吸収することができる。
- パクティオーカード称号：SPECULATRIX CLANDESTINA（隠密の偵察者）
- スカカード（ネオ・パクティオーカード）：カッパ
- クラブ活動：さんぽ部、「バカレンジャー」バカブルー
- 卒業後の進路：宇宙忍者
- 人気投票順位：15→5→6→9→12→14→14

名簿の欄外に「忍」の文字があり、事実甲賀中忍である（甲賀流では中忍が最高位）。忍者の格好で主人公のネギをさらったりしているが、一応クラスメイトには忍者ということは秘密らしい。好きな食べ物はプリン。口癖は「ニンニン」「〜でござる」などで、二人称には基本的に「〜殿」をつける。また、一人称も「拙者」である。糸目でのっぽのお姉さん。戦闘に関しては忍者らしく分身の術を駆使する。また、超巨大な風車手裏剣を使用したりする。蛙が嫌い。修学旅行では新幹線車内で大量発生した式神の蛙に驚いていた。
寮では鳴滝姉妹と同室で、2人からは「かえで姉」と呼ばれる。週末には寮を出て、郊外の森林地帯で訓練を兼ねたサバイバル生活をしている。何かにつけてネギを気にしてくれており、ネギのピンチのときは必ず陰ながら助力している。ネギとヘルマンとの一戦では、エヴァ、茶々丸と共に戦いを見守り、ネギと超との一戦では、刹那とともにピンチに駆けつけた。
日頃はのほほんとしたキャラクターの印象が強いが、傍らで解説を行えるほどに、戦闘時の高畑の技をも見抜く能力を備え、また作品の随所でうかがえるように、冷静に状況判断を下せる能力も持ち合わせている。ただ自分から積極的に動くことは少なく、英子たちとのドッジボール対決や海水浴には参加しなかった。
武道会編のころから、我流の忍術使いである小太郎に対して、名前を呼び捨てにして「ござる」も使わなくなり、その距離が短くなっていった。彼を修行に誘ったりもしている。
修学旅行編で明らかになったが、携帯の着メロは「ゴッドファーザー 愛のテーマ」。
真名と同じくその外見ゆえに映画館入場の際などに中学生と信じてもらえず大人料金を取られてしまうことがあった。こちらは後に忍術と身体操術で幼い外見に化けて小学生料金で入場に成功した。
那波 千鶴（なば ちづる）
声 - 小芭美
演 - 谷本安衣
- 出席番号：21
- 生年月日：1989年1月29日（水瓶座）
- 血液型：A型
- 身長：172cm
- スリーサイズ：B94（クラスNo.1）/W63/H89
- 愛称：ちづ姉
- アーティファクト：ネギの形状をした杖（名称不明）
- 魔法認知度：B
- 魔法効果：尻に刺すと病気や状態異常を回復する。回復中、刺された者は刺した者の言うことを何でも聞くようになる。
- パクティオーカード称号：SERVATRIX STELLARUM（星々の守護者）
- スカカード（ネオ・パクティオーカード）：ウシ
- クラブ活動：天文部
- 卒業後の進路：保育士
- 人気投票順位：9→17→19→14→22→22→19

左目の下の泣きぼくろが特徴。おっとりした性格でクラスでは成績優秀だが、運動は苦手な方である。麻帆良学園都市内の保育園で保母のボランティアをしている。顔色一つ変えずにサラッと嘘をついたりする。学生寮では村上夏美、雪広あやかと同室。夏美をことあるごとにおもちゃにしたり、「いいんちょ」ことあやかをクラスでただ一人名前で呼んだりするなど、地位や年齢を越えた貫禄と風格に満ちている。特に夏美や史伽からは「ちづ姉（ちづねえ）」と呼ばれている（ただし、誕生日は2人の方が早い）。また、何事にもやりすぎてしまう傾向がある。
かなりの胆力の持ち主で、目の前でどのようなことが起こっても微笑みながら事態を見守っていたりする。また、いかに相手が強大であっても、物怖じせずに自分の意見を突きつけることができる心の強さを備えている。その一方で「老けてる」「おばさん」などの発言には敏感に反応し、笑顔のまま強烈な怒りのオーラを放出し威圧する。その恐ろしさは夏美や小太郎を震え上がらせ、茶々丸といった強者をも凌駕するほど。
これまでの登場シーンを見ると一般人のようだが、茶々丸ですら驚くほどの瞬間移動を行っているような描写や、夏美や千雨を震え上がらせるほどの腕っ節を持っているかのような描写もある。
鳴滝 風香（なるたき ふうか）
声 - こやまきみこ
演 - 片岡沙耶
- 出席番号：22
- 生年月日：1988年12月6日（射手座）
- 血液型：A型
- 身長：128cm
- スリーサイズ：B62/W46/H55
- 魔法認知度：B
- 魔法効果：不明
- パクティオーカード称号：GEMINAE SIMULATRICES（仮装する双子)
- スカカード（ネオ・パクティオーカード）：ハチ
- クラブ活動：さんぽ部
- 卒業後の進路：某王国王子妃
- 人気投票順位：19→23→31→27→28→30→29

鳴滝史伽とは双子の姉妹で姉にあたる。ツインテールで赤目釣り目。小柄（ネギよりも背が低い）でいたずら好きだが、成績は体育も含めて良い方である。一人称は「僕」と、活発でボーイッシュな性格である。その反面オバケが苦手で、美砂たちにそのことをからかわれる。
寮で同室の長瀬楓と仲が良く、また甲賀忍群を名乗ったこともある。
卒業後は妹共々魔法世界の某国の王子と玉の輿婚をあげ、それぞれにそっくりな子供を儲けた。
鳴滝 史伽（なるたき ふみか）
声 - 狩野茉莉
演 - 山本真菜香
- 出席番号：23
- 生年月日：1988年12月6日（射手座）
- 血液型：A型
- 身長：128cm
- スリーサイズ：B62/W46/H55
- 魔法認知度：B
- 魔法効果：不明
- パクティオーカード称号：GEMINAE SIMULATRICES（仮装する双子)
- スカカード（ネオ・パクティオーカード）：ハチ
- クラブ活動：さんぽ部
- 生徒会活動：美化委員
- 卒業後の進路：某王国王子妃
- 人気投票順位：16→24→26→28→30→27→27

鳴滝風香とは双子の姉妹で妹にあたる。ダブルシニヨンで青目で垂れ目。身長は風香と同く小柄。性格は大人しく臆病で、姉と同じくオバケも怖がる。掃除といたずらが好きだが、姉の風香に振り回されがちである。丁寧語で喋る。一人称は「私」で、風香のことは「お姉ちゃん」と呼ぶ。また姉と同様に甲賀忍群を名乗る。
姉の風香とはとても仲が良いが、修学旅行の「ラブラブキッス大作戦」で、式神が化けたネギが史伽だけにキスしようとしたのが原因でケンカをしたこともあった。
卒業後は姉共々魔法世界の某国の王子と玉の輿婚をあげ、それぞれにそっくりな子供を儲けた。
葉加瀬 聡美（はかせ さとみ）
声 - 門脇舞以
演 - 内田りりこ
- 出席番号：24
- 生年月日：1988年7月14日（蟹座）
- 血液型：B型
- 身長：145cm
- スリーサイズ：B74/W54/H76
- 愛称：ハカセ
- 魔法認知度：A
- 魔法効果：不明
- パクティオーカード称号：MACINATRIX INSANA（正気を失った機械屋）
- スカカード（ネオ・パクティオーカード）：ウーパールーパー
- クラブ活動：ロボット工学研究会（大学）、ジェット推進研究会（大学）
- 卒業後の進路：テラフォーミング・軌道エレベータを建設、クルト・ゲーデルと結婚
- 人気投票順位：21→30→30→29→31→28→31

絡繰茶々丸の制作者の一人。かなりのマッドサイエンティストである。研究以外のことにはかなり無頓着であり、実験室で寝泊まりすることも多い。アルバート・アインシュタインを信奉しており、彼の顔入り目覚まし時計やロゴ入りシャツを愛用している。
他のクラスメートと違って茶々丸を「個人」としてよりも「作品」として扱っているように見受けられる描写もある。彼女のメンテナンスもやっているためエヴァの家にも出入りしており、その制作に当たっては、エヴァの協力も得ているので、ある程度は魔法に関しても知っている。
また、超鈴音とも協力関係にあり、魔法を知る関係者の情報を得ようとした経歴もある。「まほら武道会」では、超とともに企みに加わった。
一見したところ、様々な漫画に登場しがちな優等生のように見えて、実際に成績も良い（テストの成績は超に次いで2位である）が、ハイソックスがずり落ちても気にしない、男性も出入りする研究室に平気でパンツを脱ぎ捨てていくなど、ルーズな一面もある。
長谷川 千雨（はせがわ ちさめ）
声 - 志村由美 → 御堂ダリア
演 - 麻生夏子（ドラマ版） / 大胡愛恵（舞台版）
- 出席番号：25
- 生年月日：1989年2月2日（水瓶座）
- 血液型：B型
- 身長：162cm
- スリーサイズ：B82/W57/H78
- 愛称：ちう
- アーティファクト：力の王笏（スケプトルム・ウィルトゥアーレ）
- 魔法認知度：B
- 魔法効果：上位電子精霊の使役。
- パクティオーカード称号：IDOLUM VIRTUALE（バーチャル・アイドル）
- スカカード（ネオ・パクティオーカード）：キツネ
- クラブ活動：帰宅部、魔法少女ビブリオン・ビブリオルーランルージュ
- 卒業後の進路：ISSDA特別顧問、別ルートではネギと結婚
- 人気投票順位：26→14→17→24→15→6→8

やる気がないので成績は悪いが、パソコンが得意。冷めた視線で常識外れな周囲のメンバーに密かにツッコミを入れているが、当の本人もネット上で公開している自身のHP上では、暴走気味なネットアイドル「ちう」としてはっちゃけた活躍をしている。視力は普通なのに普段からメガネをかけているが、本人いわく「メガネがないと人前に出られない」そうである。コスプレが趣味で、コスプレの話題となるとかなり熱っぽくなり、思わず他人のコスプレのプロデュースまで手がけてしまうほど。
学園都市の住民の多くが現実離れした出来事でも深く考えずに受け入れてしまいがちなのに対して、自分の周囲と学園外の一般的な世界との比較ができるほぼ唯一の人物であり、修学旅行などを除けば、学園外と学園内をつなぐことが可能な唯一の接点でさえある。ただ、105時間目によると、小学校時代から麻帆良学園に通っている。初等部に通っていた明日菜・あやか・桜子・木乃香らと同じ学校であったかどうかは不明である。
斜に構えた冷たい性格の現実主義者に思われがちだがその実面倒見が良く、他人を放っておけない性格でもある。121時間目にして遂にネギの正体を看破するが、ネギの父の背中を追いかける一途さに好意を持ち仮契約をしても良いと思っているようである。しかし、それをカモに勧められると思わず否定してしまう。
作品中、夕映同様自力で、そして唯一ネギたちの事件に直接かかわらずに、魔法使いであることを認識した人物である。
アーティファクトは「力の王笏（スケプトルム・ウィルトゥアーレ）」。魔法少女のステッキのような形状をしており、それ自体が演算装置と記憶装置を備えたコンピューターである。その特徴のため、発動には付近に電気が必要となる。上位電子精霊「千人長七部衆」を操ることができる。電子空間へダイブする際は精神だけが電子空間へとダイブし、その間に使用者の肉体は眠った状態となる。また、カード化したままの他人のアーティファクトに干渉し、ハッキングをかけ自在に扱うことも可能。なお、使用者のコスチュームは自由に変更可能である。
ザジがつれてきた魔物 (?) に気に入られたようで、超のお別れ会ではそれらにぴったり寄り添われ、顔を引きつらせている描写がある。
『UQ HOLDER!』12巻初回限定スペシャルBOXにて、ネギの本命であったことが判明した。その後、本編で「結婚記念写真」が公開され明日菜帰還後の次元ではネギと結婚したことが判明している。その一方で、本編の次元では始まりの魔法使いからネギを庇って死亡している。
- 担当声優の志村は2016年6月に引退。2017年9月のパチンコ『CR魔法先生ネギま!』には出演しているが（引退前に収録したかは不明）、2017年のテレビアニメ『UQ HOLDER!』では御堂ダリアが新たに声を担当している。

エヴァンジェリン・アタナシア・キティ・マクダウェル（Evangeline Athanasia Kitty McDowell）
声 - 松岡由貴
演 - 桑江咲菜（ドラマ版） / 北川愛乃（SKE48 / 舞台版）
- 出席番号：26
- 生年月日：不明
- 血液型：不明
- 身長：130cm
- スリーサイズ：B67/W48/H63
- 愛称：エヴァ、キティ
- 二つ名：闇の福音（ダーク・エヴァンジェル）、不死の魔法使い（マガ・ノスフェラトゥ）
- 魔法始動キー：リク・ラク・ラ・ラック・ライラック
- 魔法認知度：S
- 魔法効果：不明
- パクティオーカード称号：MAGISTRA PURARUM（人形使い）
- スカカード（ネオ・パクティオーカード）：黒ウサギ
- クラブ活動：囲碁部、茶道部
- 卒業後の進路：UQホルダー創設者・教師
- 人気投票順位：4→10→9→6→2→4→3

姿はネギ・スプリングフィールドと同じくらいの歳の女の子だが、実は中世生まれの吸血鬼の真祖（ハイ・デイライトウォーカー）である。
主に闇・氷系の魔法を使う。また、魔法を使った固有技能として多くの人形を魔法ワイヤーで操作する「人形使い（ドール・マスター）」があり、全盛期の代名詞ともいえる能力だったものの、魔力封印後はチャチャゼロに自我を持たせる程度でしか魔力を供給できない。この技術を応用して相手を魔法ワイヤーで縛る・吊るす・切断するという芸当もできる。吸血鬼としては、コウモリ化による肉体分割や催眠術・幻術などの魔法が使用可能。身体能力は人間とは比にならないほど高く、全盛期では高速で肉体再生もできたため「不死の魔法使い（マガ・ノスフェラトゥ）」と呼ばれていた。体術については当初は好んではいなかったが、約100年前に来日した際、攻撃を受け流し、倒すという「後の先」に感銘を受け、合気柔術、合気鉄扇術を修得した。これらは魔力を使わないため、魔力を封じられた状態でも唯一十分に使える戦闘手段である。
「悪い魔法使い」を自称する「最強クラスの化け物」だが、ナギ・スプリングフィールドに「登校地獄（インフェルヌス・スコラスティクス）」の呪いをかけられた上、魔力を極限まで封じられ、生徒兼警備員として麻帆良学園にとどまっている。呪いを解くためには、ナギの血縁者の血が大量に必要らしく、ネギの来訪を知るや否や学園内で吸血鬼事件を起こして力を蓄えつつ、さらに茶々丸を従えてネギを狙い、その血を吸うことによって呪いの解除を図ろうとするが、ネギとの抗争の末、最終的に和解することとなった。
ナギに求愛しており、目下の目的は呪いを解いてナギを探しに出ることの模様。
日本文化や日本の景色を愛好しているらしく、囲碁部と茶道部に所属し、学園長と囲碁を打ったり、自宅に茶室を構えたりしている。1980年代に流れた公共広告機構のテレビCMで知られる『もったいないおばけ』の絵本を読んでいる描写もある（76時間目）。
生年などに関しては一切が謎のままだったが、学園祭の武道会の桜咲刹那戦の後、自分の出自を明日菜と刹那に語っている。
かつてナギに倒された造物主の娘。貴族の家に預けられて人間として生活していたが、10歳の誕生日に造物主に不老不死の実験台にされ、目覚めたときに吸血鬼となっていた。自分を吸血鬼化した造物主に復讐を果たした後、時に人を殺めながら数百年もの間チャチャゼロと共に生きてきた。一度間違って魔女裁判にかけられたこともあったらしい。ダーナ・アナンガ・ジャガンナータの元での修行を経て、最終的に南海の孤島で一人で生きながらえていた。
女子供は殺さないというポリシーを持つ。過去の境遇ゆえに、自分には悪党としての生き方しかできないと思っており、それを示すように常に尊大な態度を取ろうとしているが、周囲の強烈なボケ・ツッコミに巻き込まれてしまい、彼女が思うようには効果は上がっていない。また現在は、ネギの話を聞いて情にほだされて思わず涙ぐんだり、ネギのピンチに動揺したり、物事の貸し借りにこだわったりと、チャチャゼロから「丸くなった」と評されることも多い。
ネギの魔法面での師匠だが、その修行は、ネギが思い出すだけで震えだしたほど過酷を極めるという。とはいえ、自分を慕って師事しているネギには何かと目を配ってやっており、ネギを強くするために様々なサポートをしてくれる良き師匠でもある。こうした理由のひとつには、ネギに彼の父親ナギの面影を見ているからということもあるのだが、（カモミールが後にいわく「ゆがんだ愛」）そのことは決して表には出さない。ネギから弟子にしてもらうよう懇願されたとき「足をなめろ」と言って、明日菜にハマノツルギで叩かれた（これは今やエヴァンジェリンを代表する台詞となっている）。
時折ネギが迷いを見せたときには人生(？)の先輩としてのアドバイスも行うのだが、基本的な観点が様々な苦渋を舐めて来た人生経験から来ることから奇麗事だけで動くのではなく汚れとなるような行為を恐れるな、といった意見が多い。これらの意見はまだ9歳であるネギにはあっさりとは受け入れられていない。
花粉症持ちでカナヅチ（泳げない）、居眠りとサボりの多い女の子。魔力の減少した状態においては10歳の少女同然で、風邪で寝込むことも。本来この学園は全寮制なのだが、学園内にあるログハウスで茶々丸と暮らしている。また外部での1時間が1日になる特別な空間に別荘"EVANGELINE'S RESORT"を持つ。制服のタイは、彼女ひとりだけ、他の生徒と違った形状のもの（蝶結びした紐タイ）をつけている。
吸血鬼のはずだが、一時期を除いて麻帆良学園では血を吸っておらず、かつては人と交わらずに過ごしていた時期もあったことから、血を吸わなければ死んでしまうということはない（魔力を得るために血を吸うことはある）。茶々丸が入れたお茶を好み、トマトジュースやコーヒー、秘蔵のジュース、ワインなども飲む。
最終的には無事ナギが救出された事により、ナギと結婚する。その後、何者かの頼みで超並行世界移動機「渡界機」の開発を依頼し、100年の眠りから覚めた明日菜が過去に戻るのを手伝うことになる。
『UQ HOLDER!』でも主要人物の一人として登場。ダーナの城の力により修行中に未来の近衛刀太と出会う。2025年にネギがナギ=ヨルダと対峙した際に魔素マッピングを入手し、登校地獄は解除された。ネギと共にUQホルダーを創設したが、ネギがヨルダに敗北した後にフェイトと袂を分かった。熊本県阿蘇郡のとある村の学校で教師をしながら刀太を育てていたが、刀太を吸血鬼にしてしまったことをきっかけにUQホルダーへ舞い戻る。刀太が世界樹と一体化している間にネギ=ヨルダに敗北し、エヴァ=ヨルダとなるが刀太とネギによりヨルダから解放され、1万2千年後に目覚めて刀太に愛を告げる。
宮崎 のどか（みやざき のどか）
声 - 能登麻美子
演 - 和川未優（ドラマ版） / 歌田初夏（AKB48 / 舞台版）
- 出席番号：27
- 生年月日：1988年5月10日（牡牛座）
- 血液型：O型
- 身長：153cm
- スリーサイズ：B78/W58/H79
- 愛称：本屋
- アーティファクト：いどのえにっき / いどの絵日記（ディアーリウム・エーユス）
- 装備魔法具：鬼神の童謡（コンプティーナ・ダエモニア）、読み上げ耳（アウリス・レキタンス）
- 魔法認知度：B→S
- 魔法効果：読心効果
- パクティオーカード称号：PUDICA BIBLIOTHECARIA（恥ずかしがり屋の司書）
- スカカード（ネオ・パクティオーカード）：オットセイ
- クラブ活動：図書館探検部
- 生徒会活動：学園統合図書委員、図書委員
- 卒業後の進路：ISSDA技術開発部職員
- 人気投票順位：10→3→2→2→5→3→5

本を読むことが大好きらしく、本を読み始めると周りが見えなくなる。階段から落ちたところをネギに助けてもらったのがきっかけで好きになるが、本人によれば当初から気はあった。何かあったときにお礼としてすぐ渡せるように図書券を何枚か常備している。
引っ込み思案の恥ずかしがり屋だが、いち早くネギに直接告白するなどここぞという時で勇気ある行動を見せ、明日菜や刹那からも称賛されている。いつも前髪で目を隠している「前髪っ娘」（1巻カバー裏）だが、前髪を上げると素顔は「すごくカワイイ」。修学旅行を機に髪型をポニーテールにすることが多くなり、その影響で目が前髪で隠れにくくなった。
読書の賜物か成績は優秀で学年737人中21位（7時間目）、代わりに運動は苦手でボウリングのスコアは17（55時間目）。
よく転ぶので消毒薬と救急絆創膏を持ち歩いている。
アーティファクトは「いどのえにっき（ディアーリウム・エーユス）」。本の形状をしており、半径約7.4m以内にいる人物の名前を呼んでから本を開くと、その人物の表層意識を読むことができ、対象者に質問するとその質問に対する回答が現れる。また名前を呼ばずに開くと使用者本人の表層意識が現れることになる。複数の相手に縮刷版を一冊ずつ割り当て、リアルタイムで思考をトレースすることも可能。名前さえわかれば敵の思考や情報を引き出すことが出来る（幽霊や人外でも言葉が通じれば有効だが、ロボットのような無生物には無効）というその能力の強さから、「マスターピース」と称されるアーティファクトであり、フェイトですら厄介だと評するほどである。
ただしそれは逆に言えば、名前がわからない相手の思考は読み取れない、一度相手から視線を外す必要があるなどの欠点を意味する。だが後に魔法世界で、相手が自分を認識した状態で「我汝の真名を問う(アナタノオナマエナンデスカ)」と詠唱することで相手の名前を見破ることができる「鬼神の童謡(コンプティーナ・ダエモニア) 」と文字を読み上げることができる「読み上げ耳(アウリス・レキタンス) 」の両魔法具を取得したことでその欠点を克服した。
『UQ HOLDER!』にも登場。「読心術士・全覚のノドカ」の異名を持ち、精神を乗っ取られたネギにつき従っている。
村上 夏美（むらかみ なつみ）
声 - 相沢舞
演 - 椋木えり
- 出席番号：28
- 生年月日：1988年10月21日（天秤座）
- 血液型：A型
- 身長：151cm
- スリーサイズ：B74/W54/H79
- アーティファクト：孤独な黒子（アディウトル・ソリタリウス）（仮契約相手：犬上小太郎）
- 魔法認知度：B
- 魔法効果：装着している間は極限まで存在感が薄くなる。その効果は使用者と直接触れている者、さらには使用者と直接触れている者に触れた者にも及ぶ。
- パクティオーカード称号：ACTRIX TIMIDA（照れ屋な女優）
- スカカード（ネオ・パクティオーカード）：ハムスター
- クラブ活動：演劇部、麻帆良学園大学部第三演劇部
- 卒業後の進路:小太郎と結婚
- 人気投票順位：30→27→8→5→26→25→23

そばかすがあって赤毛で癖っ毛という自分の外見にコンプレックスを抱いている。また自分の胸が小さいことも気にしているが、同室の千鶴、あやかの発育が良過ぎるだけであることには気づいていない。
CD-ROM付録のミニドラマでは、宿題を終わらせていないことであやかに怒られたが、成績は全学年の真ん中程度、決して悪くはない。
演劇本番前の緊張の「何か変われる気がする」感じが好き。
カワイイ子揃いのクラスの中ではあまり目立たないごくフツーの女子中学生と自認している。
海水浴に参加した時はミサンガをつけていた。
小太郎と一緒に住むようになってからは、良き姉代わりになっており、何かと気に掛けている。94時間目では、良い雰囲気になった小太郎と愛衣を微妙な表情で見ていた。
雪広 あやか（ゆきひろ あやか）
声 - 皆川純子
演 - おおつか麗衣（ドラマ版）、福原遥（ドラマ版・少女期） / 神志那結衣（HKT48 / 舞台版）
- 出席番号：29
- 生年月日：1988年7月5日（蟹座）
- 血液型：O型
- 身長：173cm
- スリーサイズ：B85/W54/H83
- 愛称：いいんちょ、いんちょ
- アーティファクト：白薔薇の先触れ - 本編では名称不明だったが、続編『UQ HOLDER!』で曾孫のみぞれが引き継いだことで判明。
- 魔法認知度：B
- 魔法効果：どんな人物にでもアポなしで面会できる。
- パクティオーカード称号：BURGENSIS FLORENS（花盛りのブルジョワ）
- スカカード（ネオ・パクティオーカード）：ヒョウ
- クラブ活動：馬術部、華道部、バカレンジャー・バカゴールド、魔法少女ビブリオン・ビブリオレッドローズ
- 生徒会活動：クラス委員長
- 卒業後の進路：雪広コンツェルン総帥
- 人気投票順位：5→8→12→12→17→12→18

周りからは主に「いいんちょ」「いんちょ」と呼ばれている（初等部のころからこう呼ばれていた）が、千鶴のみ「あやか」と呼んでいる。雪広財閥当主の次女（姉は未登場）。常に丁寧なお嬢様言葉で喋り、クラスメイトのことは全員「さん」付けで呼んでおり、表向きは仲が良くない明日菜に対しても例外ではなく「アスナさん」と呼ぶ。
明日菜とは初等部からの縁。2人のやり取りからは意地悪キャラのように見えるが、お互いに気の知れた仲であり、本人同士は認めていないが親友。転入当初は無感情な子供だった明日菜が現在のような活発な少女となったのも彼女との長年のやり取りに負うところが大きく、逆に自身も弟を亡くした際に明日菜のおかげで元気を取り戻した経緯がある。
過去に、生まれてくるはずだった弟を亡くしたことがあった影響でショタコンである。ネギを当初から溺愛しており、胸像や飾りの付いた踏み台をプレゼントしたり、仮契約時にあまりにもネギに対する愛が強すぎて仮契約システムが逆流し、ネギがあやかの従者になりかけ、ネギの仮契約カードが出かける事態が発生するほど。しかし少年なら何でもいいというわけではなく、ネギのように母性本能を擽るタイプが好みであり、小太郎のようなわんぱく少年は眼中にない。
容姿端麗かつ文武両道であり、試験の成績は学年4位（7時間目）。独自の合気柔術「雪中花」を含む武芸百般を習得しており、そのためケンカでは長らく明日菜と互角の腕前だったが、夏休み編では明日菜のネギま部での修業により大きく差がついた。また、馬術の腕も確かである。しかし自意識過剰・世間知らずな一面や日々の行動などからバカレンジャーの6人目「バカゴールド」と揶揄されることも多い。興奮すると鼻血を出して倒れることがある。
一見自分勝手で高飛車な性格に感じられがちだが、根は真面目で思いやりがあり、ネギが好きと告白した人に対し嫌味を出さずにライバル宣言をしたり、ネギと明日菜がケンカ別れしていた時に「慰める口実に親密になるチャンスだ」という周囲のアドバイスを拒否してケンカの仲裁役を買って出て、和美に「将来、絶対恋愛で損するよ」と言われたことがある。
寮の自室（千鶴、夏美と同室）を私費で改装させたらしい。ただし休日は実家で過ごすことが多いようである。
超による学園祭での事件では前述の世間知らずから全く魔法に気付くことはなかった。その後、明日菜の依頼で財閥の力でナギの行方を捜索。その報告書を明日菜に渡した際にネギま部員たちがナギの行方を追う旅に出るということが自身の与り知らぬところで進んでいたことを知り怒るも、部員バッジ争奪戦で明日菜に敗北。そのためネギ・パーティーを追ってイギリスに行ったときには、他のクラスメイトたちが隠れてその先（魔法世界）にまでついて行こうする中、一人見送り、潔く皆の帰りを待つ決心をした。その後もナギの調査は継続しており、その過程でエヴァの正体やナギが宇宙開発事業に興味を抱いていたことなどをある程度突きとめていた模様。
明日菜が魔法世界崩壊阻止計画の礎として100年の眠りにつくことを聞かされるとタイムカプセルを明日菜に渡し、涙ながらに別れの悲しみを明日菜に吐露した。そして卒業後は財閥のトップに立つ一方で「Blue Mars計画」の中心となってネギの傍らで働き、明日菜と再会したい一心で目覚める予定の年である2104年まで生きるも、火星独立戦争の勃発により明日菜の覚醒が31年遅れたため、生きてついに明日菜と再会することは叶わなかった。享年115。その間の時系列にあたる『UQ HOLDER!』にも登場。かなりの高齢ながらいまだに財閥のトップに立っており、みぞれという曾孫を儲けている。
四葉 五月（よつば さつき）
声 - 井上直美
演 - 清水芽衣
- 出席番号:30
- 生年月日:1988年5月12日(牡牛座)
- 血液型:A型
- 身長:156cm
- スリーサイズ:B86/W76/H87
- アーティファクト:魔法の鉄鍋
- 魔法認知度:A
- 魔法効果:魔法の鉄鍋で調理した料理を食べさせた相手を昇天させる（アニメでの設定）
- パクティオーカード称号:COQUA FABULOSA（伝説の料理人)
- スカカード（ネオ・パクティオーカード）:リス
- クラブ活動:お料理研究会
- 生徒会活動:給食委員
- 卒業後の進路:史上初の外食惑星間チェーンを創業、展開
- 人気投票順位：27→22→28→22→27→29→28

将来、自分の店を持つのが夢で、いつも何か料理（肉まん?）を作って、クラスメートに試食してもらっている。学園祭期間中は超包子で料理の腕を振るった。性格は真面目で目標を持って行動しているため、エヴァさえも五月のことを認めている。また、人徳に溢れた人物でもあり、大学生から教師に至るまで、幅広い層のファンやリピーターを持つ。成績は平均的だが、他の生徒に比べると若干ぽっちゃりした体格で、運動は苦手。
しゃべり声が小さく、コミック版では会話の時のふきだしがほぼ使用されず、直接文字だけ書かれていることがほとんどである。屋台で客同士が喧嘩を始めた時は、声を荒らげこそしなかったが異様な迫力でその場を収めた（背景にコアラが描かれていた）。過去から逃げるために強さを求めていると落ち込んだネギを「それは立派なあなたの力」と言って立ち直らせたこともある。
何らかの方法で魔法の存在や超が未来人であることを知っており、実は飛行可能な機動屋台だった超包子を操縦したりした。超が未来に帰ってからは、超包子の経営を引き継いだ。
ザジ・レイニーデイ（Zazie Rainyday）
声 - いのくちゆか
演 - 畠沢妙佳
- 出席番号:31
- 生年月日:1989年3月17日(魚座)
- 血液型:B型
- 身長:151cm
- スリーサイズ:B77/W51/H75
- アーティファクト:幻灯のサーカス(仮契約相手:不明)
- 魔法認知度:S
- 魔法効果:精神を「完全なる世界」へ封じることができる
- パクティオーカード称号:PRIMARIA IN DIABOLIMUNDO（魔界のお姫様）
- スカカード（ネオ・パクティオーカード）:イカ
- クラブ活動:曲芸手品部（外部）主催「ナイトメア・サーカス」
- 卒業後の進路:某王国王女
- 人気投票順位：29→20→23→26→19→15→22

褐色がかった肌を持ち、顔にピエロのようなペインティング （?） が施されている。好きなものに「人間」を挙げている不思議少女。「ポヨ」という口癖のそっくりな姉がいる。
口を開くどころか、姿を見せることさえ少ない生徒であり、原作では72話目で初めて喋り、（ネギとも初めてしゃべった）、アニメ第1期では最終回にようやく台詞が出てきたほどである（この他、25話の次回予告にも台詞あり。第2期ではそれなりに出番もある）。
別段素行に問題があるようには描写されていないものの、クラスメートなどの集団から距離を置いているようにとれる描写は多い。
その正体は魔族の娘。
鳥を飼っていて、屋外では一緒にいることが多い（修学旅行の際も連れていた）。他にも不思議な動物を飼っている様子。
名字の"Rainyday"には、英語で「雨天」という意味の他に「もしもの時。お金に困った時」という意味がある。
『UQ HOLDER!』にも登場。黒い魔物を使役しており、高い戦闘能力を見せる。

### 座席表
机は2人1卓（1+2列目、3+4列目、5+6列目。椅子は1卓に3脚だが中央は空席）。
| 窓/教壇 | 1列目  | 2列目  | 3列目  | 4列目  | 5列目 | 6列目  |
| ------- | ------ | ------ | ------ | ------ | ----- | ------ |
| 1段目   | さよ   | 和美   | あやか | 桜子   | 風香  | まき絵 |
| 2段目   | 夏美   | 楓     | 亜子   | のどか | 刹那  | 円     |
| 3段目   | アキラ | 史伽   | 超     | 美空   | 五月  | 千鶴   |
| 4段目   | 真名   | 美砂   | 明日菜 | 木乃香 | 古菲  | 聡美   |
| 5段目   | ザジ   | ハルナ | 夕映   | 千雨   | 裕奈  | 茶々丸 |
| 6段目   |        |        |        |        |       | エヴァ |

（原作1巻の設定資料集に基づく）

## 麻帆良学園関係者

### 生徒

#### 魔法生徒
高音・D・グッドマン（たかね・D・グッドマン）
声 - 志村由美（ゲーム版） / 井上直美（ドラマCD版）
- 所属：麻帆良学園聖ウルスラ女子高等学校2年
- 二つ名：ウルスラの脱げ女
- アーティファクト：影の鎧

魔法使いとして、無私の心で世のため人のために魔法を使う理想に燃え、マギステル・マギを目指している。正義感が非常に強い反面、思い込みが激しい。
油断しなければかなりの強さを誇り、操影術を使い、覆面の黒装束の姿をした“影の鎧”の使い魔を17体召喚し、同時に遠隔操作することができる。風の魔法も多少使えるようである。また影を衣服のように纏うことで体術や防御力を強化することができるが、高音本人が気を失うと消えてしまう（つまり脱げる）という欠点がある。実力はあるのだが、いかんせん毎回相手が強すぎるのと、前述の術の欠点とのために、不幸体質ならぬ脱がされ体質となり、戦うたびに服を脱がされたり破られたり燃やされたりする羽目になっている。そのため、早乙女ハルナからは「ウルスラの脱げ女」という不名誉な二つ名を名付けられていた。なお、欠点が丸わかりになっても影の服の下になにも着ないのは肌に密着しているのとしていないのでは防御効果に2倍強（3〜7倍）ほどの差が出るかららしい。
魔法世界編では、愛衣・美空・ココネと交流活動でメガロメセンブリアを訪れていたがフェイトたちのゲートポートテロによって帰れなくなり、その後オスティアでネギたちと再会し行動を共にすることになる。
その際、独断で明石裕奈に彼女の両親が魔法先生であることと、母の死の真相（明石裕奈および明石教授の項参照）を告げた。
ネギに好意を持ち交際の権利をかけて勝負を挑むが瞬殺される。
卒業後は裕奈や愛衣たちと共にメガロメセンブリアのエージェントとして働いている。
佐倉 愛衣（さくら めい）
声 - 門脇舞以（ゲーム版） / 中村知子（OAD版）
- 所属：麻帆良学園本校女子中等学校2-D
- アーティファクト：オソウジダイスキ（フアウオル・プールガンデイ）(仮契約相手:高音・D・グッドマン)
- 魔法効果：掃くような動作の「全体武装解除」で広範囲に対して武装解除を行う。
- 魔法始動キー：メイプル・ネイプル・アラモード

大人しく控え目な性格だが、若年ながら無詠唱呪文も使いこなすことができる秀才。特に炎系の魔法を得意とする。しかし実戦には不向きなタイプらしい。ミーハーな性格で、ナギや高畑の魔法界での人気振りを明日菜たちに吹聴している。
高音を「お姉様」と呼び慕い、行動を共にしているが、高音のとばっちりでしばしば脱がされることがある。最終決戦時（302時間目）に高音から彼女が気絶すれば消えてしまう「影の服」に着替えるよう言われた時は涙目になって拒否していた。
年下である小太郎に対して、尊敬に近い愛情心を抱いている。
まほら武道会に出場し1回戦で小太郎と戦うが、小太郎の掌底アッパー（に見せかけた風圧）の一撃で10数メートル上空まで吹き飛ばされ、あえなくリングアウトで敗北した。なお、この時にカナヅチで泳げないことが判明した。
夏目 萌（なつめ めぐみ）
- 所属：麻帆良芸大附属中学校2年
- 愛称：ナツメグ
- 魔法始動キー：ラプ・チャプ・ラ・チャップ・ラグプウル

頭の両側に三つ編みを分けて垂らしたメガネっ子。よくある魔法少女物に出てくるような杖を持っている。愛衣とは対照的に、水系の魔法が得意なようである。
超が作戦を成功した世界では、高音・愛衣と共にネギ・パーティと戦って、返り討ちに遭い仲良く脱がされ、魔法世界消滅の危機の際には麻帆良に現れた魔物たちの攻撃によって脱がされてしまっている。
ココネ・ファティマ・ロザ
声 - いのくちゆか
- 所属：初等部

春日美空のマスター（仮契約主）。魔法世界出身の孤児で、褐色の肌に赤みがかった瞳など龍宮真名に似た容姿だが関係は不明。
主に美空と行動を共にしていて、よく肩車されている。美空とは対照的にダウナーな性格でボソボソとした口調で話す。特技はどんな微小な念話も聞き取れること。美空と同じくシスターシャークティに師事している。美空の素行不良のツッコミ役だが、一方で彼女を強く慕っている様子も見られる。
ネギ一行と「完全なる世界」の最終決戦直前、「帝国移民計画実験体18号」という肩書きが紹介されたが（300時間目）、その意味を披露するエピソードは描かれておらず、詳細不明。

#### 一般生徒
英子（えいこ）
声 - 浅川悠（ゲーム1時間目） / 井上喜久子（アニメ第1作・ゲーム2時間目）
- 所属：麻帆良学園聖ウルスラ女子高等学校
- クラブ活動：ドッジボール部「黒百合」主将

仲間に「ビビ」（声：小林ゆう）、「しぃ」（声：白石悠花）などがいる。女子中等部2-Aに嫌がらせを行い、ドッジボールで勝負した。非常に負けず嫌いで勝気な性格。しかし、相手を挑発して冷静さを失わせ、自分たちに有利な約束を結ばせる策士でもある。
アニメ第1作目では毎日醜い容姿の担任教師の授業を受けることに嫌気が指していたことが判明し、ネギを「レンタルだけでもさせて欲しい」と勝負に負けた後で頼み込んでおり事情を聞いたあやかから大いに共感された。
春日 直哉（かすが なおや）
- クラブ活動：ドッジボール部「黒百合」

学園祭の時に発光している世界樹のそばで英子に告白しようとするが、学園長からの依頼を受けた龍宮真名により麻酔弾で狙撃されて昏倒し果たせなかった（世界樹が発光している時期の告白は、その強力な魔力で願いが必ず成就する一種の危険な「呪い」であるため、彼以外の者も真名に狙撃されて妨害されている）。
豪徳寺 薫（ごうとくじ かおる）
武道会予選でネギと戦った青年。自称ケンカ三十段。我流の「喧嘩殺法」と呼ばれる格闘スタイルで独自に気を練る技術を習得し、「漢魂（おとこだま）」と呼ぶ遠当てを駆使することができる、一般人の範疇としてはかなりの使い手。武道会本戦では絡繰茶々丸と共に解説者として各選手の戦法について解説を行うなど武道全般に対して理解がある。
髪型はリーゼントに服は学ラン（下着は越中ふんどし）という、極めて古風なヤンキーの格好をしているが、あくまでそのルックスは応援団に所属している関係であり、その実熱血で照れ屋な好青年である。
山下 慶一（やました けいいち）
武道会本選でエヴァンジェリンと戦った青年。祐奈曰く美形。3D柔術（詳細不明）の使い手で、エヴァンジェリンが油断ならない相手と見抜いたものの、技を繰り出す間もなく彼女に一撃で倒される。そのため、明石裕奈から「一撃兄ちゃん」という不名誉な渾名をつけられてしまう。
中村 達也（なかむら たつや）
武道会本選で楓と戦った青年。豪徳寺と同様に「裂空掌」という遠当てを使うがかわされ、「ダブル裂空掌」という連撃技を繰り出そうとしたが、タメが長かったようで後ろに回り込まれて首筋に喰らった一撃で負けた。
大豪院 ポチ（だいごういん ポチ）
武道会本選でクウネル・サンダース（アルビレオ・イマ）と戦った青年。大した見せ場もなく一撃で負けたが、豪徳寺、山下、中村と並んで一般人男子の中では強い方らしい。『もう、しませんから』の西本英雄がモデル。

### 教員

#### 魔法先生
タカミチ・T・高畑（タカミチ・T・たかはた）
声 - 井上倫宏（アニメ版） / 藤原啓治（ゲーム版） / 柿原徹也（ドラマCD版・少年時代）
演 - ヒロシ
ネギが来る前の2-A担任。臨時講師扱いで担当教科は英語。ネギとは来日以前から友人関係にある。眼鏡と白スーツを着用しており、無精髭と煙草から静かで渋い雰囲気を漂わせている。麻帆良の学園広域指導員の1人であり「死の眼鏡（デスメガネ）」「笑う死神」などと呼ばれ、街の不良たちから恐れられている。エヴァンジェリンとは15年前に同級生だったことがあり、時々「エヴァ」・「タカミチ」と呼び合っている。
物語当初は登場回数は少なく、学園長の部下であること以外詳細が分かっていなかったが、麻帆良祭編からは武闘祭におけるネギとの試合や、明日菜の回想シーンなどでよく登場するようになる。
魔法使いの団体「悠久の風（Austro-africus-Aeternalls）」に所属しており、危険な仕事を進んで引き受け、頻繁に世界中を飛び回っている。生まれつき呪文の詠唱ができない体質ゆえにマギステル・マギの資格はないものの、それに値するほどの実績を挙げていると評価されている。魔法界では超有名人で、雑誌の表紙を飾ったこともあるほど。曰く、多くの悪の秘密組織を一人で壊滅させてしまったということがあったとか。
豪徳寺薫の推察によると、ポケットを刀の鞘の代わりにして高速の拳撃を放つことで「拳圧」を打ち出す「居合い拳」の使い手だと解説された。本来の技術名は「無音拳」である。
さらに、気と魔力を融合させ莫大な力を獲得する究極技法「咸卦法」を使いこなす。また、この技術によって強化された無音拳（居合い拳）の破壊力は、通常の無音拳の威力とは比にならないものとなる。
ウェールズにて幼少のころのネギとアーニャに会い、友人になった。ネギには戦い方を教えたこともあるらしく、素手で100mほどの滝を真っ二つにしてみせた場面もある。
元は魔法世界における大分裂戦争時の戦争孤児であり、当時メガロメセンブリア捜査官であったガトウ・カグラ・ヴァンデンバーグに拾われ、以後は助手として、また弟子として彼に師事していた。その後、ナギ・スプリングフィールドら一行と行動を共にするようになり、「紅き翼（アラルブラ）」のNo,7となる。様々な騒動を経た後、彼からは幼少期の明日菜を託されており、彼女の平穏を求めて2人で日本の麻帆良学園へ向かっている。また、場所や年日は不明だが、このアスナを託された時にガトウとは死別している。
ガトウの遺言に従い、アスナの黄昏の姫御子としての記憶を封印した。麻帆良にて幼少期のころの明日菜の面倒を見ていたため、明日菜にとっての親代わりでもあった。明日菜については彼女の出自や使命を教えるべきか、何も知らず普通の女の子としての人生を送らせるべきか迷っている。
本人は知り得ぬところで、明日菜に幼少のころから恋心を抱かれており、学園祭編ではついに告白をされたが、その気持ちに感謝しながらもその交際を断ってしまう（アスナの告白に対する謝罪の一言以外の会話の内容は明らかになっていない）。
トレードマークの眼鏡と無精髭と煙草は、ガトウと離別する以前にはなかったものであり、彼の影響を感じさせる。特に、煙草は幼少期の明日菜に頼まれて喫い始めたものであるが、今やいっぱしの愛煙家である。銘柄はマールボロ。
15年前に中学生だったので年齢的には30歳くらいであると考えられるが、咸卦法を修得するためにエヴァンジェリンの"別荘"を数年間使っていたので（全く外に出なかったわけではないだろうが）実年齢よりも肉体的には老けていると思われ、またアルビレオ・イマに「オッサン」呼ばわりされたことがある。
美空いわく、麻帆良学園の魔法先生の中では学園長を除くと最強らしい。魔法世界ではAA+にランク付けされる実力者であり、ジャック・ラカンの強さ表においてはAA上位、強さ2000前後とされているが、その際「本気か怪しい」とも評されている（強さ表では2000の横に「本気か怪しい」と記述してある。また「完全なる世界」との戦いで新オスティアに向かう魔物の群れを混成艦隊で阻止していた時に、ネギの応援に向かおうとするとゲーデルから「君一人が抜けただけで戦線が崩壊する」と止められているほどの戦闘力を発揮していた）。
魔法世界編では、フェイトたちによるゲートポート襲撃事件後にドネットからの連絡を受け、龍宮真名と共に魔法世界へ来て事件の調査をしていたが、その後オスティアで、旧友のゲーデルがネギを自分の野望実現の「道具」にしようとし、仲間入りを迫っていたところに現れた。
その後、ゲーデルの項に書かれているように彼と殴り合いの大喧嘩になるが、フェイトたち「完全なる世界」の計画が実行されようとしていることに気づき、ゲーデルと共闘する。
コズモ・エンテレケイア掃討作戦に参加していたらしく、コズモ・エンテレケイア残党を蛇のようなしつこさで殲滅した。
『ネギま!?neo』では本人は否定しているが、幼少時のアスナから「幼女趣味」と言われたり、読者からロリコン疑惑をかけられたりと、色々と散々な苦労人である。
アニメ『ネギま!?』ではモツやシチミらのツッコミ担当である一方で、ラーメンを食べているシーンがやたらと多く、セリフがまともでもボケているような印象を与えるキャラクターになっている。後半ではラーメン好きがエスカレートして、自ら研究して作り上げた「世界チンミー麺」（後に改良されターボRとなる）なるラーメンを作り学園内に自らの店「ラーメンたかみち」まで出店する。しかしそのラーメンは食べると必ず激しい体調不良を引き起こす危険なもので、実質的には毒物に近い代物であった。
近衛 近右衛門（このえ このえもん）
声 - 辻村真人
演 - 佐藤蛾次郎
- 魔法始動キー:ムラクモ・ルラクモ・ヤクモタツ

麻帆良学園理事長にして学園最強の魔法使い。関東魔法協会の理事も務める。メルディアナ魔法学校の校長の友人で、ナギとも旧知の間柄。後頭部が長く、髷と相まってセイヨウナシのように見える（別名として「ぬらりひょん」「寿老人or福禄寿」「ルチ将軍」など）。
ネギの魔法使いとしての修行のため、彼に麻帆良女子中等部3年A組の担任を任した。手助けをしながら彼の成長を見守っている。また、エヴァとは将棋や晩酌などを共にする仲。
麻帆良の長として、事件が起こった時などは自身はあまり動かず若い者に任せ、その結果についての責任は自らが負うというスタンスを取っている。しかし、超による「魔法バレ後の世界」では真っ先に本国に更迭されている上、麻帆良関係者の大部分が処罰対象となっていた。
麻帆良学園では最強であり、特殊な能力も持ち合わせているらしい。
近衛木乃香の母方の祖父でもあり、関西呪術協会の長である近衛詠春は婿養子にあたる。お見合いをさせるのが趣味で、木乃香に無理矢理勧めているがいつも逃げられているらしい。
第一期アニメ版では生前の相坂さよと同級生で、彼女に想いを寄せていたようである。
また、物語終盤ではアルビレオ・イマと同じく学園の神木の下に存在する「何か」について、かつてから知っていた風に匂わせる描写がある。
魔法世界と麻帆良の狭間におけるネギと3-Aメンバーのピンチに駆け付け、コズモ・エンテレケイアとの決戦に参戦した。
瀬流彦（せるひこ）
声 - 白石稔
中等部の若い男性教員。本人のコメントによれば警護向きの魔法使いであるらしい。
ネギが西への大使として京都に向かった修学旅行に教師として同行していた。生徒たちの警護を命じられていたらしい。麻帆良際編にてネギに魔法使いであったことを改めて言っている。さらに、超鈴音のロボット軍団との戦いにヒーローユニットの1人として参戦しており、鬼神を一時的に行動不能にさせるなど活躍している。
ガンドルフィーニ
眼鏡をかけた黒人男性で、少々厚めの唇と角刈りが特徴。一般人の妻と今年小学校に上がる娘を家族に持つ。
魔法使いのセオリーにとらわれず、右手に拳銃、左手にナイフを持つ戦闘スタイル(CQC)をとっている。ネギが語った時間跳躍を全く信じないなど頭の固さが目立つが、一方でサウザンドマスターの息子であるネギの成長に期待しており、超が作戦を成功させた世界では家族と離れざるを得ないこと以外にもネギの将来を奪ってしまったことを悔やみ（瀬流彦によるとたいして酒には強くないのに）やけ酒をする一面を見せた。
弐集院 光（にじゅういん みつる）
- 魔法始動キー：ニクマン・ピザマン・フカヒレマン

小太り体型で目が細い男性。電子精霊を操るなどの魔法を使える。
妻と幼稚園児程度の娘がいる。娘も魔法使いで、人形を用いた幻術が得意である。
魔法の始動キーに使い、猛暑の中でも食べるほどの肉まん好きである。この始動キーはガンドルフィーニから「変えた方がいいですよ」と言われていた。
明石（あかし）教授
明石裕奈の父親（娘には魔法のことは隠している）。麻帆良大学で教授を務めている。
中学生になっても父親と結婚すると言っている裕奈に頭を抱えているが、一方で私生活は非常にだらしない。裕奈の母親とは、裕奈が5歳の時にメガロメセンブリアにエージェントとして派遣された際に殉職し死別している。このことがきっかけとなり、娘の裕奈には魔法の存在を隠すようになった。
葛葉 刀子（くずのは とうこ）
魔法先生の一人に数えられるが、京都神鳴流の剣士であって魔法使いではない。刹那が関東へ来てから剣を教えていたこともある。眼鏡をかけた（初登場時はかけていない）ストレートロングの美女で男子生徒に人気があるらしく、またお堅いイメージを持たれている。
普段は冷静沈着だが、根は血の気が多い性格のようで、いったん激昂すると止まらない。しかしその状態でも冷徹で強さに鈍りはなく、逆に怒りを自身の強さに変えてしまう、熟練のプロフェッショナル。
8年前に西洋魔術師と結婚して関東へと渡ったが後に離婚しており、年齢の関係もあり再婚を焦っている（現在、一般人の男性と交際中）。特にそのことが関わると、冷静ではいられなくなる（桜咲刹那曰く太刀筋は冷静）。超が作戦を成功させた世界では、そのとばっちりで最低5年はオコジョ刑務所に収監されるという現実にキレまくっていた。
シスター シャークティ
声 - 井上麻里奈
勤務先は不明。褐色の肌と銀髪のショートカットのシスター。十字架を武器として使用する。
美空とココネを指導する立場にあり、厳しい人らしい。美空の奔放さに手を焼いていて、美空が教会の神父になりすまして懺悔室に来た3-A生徒たちの悩みを聞いて適当なアドバイスをするイタズラをした時には容赦のないお仕置きをした。
神多羅木（かたらぎ）
- 魔法始動キー：ディク・ディル・ディリック・ヴォルホール

オールバックの黒髪に髭、サングラスをかけ、常にタバコを吸い、黒スーツを着た男性。生徒からは「グラヒゲ（またはヒゲグラ）先生」と呼ばれている。コワモテの印象が強いが、性格は落ち着いたマイペース型で、超によって「魔法の存在が明かされた世界」でも葛葉に「彼氏とも隠し事なく付き合えるようになる」と肯定的な言葉をかけている。
ネギ同様に風の魔法を得意としており、フィンガースナップ（俗に言う「指パッチン」）を用いた無詠唱呪文による鎌鼬や、詠唱呪文により竜巻を発生させて風壁内に敵を閉じ込めるなど高度な魔法が見られた。

#### 一般教師
源しずな（みなもと しずな）
声 - 井上喜久子
演 - 及川奈央
中等部の女性教員で、担当教科は英語。ネギが麻帆良学園に着任した当時の2-A副担任で、ネギの指導教員だった。
バスト99cmという巨乳の持ち主。最終的に、フェイト・アーウェンルンクスの教師就任・学園長への挨拶に立ち会っているため、魔法については既知の人物であった。
アニメ版第1作では養護教諭、ドラマ版では進路指導員と役割が異なる他、『ネギま!?』では未登場である。ドラマ版では魔法教師に設定されており、魔法を使うシーンも登場する。
新田（にった）
学園広域生活指導員。規則に厳しく、生徒からは「鬼の新田」と呼ばれ恐れられている。担当教科は現代国語。生徒だけでなく、ネギに対しても厳しい。
- 作者の日誌によると、高校時代の先生がモデルとなっている。前々作『A・Iが止まらない!』にも登場している。

二ノ宮（にのみや）
中等部の女性教員。担当教科は体育。新体操部の顧問。

## ネギの関係者
カモ / アルベール・カモミール
声 - 矢部雅史（アニメ版） / 野沢雅子（テレビドラマ版）
演 - 斎藤亜美（舞台版）
ネギが使い魔にしているオコジョ（オコジョ妖精）。ネギのことは「ネギの兄貴」と呼んでいる。助言者としてネギを支援し、仮契約の儀式を行う。仮契約を行うとオコジョ協会なる所から報酬が出るため、ネギと女生徒との仮契約（キス）を積極的に勧める他、無責任に戦闘行為をけしかけたりするが、敵が圧倒的に強い相手だったりすると逃げようとする。人間の恋愛感情を感知することができる。故郷に妹がいるらしく、命請いや逃げを打つ際の理由に持ち出している。
性格はスケベオヤジそのもの、話し方は渡世人風で、タバコを吸い、酒も飲む。覗きや下着ドロをはたらき、明日菜や千雨からは「エロガモ」、「エロオコジョ」とも呼ばれているが、戦闘や魔法に関しては存外に豊富な知識を持っており、主に契約や魔法戦闘に関する知識でネギパーティーのブレーン的存在となっている。また、和美やハルナたちとは、契約や夕映とのどかのネギとの恋愛関係について様々なハプニングを共に起こしている。さらに、恋愛感情感知の能力を活かして、パーティ内の色恋沙汰には節操無く首を突っ込み、結果的に調子に乗り、明日菜や夕映などに懲らしめられる。
魔法世界編では、フェイトたちによってどこかへ飛ばされて吹雪の中で遭難しかかるが、オスティアでハルナたちと共にネギと再会を果たし、見つけていたネギの杖を渡した（どこで見つけたのかは不明）。
『ネギま!?』では時間帯の問題から、タバコがシガレットチョコに変更された。また、ネギが魔法使いだとバレる前から喋るオコジョとして認識されていた節がある。
『UQ HOLDER!』では老執事の外見をした人間の姿で登場する。ナギのアトリエの管理をしており、チャチャゼロを通してネギの過去の物語を刀太たちに見せた。口調は老執事らしい穏やかな喋り方になっているが、オコジョの姿の時はかつての口調に戻る。また女性の下着好きなところは変わっていない。
ネカネ・スプリングフィールド
声 - 鈴木真仁（アニメ版第1作） / 沢城みゆき（アニメ版第2作以降）
ネギが「お姉ちゃん」と呼んで慕う女性だが親が違うため、ネギの従姉に当たる（作中でお姉ちゃんと呼んでいるため、生徒たちは実の姉弟だと思っている）ネギとは歳が離れており、保護者のような存在である。ネギはよく手紙で近況を伝えている。ネギを思うあまり気絶することがある。ネギ曰く、容姿を含めて神楽坂明日菜に雰囲気が似ているが、劇中の描写からはどちらかというと雪広あやかに似ているらしい。
ネギとは直接血の繋がった姉弟では無いらしいが、本人がそのことを認識しているかは不明。
アニメ『ネギま!?』では第17話から魔法世界に閉じ込められたネギたちとともに生活をする。
アーニャ / アンナ・ユーリエウナ・ココロウァ
声 - 広橋涼（アニメ版第1作） / 斎藤千和（アニメ版第2作以降）
- 魔法始動キー：フォル・ティス・ラ・ティウス・リリス・リリオス

ネギの幼馴染み。おしゃまで気の強い女の子。ネギより1つ年上で先に魔法学校に通っていたが同時に卒業し（ネギは2年・アーニャは1年飛び級しての卒業）、卒業時のお告げに従いロンドンで占い師として修行中。ネギのことをチビでボケと貶しているが、内心では「ネギには自分が付いていないとダメだ」という気持ちが強く、夏休みになっても一向にイギリスへ戻って来ないネギに業を煮やして迎えに来日するほどである。
主に炎系の魔法を得意とし、炎系の呪文と格闘術を複合した魔法戦闘術を使が、実力的には「並みの魔法使いレベル」で、エヴァンジェリン基準で鍛えられたネギま部の面々には驚愕している。
ネギ・パーティと共に魔法世界へと赴くものの、フェイトによるゲートポート襲撃で何処かへと飛ばされたのちに捕らわれ、同じく捕らわれた明日菜の身の回りの世話を任されていたが、計画を実行しようと「墓守り人の宮殿」の居室からフェイトが明日菜を連れ去った直後に小太郎たちによって救出される。
アニメ『ネギま!?』では修行がうまくいっていないような描写があり、第22話では一連の闇の事件の黒幕が彼女（実際は彼女を取り込んだスタークリスタル）であることが判明するがネギに「大好きだ」という描写がある。コミカライズ版の『neo』では、また違った展開を見せ、後に麻帆良学園中等部3-Aの32番目の生徒として転入することになる。
犬上 小太郎（いぬがみ こたろう）
声 - 松本さち（ゲーム版） / 井上麻里奈（OAD版以降）
「狗神使い」。また、忍術も齧る程度にこなす。ネギと同じ歳くらいの男の子。人と「狗族」のハーフで、犬（狼?）の耳と尻尾が生えている。獣化することで狼男のような風貌にもなる。普段は学生服を着ている（本人いわく「俺の戦闘服」）。年齢詐称薬により15 - 16歳の姿となったときは「オオガミ・コジロー」と名乗っている。
修学旅行編でネギの敵として対峙し、2度目にはネギと代わった長瀬楓と対峙しているが、いずれも敗北している。その後しばらく反省室に入っていたが、ネギの元を上級魔族が襲撃しに来た際、それを知らせに麻帆良学園に来た（その直前と思われる時期に、フェイトから「脱走を手伝う代わりにネギを闇討ちしろ」と取引を持ちかけられるが拒否している）。その後、ネギの仲間となりそのまま麻帆良学園に転校し、村上夏美たちの部屋に住みつき「村上小太郎」として生活している。
ネギの「ライバル」を自認しており、実際にもネギと対等の関係である唯一の友人である。共闘するようになって以降はネギの前衛を自称し、ことあるごとに行き詰まりがちなネギを公私に渡って救っている。また、彼もネギ以外に対等の友人を持った経験がないらしく、格闘大会でネギとの「決勝で会おう」という約束を守れなかった時には激しく動揺し、涙を流す一幕も見られた。
見た目の年相応に単純一途な性格で格闘を好み（ただし女子への手出しや弱い者いじめはしない主義）、考え方もそれに準じてしまう。ネギに劣らぬ直情径行で、理詰めの口げんかに弱い。加えて、生い立ちによる部分から背伸びしがちな性向で、ネギが時折見せる子供らしい部分をからかったり同学年の生徒らを「ガキ」と呼んだりしている。ただし、魔法世界編では自分に対するそう言う評価すら逆手に取った戦い方をするなど、ネギよりは数段したたかな性格を見せている。また、既に戦う男としての矜持を持っており、時として過保護なネギの周りの少女たちを諭したりもする。
その生い立ちから家族というものに憧れており、身の周りでも千鶴や夏美のことは特に大切に思っている。ハルナの分析では千鶴に好意を抱いている疑惑が存在するが、本人は千鶴に対しては好意と畏怖が入り混じった複雑な感情を抱いているようである。魔法世界に迷い込んでしまった夏美を守るために、彼女を仮契約の従者（パートナー）とした。
仮面ライダーシリーズをリスペクトしており、日曜の朝には強引にネギを誘って視聴している。過去作にも精通しているらしいが、特に平成仮面ライダーを重視している。仮契約に必要な相手とのキスを恥ずかしがり、女の子に関しても「戦闘能力優先で評価する」など、夏美に「男の子（バトル）脳すぎる」と言わしめる。性格は年齢相応の少年だが、自然に女性を惹き付ける発言の数々はネギに劣らない。
最終回における後日談では魔法世界に武者修行に向かい、追いかけてきた村上夏美と紆余曲折の末に結婚している。
チャチャゼロ
声 - 鉄炮塚葉子
エヴァンジェリンの古くからの従者である小型の操り人形。現在は主人の魔力が抑えられているため自力で動くことができない。セリフは全てカタカナ表記であり、しばしば残虐なことをつぶやく。主人に対しても従者らしからぬ尊大な態度を取り、中世ヨーロッパの道化師のような役回りである。カモとは仲が良い。
『UQ HOLDER!』では冒頭のエヴァの独白で置き去っているシーンがある。既に起動しなくなっているが、カモが綺麗な状態に修繕して保存している。
メルディアナ魔法学校長
声 - 西川幾雄（アニメパイロット版） / 麦人（OAD版以降）
演 - ミッキー・カーチス
長い頭髪とひげを蓄え、いかにもファンタジー物に登場する老賢者といった風貌の老人。ネギやアーニャには「おじいちゃん」と呼ばれているが血縁の有無は不明。実力的には近衛近右衛門と同等らしい。
ドネット・マクギネス
声 - 大原さやか（OAD版）
明石教授の亡妻（裕奈の母である明石夕子）の旧友。英国出身の金髪美女（見た目に反しアラフォーである）。父との関係を疑った裕奈に女狐呼ばわりされる。ネギたちをウェールズから魔法世界へと案内し、その直後にフェイトたちの襲撃でネギたちが行方不明になったことでタカミチと真名を呼び寄せた。
その後はメガロメセンブリアに留まっていたが、フェイトたちの計画実行によって引き起こされた大量の魔力の移動と、その後の異変と収束を目撃する。
スタン
ネギが幼いころ住んでいた村の老魔法使い。6年前にネギを守るために村を襲撃した悪魔を封じ込めたが、相討ちで石にされた。現在も、他の村人たちと共に6年前と変わらぬ姿でメルディアナ魔法学校の地下室に安置されている。ナギには手を焼いていたようだが、彼の息子であるネギのことは何があっても守ると誓っていた。
彼曰く、「本来ならこの（悪魔に襲撃された）村の戦力は魔法使いの一軍隊にも負けはせん」らしい。
137年後に明日菜が目覚めた世界では、2017年に近衛木乃香によって他の村人たちと共に石化が解かれ、無事な姿に戻っている。

## ナギとその一行（紅き翼）
「悠久の風（Austro-africus Aeternalls）」という魔法使いの団体（表向きには国連にも参加しているNGO）に所属し、「紅き翼（アラルブラ）」と呼ばれていた、公には7人（事実上は8人）からなる一行。かつて魔法世界で起きた大戦で活躍し世界を救ったことで、魔法界全土で絶大な人気を誇っている。
ナギ・スプリングフィールド
声 - 子安武人（アニメ版第1作・ドラマCD版以降） / 鈴村健一（ゲーム版） / 沢城みゆき（アニメ版第2作）
演 - 高野八誠
主人公ネギの父親。千の魔法を使いこなす「千の呪文の男（サウザンド・マスター）」と謳われる最強の魔法使い。「紅き翼（アラルブラ）」のNo,1。20年前の戦いにおいて「完全なる世界（コズモエンテレケイア）」 一派、さらにその背後に存在していた「造物主（ライフメーカー）」らを倒した功績で、世界を救った英雄とされている。地球側の書類では10年前（1993年）に死亡したとされる。現在も魔法世界にファンクラブが存在し、幅広い年齢層の女性から好意を持たれている。
その実体は魔法学校中退の劣等生で、覚えている魔法も6つと少ないため、アンチョコやメモを片手に呪文を唱えている。しかし、使用している魔法の種類そのものは非常に少ないが、パートナーを必要としないほどの「魔法拳士」として天才的な強さを持っている（ネギはジャック・ラカンを「究極の努力の人、経験の積み重ねによる熟練者」と評したのに対し、ナギのことは「デタラメで反則な天才」と評している）。
性格は飄々として捕らえ所がなくおちゃらけており、その上意地が悪いという、ネギとは対極的な人物である。『ネギま!?』では、エヴァンジェリンとの戦いを魔法での実力で勝利したり、ネギたちがピンチの際、カッコ良く助けたりと、原作とは正反対のネギのイメージどおりの人物になっている。
熱血主人公タイプであり天才。その魔力貯蔵量は規格外でエヴァンジェリンでさえも超えており、「ぶっ壊す」ことに関しては他の追随を許さない魔法使いである。前述の通り「紅き翼（アラルブラ）」のリーダーでありながら（当時少年だったタカミチとクルトを除くと）メンバーの中では最年少。詠春とは腐れ縁の友人。魔法の師匠はゼクト。ラカンとはライバルである。
魔法世界編終盤において、物語の核である部分に登場し、ネギとも再会する。明日菜が超とエヴァの手で未来から帰還した世界の2012年（本編最終話）では、無事救出され現役引退を余儀なくされた状態ではあるが生存している。
『UQ HOLDER!』では、実は造物主を倒したことでその造物主に精神を乗っ取られていたことが判明しており、結果として『ネギま!』本編では造物主から一時的に肉体の主導権を取り戻したナギが息子を救うという構図をもたらしている。その後完全に造物主に精神を乗っ取られた後、2065年にネギによって倒された。
- 担当声優はゲーム『1時間目』でのみ鈴村健一が担当。アニメでは第1作は子安武人、第2作では沢城みゆきが担当した。OADシリーズと並行して展開されたドラマCDでは再び子安が声を担当し、以降の作品では子安が声を担当している。
- なお、テーブルトークRPG『アルシャードセイヴァーRPG』のリプレイ「モーニングムーン」に、原作者の赤松健がプレイヤーとして演じる「ナギ・スプリングフィールド」というキャラクターが登場している。『ネギま!』のナギをモチーフにしつつ、「よく似た姿の別人」とされている。

近衛 詠春（このえ えいしゅん）
声 - 寺杣昌紀（アニメ版第1作） / 森川智之（ドラマCD版）
生真面目な神鳴流剣士で、近衛木乃香の父でもあり、現在は関西呪術協会の長。「紅き翼（アラルブラ）」のNo,2。ナギとは腐れ縁の友人であり、紅き翼結成時からのナギの仲間。
学園長の近衛家の婿養子で、旧姓は青山（あおやま）。明日菜好みの渋いオジサマである。
生真面目な性格で、特に食べ物周りの決まりごとを重視しており、仲間内からは鍋将軍（鍋奉行）と呼ばれることもある。
サムライマスターの異名を持ち、実力的にはナギやラカンらと渡り合うだけの強さを持っているが、お色気に弱いなど弱点がいくつかあるらしい。実際、ジャック・ラカンと初めて敵として相見えたとき、そこを突かれて敗北している。
初登場時は本山の結界を過信したためにフェイトの不意打ちを喰らってあっさり石にされていたが、魔法世界編終盤にて、近右衛門と共に助っ人に現れた際には往年の切れを見せた。
アルビレオ・イマ / クウネル・サンダース（偽名）
声 - 矢部雅史（ゲーム版） / 小野大輔（OAD版以降）
- アーティファクト:イノチノシヘン（ハイ・ビュブロイ・ハイ・ビオグラフィカイ）(仮契約相手: ナギ・スプリングフィールド）
- 魔法始動キー:パピルス・タピルス・ロン・ジンコウ
- 魔法効果:契約者が所持している他人の記録の書からその能力および外見を反映させたり、「記憶」をも再現・再生して一定時間「動く遺言」として起動させることができる
- パクティオーカード称号:BIBLIOTHECARIUS IRONICUS（意地の悪い司書）

魔法使い風のローブをまとった長髪の美男。「紅き翼（アラルブラ）」のNo,3。
現在は何らかの理由で学園の地下から出られなくなっている。20年の間全く外見を変えていない。正確には人間ではなく一冊の魔道書で、エヴァからは「古本」呼ばわりされている。
重力魔法を基本・応用した多種多様な魔法戦闘を得意としている。近接戦闘でも多くの武術に精通しており、その実力は達人を遥かに超える。浮遊術も可能。
ナギとの仮契約によるアーティファクト「イノチノシヘン（ハイ・ビュブロイ・ハイ・ビオグラフィカイ）」を所持している。その能力は大きく2つあり、1つはアルビレオ本人が所持している他人の記録の書から、その能力および外見を反映させるものと、もう1つは記録の書から呼び起こした他人の「記憶」をも再現・再生し、一定時間内において「動く遺言」として起動させるというもの。ただし前者に関しては、本人曰く「アルビレオより強い人間がなかなか存在し得ないためあまり意味はない」とのこと。また、他人の記録の書を作成するには対象者とのコンタクトと特殊な儀式が必要となる。彼が多くの記録の書を所持しているのは、彼自身の趣味が「他者の人生の収集」であるゆえである。後者の能力は、使用が一度きりであり、麻帆良祭編の武闘大会決勝戦では友との約束を果たすためにこれを使用し、ナギの遺言を起動させた。
慇懃な言葉遣いや態度のわりに、悪ふざけを好むエッチな性格。吸血鬼であるエヴァンジェリンとは「古き友」と呼ぶ関係である。また、年齢はエヴァンジェリンより上である。
本来、彼が地球で実体化する場合は彼自身の肉体に負荷が罹ることがフェイトの回想から分かる。しかし、その上で麻帆良にいることが可能な理由は不明である。
クウネル・サンダースの名はとても気に入っているらしく、クウネルと呼ばなければエヴァンジェリンさえも無視するほど。
『UQ HOLDER!』にも登場。「千の顔の図書館司書 重力使い・クウネル」の異名を持ち、精神を乗っ取られたネギにつき従っている。
ゼクト（フィリウス）
声 - 福山潤
「紅き翼（アラルブラ）」のNo,4。ナギのお師匠。作中では既に故人である。
銀髪の幼い子供の姿をしており、常に古風な言葉遣いで話す。実際には齢数百歳であり、ジャック・ラカンからは「妖怪じじい」と呼ばれる場面も見られた。
魔法に関しても最強の一角に数えられるほどの実力者であり、グレートブリッジ奪還作戦においても戦果を挙げている。
決戦において、敵の一人である水のアダドーに「フィリウス」と呼ばれた描写がある。
作中では耳が隠れるくらいに髪が伸びていたが、決戦前にヘラスの皇女に「ウザイ」との理由で切られたという。
ライフメイカーとの戦いの後、ライフメイカーに体を乗っ取られたようでフェイトが覚醒した際にはそれを待っていたような形で出会っている。以後消息不明。
ジャック・ラカン
声 - 小山力也
- アーティファクト:千の顔を持つ英雄（ホ・ヘーロース・メタ・キーリオーン・プロソーポーン）(仮契約相手: ナギ・スプリングフィールド）
- 魔法効果:大きさ・種類を問わず、ありとあらゆる武具に変幻自在の「無敵無類」と呼ばれる至高の宝具
- パクティオーカード称号:ARMIGER MILLIPLEX（千の武器を持つ者）

「紅き翼（アラルブラ）」のNo,5。「千の刃のラカン」の異名を持つ傭兵剣士。長髪で筋肉質の大男。ヘラス族であるため長寿であり、二十年前と変わらない容姿をしている。
豪快でいい加減な性格をしているが、その反面、金に細かくことあるごとに報酬として法外な金額を要求する。デリカシーがなく、セクハラ同然なことも平然と行う。アルベールとは気が合う。また、ウル眼になるとその場の雰囲気を壊すような一言を言い放つ。
生半可な攻撃ではダメージが全く通らず常人なら致死レベルの攻撃を受けてもぴんぴんしているなど、非常識かつ理不尽な戦闘力を誇ることから、千雨からは「チート無限のバグキャラ」などと呼ばれている。また、帝国拳闘界においても「死なない男」「不死身バカ」「つかあのおっさん剣が刺さんねーんだけどマジで」などの数多の異名を持つ。
その強さは圧倒的だが、40年以上前、少年奴隷剣士として戦いを重ねていたころは死に掛けることも多かった。それらを乗り越えて帝国拳闘界の頂点を極め、奴隷身分から解放されて以降、傭兵として幾多の戦場を回るうちに圧倒的な強さが身についた。ネギいわく「究極の努力の人」。作者いわく「天才」だが、作中ではリカードに教え方が粗いと指摘されているように指導力は高くない。
何も考えていないと言われながらも、その実頭はかなりよい。40年の経験もあり、戦闘においても機転を利かせている。
彼の「気合」は様々な不可能を可能にする。例えば雷の上位精霊と化したネギに素手でダメージを与えることが出来たり、結界のアーティファクトを見様見真似の重力魔法と半分気合で内側から打ち破ったりなど。
総督府にフェイトが現れたことに気づき、ネギたちにそのことを隠して単身戦いを挑むが、フェイトの操る“造物主の掟（コード・オブ・ザ・ライフメーカー）”の原始分解転送魔法によってネギの眼前で消滅してしまう。その時に、今そばにいる明日菜は変装魔法による偽者だとネギに教えた。どこか遠い記憶で、“造物主の掟”の力を目の当たりにしたらしい。“造物主の掟”の力により彼とフェイトが至った美しい世界の景色は40年前に無くなった。
造物主が復活し「完全なる世界」メンバーがネギたちに総攻撃を仕掛ける大ピンチの最中に、明日菜の「力」によらず半分は「自らの気合」で復活を果たし、再集結した（ナギを除く）「紅き翼」の仲間たちと共に立ち向かう。
『UQ HOLDER!』にも登場。「最強の傭兵剣士・ラカン」の異名を持ち、精神を乗っ取られたネギにつき従っている。
ガトウ・カグラ・ヴァンデンバーグ
声 - 藤原啓治
「紅き翼（アラルブラ）」のNo,6。作中では既に故人であり、主に明日菜の夢や記憶の欠片の中で登場していた。
無音拳と感卦法の使い手であり、タカミチの師匠。現在のタカミチに似たヘビースモーカーのクールで渋い中年男。元メガロメセンブリア捜査官。
作中では、タカミチ率いるタカミチ少年探偵団と調査・捜査を行い、主に紅き翼の情報収集および操作の方面を担当した。かなりの調査力を有しており、またマクギル議員を通して一国家へのパイプをつくるなど、裏ではかなりの活躍をした。
戦闘力に関しても凄まじく、最強の一角に数えられる。アスナ王女救出の一件から後、ナギやアスナと共に旅をしていたが、何者かによる追撃を受けて瀕死の重体となる。死に際しアスナをタカミチに託した。タカミチにアスナの記憶を消すように促したのは彼であり、彼自身の死さえも「もう必要無いもんだ」と言い切ってその一切を消去させた。ただし、記憶封印の真意は不明と言えど、国（オスティア）から連れだされて以降もほとんど感情を表に出すことの無かった彼女が初めて涙を見せたのが彼の死である以上、その指示は彼自身の願いでありエゴに過ぎなかった。
タカミチ・T・高畑（タカミチ・T・たかはた）
魔法先生の節で詳述。
クルト・ゲーデル
大戦関係者（紅き翼関連）の節で詳述。

## 魔法世界の住人
魔法世界はメガロメセンブリアなどの小国が集まって形成される普通の人間が多い北（魔法世界の地図では北を下、南を上に表記する）のメセンブリーナ連合と、亜人が多い南のヘラス帝国が対立状態にある。さらに中立のアリアドネーも存在する。かつてはオスティアを首都とするウェスペルタティア王国もあったが、20年前の大戦終結直後に滅亡している。
地域によって治安や経済に温度差があるが、小規模な紛争はあるものの大国間の全面戦争は「完全なる世界」の一件以来起こっていない。ただし、相互に軍備を整えるなど、現実の冷戦に近い構造が存在する。

### 大戦関係者（紅き翼関連）
アリカ・アナルキア・エンテオフュシア
声 - 林原めぐみ
ウェスペルタティア王国最後の女王でネギの母親。眉毛が枝分かれしている。気が強く、行動力がある。魍魎跋扈のオスティアで育ったこともあり、ナギからも「能面鉄面皮王女」と称されるほど表情に起伏が少なかった。
大戦末期、「完全なる世界」の傀儡と化していた父王をクーデターに近い形で廃して女王に即位し、さらに「黄昏の姫御子」を自ら封印することにより魔法世界を救った。その代償として広域魔力消失現象による空中都市オスティアの墜落を招いてしまうが、事態を予測して停戦記念式典を口実に市民の大半を離宮（現在のオスティア）へ避難させ、スラム街などに残っていた人々の救出を陣頭指揮した。その後、メガロメセンブリア元老院により「完全なる世界」の黒幕として戦犯扱いされ、終戦から2年後（本編の18年前）に処刑されることになる。彼女自身も政情不安を鎮めるためのスケープゴートという役割を受け入れ、従容として魔獣の穴に落とされるが、間一髪のところをナギによって助け出され、その場でプロポーズを受けた。
表向きには処刑されたことになっているため、彼女の名誉は貶められたままで、それ以外にも奴隷制度である「死の首輪法」を成立させたことなどから、魔法世界では現在でも「災厄の魔女」または、「災厄の女王」と呼ばれタブー視されているが、実際は民には気さくで思いやりがあったため、オスティアの難民からは慕われている。
大戦後、ネギが生まれた前後を境に行方不明となっており、最終話でも登場しなかった。
アスナ・ウェスペリーナ・テオタナシア・エンテオフュシア
神楽坂明日菜を参照。
テオドラ
ヘラス帝国第三皇女。実年齢は三十路過ぎだが、ヘラス族は長寿であるので人間換算ではまだ十代。現在は公の場ではおしとやかにしているものの、素の性格はかなりのじゃじゃ馬。ラカンとは昔からの知り合いであり、久々に彼に会ったときには肩に乗るなどかなり懐いている。
20年前の大戦時には「完全なる世界」に拉致されていたところを「紅き翼」に助けられ、頭脳担当として彼らと共に行動し戦った。「完全なる世界」との決戦にてセラス、リカードらとも共闘しており、外交上の関係で彼たちとは表向きは対立している風を装っているが、実際には良い友人関係にある（ただしラカンとじゃれている時に彼らが来た時は「ジャマが入った」と内心思っている）。
ラカンと戦うことになったネギと小太郎の修行に協力し、さらにネギと対ラカン戦終了までの期間限定で仮契約した。
ジャン＝リュック・リカード
メガロメセンブリアの元老院議員の一人で、主席外交官。5本に枝分けした髪型をしている。終戦20年のオスティア終戦記念祭のメガロメセンブリア代表。大戦時にはメガロメセンブリア国際戦略艦隊旗艦スヴァンフヴィート艦長として「紅き翼」、セラス、テオドラらと共に「完全なる世界」と戦った。
かつては「近衛部隊の鬼教官」と呼ばれた経歴を持ち、ラカンと戦うことになったネギと小太郎に基本的な体術の修行を指導する。
「UQ HOLDER!」に彼の血縁と思しき人物（髪の枝が2本）が登場しており、仙境館を訪れている。
クルト・ゲーデル
メガロメセンブリア元老院議員の一人で、新オスティア総督。
その立場と真実を求める意思から、ナギやアリカ、「完全なる世界」に関すること、ネギの故郷で起きた事件の真相、魔法世界の秘密、「ネギにとっての真の敵」など、作中ほぼ全ての謎を知っている人物。
「紅き翼（アラルブラ）」のNo,8。タカミチと同様、紅き翼に拾われた戦災孤児の一人。生まれつき魔法が使えないタカミチとは違い、子供のころから要領が良く器用である。詠春の使う京都神鳴流を学ぶために弟子入りするも最初は断られていた。しかし、独学（見よう見まね）でそれを身に付けていったため、後に正式に詠春の弟子となって神鳴流剣術を継ぐ。大戦後、政治的思惑で名誉を貶められたアリカを見て「紅き翼」のやり方では世界を救えないと感じ、袂を分かつ。アリカに淡い恋心を抱いていた。
「人造世界である魔法世界の崩壊が迫っている」という重要機密を知っていた彼は「『完全なる世界』やメガロメセンブリア元老院などの敵対勢力を打ち倒し、メガロメセンブリア市民6700万人と共に魔法世界を脱出する」という自身の野望実現の「道具」としてネギを懐柔しようと策謀を巡らすが拒否され、さらにその際ネギに同行していたのどかの読心術によって、「魔法世界人は魔法世界の消滅と共に消え去る『幻想』である」という「最後の秘密」を知られてしまう。
タカミチとは境遇や年が似ていることから親友同士で、袂を分かってからも友情の念を抱いていたタカミチと、ネギを懐柔するのに失敗した直後に激しく殴り合うが、「完全なる世界」の計画が進む中、タカミチやネギたちと休戦を結び、以降はメガロメセンブリア艦隊を率いて共闘する。
すべてのカタが付いたあとには「ネギに討たれる」覚悟もあるなど悪党を装っているが、実際は「本当の意味で世界を救った」アリカやナギが正しく評価されないのが許せないという、生真面目すぎる人物。ただし、悪党を装う演技についてはアリカを貶めたメガロメセンブリア元老院の仲間であるように振舞ったり、異様なまでに目つきを変えるなど、役者や策士としては一流の域に達している。
最終回における不確定情報では葉加瀬聡美と結婚したらしい。本人曰く、「かなり若い嫁」とのこと。

### グラニクス（ネギ関連）
ドルネゴス
メセンブリーナ連合に属する自由交易都市「グラニクス」の有力者で、いくつかの闘技場を経営している。
ヘカテスを訪れたときに風土病にかかった亜子に「親切にも」薬を与えた（ただし、その薬イクシールは100万ドラクマで「10年遊んで暮らせる」ほどの高額な値段である）。その代わりに亜子・アキラ・夏美の3人と奴隷契約を結んだ。その後は一度も姿を見せていない。
トサカ
25歳。ドルネゴスの拳闘士兼拳闘士の統括的な仕事をしている。バルガスの弟分。その名の通り、鶏冠のようなモヒカンヘアーである。乱暴者で卑屈なところがあり、奴隷となった亜子たちにちょっかいをかけるが、「ママ」と呼ぶ奴隷長にはまったく頭が上がらない。チンとピラという弟分がいる。
オスティアに移動してから偶然ネギが幻術薬での大人の変装を解いて本来の姿に戻るのを目撃し賞金首と気づき（当初は「ナギ」が子供の姿に変装していると思い込んでいた）、拳闘大会の決勝2日前にひそかに尾行して撮影していた変装解除の動画を盾にネギに「通報しない代わりに俺の下僕になれ」と脅迫してくる。しかし、物陰でやりとりを聞いていた亜子が翌朝「自分が身代わりになる」と告げると脅迫を撤回し、ラカンに勝てる自信が無いと言うネギに拳で活を入れた。
亜子たち（特に何にでも恵まれているネギ）には常に憎まれ口を叩くが、どこか自分と似ている亜子に対しては上記の脅迫撤回や助言をするなど不器用な優しさもある。また、亜子には自らがネギに抱く本音、もとい自分自身へのコンプレックスが「何をやっても主役になれない奴の気持ち」であると明かした。
20年前、オスティアのスラムで暮らしていたがオスティア崩壊と共に国を失い、5歳で奴隷となっていた。奴隷長とバルガスによって先に解放してもらい、のちに拳闘士となって賞金で彼らを解放している。このことから卑屈な性格なりに自分が慕う相手に対しては誠実な一面もある。
オスティアが崩壊する前に一度だけ間近でアリカ王女と対面したことがあり、またオスティア崩壊の際に直接赴いた彼女によってトサカたちの住むスラムが救われた経験から、「災厄の魔女」と呼ばれている彼女を今でも慕っている。
ラカンに対しても憧れを抱いており、彼と対面した際にはサインをもらったりと普段とは違った一面を見せた。
ゲーデル主催の舞踏会に給仕として参加している時、襲撃してきた魔物の放った魔法（リライト）から亜子をかばって消滅したが、明日菜の「力」によって復活する。
また、ネギにとってはかなり影響力の強い存在であり、ネギに“主人公としての己”を自覚させ、彼の心象の内にまでも登場し、力の新たな覚醒を呼ぶ重要なピースとなるほどの活躍を見せた。
ネギがジャック・ラカンとの修行のためにグラニクスを離れた際、無理矢理彼の代理として小太郎と共に試合に出場している。
クママ奴隷長（クママ-チーフ）
熊の着ぐるみのような姿をしており、非常に大柄である。ドルネゴスの奴隷の統括をしている。仕事は厳しいものの奴隷の身体の調子などに気を使っているなど、心根は優しい人物。
20年前、トサカと同様の経緯で奴隷となった。当時「10代の美少女」だったらしく、トサカとはそのころからの付き合い。トサカの度重なる弱者への暴行にはあきれており、その場を見かけるたびに制裁を加えている。
トサカと同様に舞踏会に給仕として参加していたが、襲撃してきた魔物の放った魔法（リライト）から夏美と小太郎をかばって消滅したが、明日菜の「力」によって復活する。
バルガス
ドルネゴスの拳闘場の訓練士。縮地レベルの瞬動術の使い手。スキンヘッドでいかつい外見に反してかなり高位の魔法使い（魔法拳士）であり、無詠唱の砂の「魔法の射手」や、ネギが用いる「戦いの歌」の上位呪文の「戦いの旋律」を使いこなす。
小太郎とトサカの喧嘩の仲裁に入ったり、前述の通り一緒に奴隷になったトサカをクママと自分の稼ぎで解放したことから、根は面倒見が良い性格らしい。
昔、ナギにコテンパンにのされたことがあるらしく、それ以来赤毛の優男は問答無用でぶちのめすことにしている。ヘカテスの宿で息子のネギをそれと知らずに襲いかかるが、一撃で倒される。
オスティア出身者でトサカ、奴隷長と同様な理由で奴隷になった。二人とはオスティア崩壊後からの付き合いである。
ネギの優勝後は共にネギの健闘を祝った。
司会娘
声 - 平田真菜
ドルネゴスの拳闘場の審判兼実況担当。OAD版では「レポーター」「インタビュアー」となっている。
褐色の肌、頭部に2本の角、背中にコウモリのような翼を持つ魔族のめがねっ娘であり、首には奴隷の首輪をしている。
グラニクスでの試合だけでなく、オスティアでのナギ（ネギ）対ラカンの試合も担当した。
その際、観客席の魔法障壁の効果を確認するために炎の魔法を使っている。
舞踏会には、招待客、給仕どちらとしても参加しておらず魔物たちの襲撃から難を逃れている。
チン、ピラ
トサカの弟分で、チンは小太りで語尾が「〜ス」という喋り方で、ピラは背が低く髪の毛が逆立っている。前述のトサカに亜子が身代わりになると言った時におこぼれに与ろうと亜子にストリップを強要したり、総督府の搬入港で賞金首にされた亜子たちを見かけた時には楓が口封じをしようとしているのに気づかずに大騒ぎしながら通報しようとするなど、浅はかな行動をしてはトサカに鉄拳制裁されている。

### アリアドネー（夕映関連）
コレット・ファランドール
声 - 佐藤聡美
- 魔法始動キー:アネット・ティ・ネット・ガーネット

アリアドネーの魔法騎士団候補学校3-Cの女子生徒。褐色肌で長く垂れ下がった耳をもつ亜人で眼鏡っ娘。成績はクラス最下位。風系統の魔法を使う。
騎士団の中でも精鋭の「戦乙女旅団」に憧れている。
ナギのファンでグッズも多数所持している。ナギのファンクラブ会員。No.96077。
アリアドネーに強制転移直後の夕映と激突して、課題として杖に充填されていた記憶消去魔法が暴発したため、夕映を記憶喪失にさせてしまった。それに責任を感じて（隠蔽も兼ねて）夕映を自分の部屋に住まわせている。
ドジで明るいと、のどかとハルナを足して割ったような性格から、すぐに夕映とも打ち解け、ともに研鑽に励んでいる。
夕映・エミリィ・ベアトリクスの3人と共に鷹竜を倒した功績を称えられ、特別枠としてオスティアへ行くことになった。そして、夕映がのどかたちと鉢合わせしたのを機に、記憶消去魔法の一件を正直に打ち明けて謝罪した。
その後、ゲーデル主催の舞踏会に夕映たちと共に参加している最中にフェイトたちの襲撃に遭遇、そこからネギたちと「墓守り人の宮殿」へ同行することとなる。
エミリィ・セブンシープ
声 - 竹達彩奈
- 魔法始動キー:タロット・キャロット・シャルロット

アリアドネーの魔法騎士団候補学校のコレットと同じ3-Cで委員長の女子生徒。コレットたちから「委員長」と呼ばれる（後述するナギとの関連も含めて）、ある意味あやかと同じポジションの存在。褐色肌で長く尖った耳をもつ亜人でツインテールの髪をしている。
成績優秀、非常に生真面目な性格であり、未熟な粋を出ない夕映にも「素人」「落ちこぼれ」と評するなど厳しく接するが、同時に熱心に鍛錬に励む姿勢は認めており、後の事件で救われた後は明確にライバル視する一方で、ツンデレな部分も見せている。
母親譲りのナギの大ファンで、ファンクラブ会員でNo.78（2桁台はコレットいわく「ありえない」ほど珍しい）。グラニクスにいる拳闘士のナギ（変装したネギ）を「天が私たちに遣わしたナギ様の生まれ変わり」と称している。
氷系統の魔法を使い、高威力の「氷結・武装解除」を無詠唱で扱うことができるなど、候補生の中でも実力は高い。
「完全なる世界」が呼び出した魔物が放った魔法（リライト）から夕映をかばって消滅したが、明日菜の「力」によって復活する。
一連の事件後、夕映たちのいる旧世界に魔法世界側の大使を置くことが決まり、その候補として精進に励んでいる。
ベアトリクス・モンロー
声 - 花澤香菜
- 魔法始動キー:ミンティル・ミンティス・フリージア

アリアドネーの魔法騎士団候補学校3-Cの女子生徒で書記。旧世界の人間。あだ名は「ビー」。エミリィを「お嬢様」と呼ぶ。
常に無口で無表情。ナギのファン（ひそかにラカンのファンでもある）。幼いころからエミリィと行動を共にしている。
ハッキングが得意で、メガロメセンブリアと麻帆良との通信に割り込んで夕映への電話を繋いで連絡が取れるようにしていた。
J・フォン・カッツェ
声 - 松嵜麗
- 魔法始動キー:パクナム・ティナッツ・ココナッツ

アリアドネーの魔法騎士団候補学校3-Fの女子生徒。猫顔の亜人。語尾に「にゃ」が付いたりする。
S・デュ・シャ
声 - 吉田聖子
- 魔法始動キー:ハイティ・マイティ・ウェンディ

アリアドネーの魔法騎士団候補学校3-Fの女子生徒。褐色の肌をした猫耳をもつ亜人。
セラス
声 - 勝生真沙子
アリアドネー魔法騎士団候補学校の総長。戦闘魔法の他、テレパシーも使える。角が生えている。ネギの「千の雷」を完成させた。
大戦時にはアリアドネー魔法騎士団員のリーダーで、「紅き翼」、テオドラ、リカードらと共に「完全なる世界」と戦った。外交上の関係で表向きは距離を置く風を装っているが、実際には良い友人関係にある。
ラカンと戦うことになったネギに魔法の修行を指導し、エミリィに彼を逮捕しないようテレパシーを送る。その後「完全なる世界」の「世界を無にする儀式」を阻止すべくメガロメセンブリア、ヘラスとの混成艦隊に加わる（全体の指揮はゲーデルが行った）。

### トレジャーハンター（のどか関連）
魔法世界でのどかが仲間に入れてもらったトレジャーハンターグループ。のどかを狙った「黒い猟犬」に襲撃され、一時的に全滅しかけるが「闇の魔法」を使用したネギに救われ、その後一度は別れを告げられるが、ゲーデル主催の舞踏会に招待されていたためすぐに再会した。
名前の元ネタはJ・P・ホーガンの小説『星を継ぐもの』のキャラクターより。
クレイグ・コールドウェル
声 - 望月健一
グループのリーダー格。大剣を武器としており、瞬動が使える。ラカンの強さ表に換算すると戦闘力300以上の力（周囲がインフレを起こしているだけで、実際にはなかなかの猛者）。
身分違いだが想いを寄せている故郷の幼馴染とのどかが似ているため、のどかに親切にしている。アイシャに想われているが、気付いていない。
総督府を襲撃してきたデュナミス相手にのどかを守るために立ち向かうも魔法（リライト）で消滅させられたが、明日菜の「力」によって復活する。
クリスティン・ダンチェッカー
声 - 小田久史
二刀の短剣を武器としており、瞬動が使える。のどかがパーティに参加するまでは罠の解除などを担当していたらしいがあまり有用では無かったらしい。
アイシャのことを想っているが、アイシャからは気付かれていない。
アイシャ・コリエル
声 - 藤田咲
エルフのような長い耳をもつ魔法使いの女性。クレイグを想っているが、クレイグは気づいておらず、クリスティンに想われているが、気づいていない。千里眼の特技を持つ。
クレイグと同じくデュナミスの魔法（リライト）で消滅させられたが、明日菜の「力」によって復活する。
原作では髪と服の色がそれぞれ金髪と赤い服であるのに対し、OAD版ではピンク色の髪と青を基調としたものになっている。
リン・ガランド
声 - 安済知佳
アイシャ同様、耳の長い戦士系の女性。仲間内の中では無口で、常に傍観者の立場にいる。格闘戦を行う描写はあるが、細かい能力は不明。

### その他
ジョニー・ライデイン
行き倒れていたまき絵と裕奈を救った庶民のおじさん。エイ型の飛行船「フライ・マンタ」を駆る運送屋。ちょっとスケベだが親切な人で、二人に運送屋の溜まり場である食堂での仕事を世話したほか、後にオスティアに送り届けた。
フェイトたちが総督府を襲撃した際に搬入港にいた裕奈たちを自分の飛行船に乗せて「完全なる世界」のアジトである「墓守り人の宮殿」まで同行した。そこでの戦いでクゥァルトゥムからハルナたちを守るために飛行船ごと盾になり消滅させられたが、明日菜の「力」によって復活する。
復活したものの飛行船を失い落ち込んでいたが、ハルナたちがゲーデルたちに掛け合って魔法世界防衛に貢献したとして最新型の飛行船を贈呈される。
トラゴロー
声 - 宮下栄治
ジョニーと同じく運送屋をしている獣人。
明石 夕子（あかし ゆうこ）
明石裕奈の母であり、明石教授の妻だった魔法世界出身の女性。
口癖は「元気は最強。元気が最優先」で、裕奈もネギと仮契約する際には口にしていた。
裕奈が小さいころは魔法を教えていたが、10年前麻帆良からメガロメセンブリアにエージェントとして派遣され、そこでの任務中に殉職し家族と死別してしまう。この件があってからは、裕奈の父は彼女が魔法に関わらないように「母は海外旅行中に事故死した」と真実を隠していた。
龍樹（ナーガシャ）
ヘラス帝国の帝都守護聖獣の一体。全長100mを超える巨大な龍。人間などよりも遥かに高い知能を持ち、遥か昔から生きる、「古龍」という霊格の高い龍。古龍は吸血鬼の真祖などと共に最強種と謳われる存在である。神に準ずる存在なので、肉体を破壊されても滅びることはない。
かつてラカンと戦って引き分けたという話があり、それ以来友達であるという。
デュナミスの召還した巨大召還魔にリライトを受け消滅させられてしまう。その後、造物主が復活した際に再生され、操られて敵としてネギ一行を攻撃するも、助けに現れたエヴァの「終わりなく白き九天」により凍結させられた。
双子の王子
ヘラス帝国辺境の古都を首都とする国の双子の王子。鳴滝姉妹が3-A在籍時のクリスマスに小動物に変身して魔法世界から麻帆良へお忍びで訪れて姉妹に拾われて知りあう。
その後も交際を続けていき、鳴滝姉妹が高校卒業後に魔法世界に移住した姉妹と結婚し風香・史伽それぞれに娘が誕生する。
コウキ・T
額に一筋の傷を負った青年。容姿はかなり整っており、教会の服装に似た格好をしている。また、楽器のケースを持ち歩いている。
既に故人であり、偉大な魔法使い【マギステル・マギ】であった。魔法団体【四音階の組み鈴（カンパナラス・テトラコルドネス）】に所属し、パートナーであった幼きころの龍宮真名（本名マナ・アルカナ）と共に世界中の戦場、紛争地帯を旅していた。
作中で麻帆良中等部に在籍する龍宮真名のパートナーであった人物であり、作中時点より数年前に死亡している。死因は不明。
龍宮にとって何よりも大切な存在であり、彼が亡くなった後でも彼の顔を映したペンダントを所持している。
嘘か誠かは定かではないが、龍宮がその生涯をかけて金を稼ぐ理由には、“彼の夢”が関係している。
物語終盤においてネギ一行がポヨ・レイニーデイのアーティファクトによる襲撃を受けた際、龍宮にとっての最も幸せな時間・日々の中に彼が登場している。
また、彼の楽器ケースは龍宮も酷似したものを所持・携帯している。

## 魔法世界の御伽話・伝説
作中において、魔法使いとその従者が結ぶ契約の制度（パクティオー）や、その起源・モデルとなった御伽話が存在している。
また、物語が進行するごとに少しずつではあるが、現在の滅びた王朝と始祖の関係や創造主との関係が開示され、さらに謎が深まってくる。

### 御伽話に登場する人物
アマテル
魔法世界にて「始祖アマテル」と呼ばれ、作中において時折名が挙がる古代の人物。仮契約制度（パクティオー）のモデルとなった御伽話に登場している魔法使いの女性。
ウェスペルタティア王国・オスティア王朝の起源であり、メガロメセンブリアや新オスティアにある銅像のモデルとなった魔法使いも彼女だとされている。
御伽話では一人の従者と共に世界を救ったとされている。
作中後半では「創造主の娘」とも説明されており、アルビレオの説明から創造主とは“ライフメーカー”を指している。また、ネギやアスナ、アリカなどはその家系にあたることが判明している。その家系で「黄昏の姫巫女」として誕生した者には神代の魔法が宿ると云われ、これにはアスナが該当している。
戦士
魔法世界において、後に始祖アマテルと呼ばれることとなる魔法使いの女性を守り助けたと云われる、古代の勇敢な人物。仮契約制度（パクティオー）のモデルとなった御伽話に登場している従者の男性。
御伽話ではアマテルと共に世界を救ったとされている。
名前など詳細は不明。ネギの村の広場やメガロメセンブリア、新オスティアにある銅像で膝をついて盾と大剣をかまえている戦士が彼だとされている。

## 魔法などで作り出されたもの
ゴーレム
図書館島深部で魔導書「メルキセデクの書」を守護しており、期末テスト対策で同書を奪いにきたバカレンジャー一行の前に立ちふさがり、「英単語ツイスターゲーム」などの課題を課してきた。後に学園長が操っていたことが示唆されている。
ちびせつな
刹那が使う式神。刹那の小さな分身のような姿をしている。烏族の衣装を着ている。夕凪のミニチュア版の刀を所持している（切れ味は果物ナイフほど）。刹那本体から遠隔操作され、意識を共有する。本体からの操作を必要としない半自律型にもできるが、少し頭が弱くなると共に本体よりも相当明るい性格になる（超はバカせつなと呼んだ）。刹那本体とのコミュニケーションは主に“念話”によって行われる。
『ネギま!? neo』では一度に3体登場している。

## 敵

### 超鈴音と火星ロボ軍団
超鈴音
超鈴音を参照。
T-ANK-α3（ティー エーエヌケイ アルファスリー）
愛称は田中さん。麻帆良大学工学部で実験中の新型ロボット兵器。その技術力は、現在の一般的な科学力とは段違いである。容貌はターミネーターに類似している。武装は口から出すビームと有線式ロケットパンチ。ビームは葉加瀬いわく出力不足で「残念ながら命に別状はない」ため、いわゆる「脱げビーム」になっている。まほら武道会に出場し、対戦相手の高音に敗北するも、彼女の「脱げ女」転落の第一歩となった。飛行型やガトリングガン装備型などがある。超はこのロボットを大量生産しており、学園祭最終日の決戦の際には2500体以上が生徒たちと戦った。
BUCHIANA
超鈴音が学園祭最終日の決戦用に作ったと思われるロボット兵器。形状および装備は6本足で少し長い首の上にカメラ兼脱げビームを備えている。T-ANK-α3と違い脱げビームはなぎ払うように撃つことが可能、またT-ANK-α3よりかなり頑丈に作られているようで、停止にさせるには対非生命体型魔力駆動体特殊魔装具のバズーカ型で8発当てる必要がある。出渕裕風のデザインで、ブチアナも描かれている。大幅に改良が施されたSUPER-BUCHIANAも存在する。機体には「UN MARS FORCE（国連火星軍）」と書かれている。
巨大火星ロボ
学園深部に石化封印されていた6体の無名の鬼神を、超鈴音が制御用の科学装置を付けて復活させ、強制認識魔法の魔法陣生成のための魔力増幅装置として用いた物。茶々丸のハッキングで学園結界が落ちたために学園内でも活動可能。リョウメンスクナノカミよりは格段に霊格は落ちるもののそれでも強大なことに変わりはなく、一般生徒に支給されている上記の魔装具は全く通用しなかった。特太脱げビームを搭載している。対抗しうる魔法先生らが真名の狙撃でリタイアしたこともあり、次々と世界樹の魔力ポイントを制圧していくが、最後の魔力ポイントの世界樹前広場でネギたちが足止めをし、最後は千雨が茶々丸の電脳防壁を破って結界を復活させたことで再封印された。
魔法世界では、メガロメセンブリアが「鬼神兵」と呼ばれる類似の巨人兵器を使役している。

### 「完全なる世界（コズモ・エンテレケイア）」
かつて、魔法世界に大戦を引き起こし、「紅き翼」に壊滅された組織。その構成員は二大大国の中枢までに入り込み、大戦を意のままにコントロールしていた。「紅き翼」も当初は死の商人などの戦争が利益となる者たちの連合組織と睨んでおり、実際に構成員の多くは死の商人、マフィア、政府の役人などの戦争で得をする者たちであったが、それらは下っ端構成員で、その黒幕と真の目的は壊滅させてもなお不明のままだった。魔法世界編においては、その残党がネギたちの前に立ちはだかることとなる。
現在の組織はその多くが魔物で構成されており、そのほとんどが「創造主の掟（コード・オブ・ザ・ライフメイカー）」と呼ばれる、創造主の力を宿したアイテムを所持している。
一部の魔物は「造物主の掟（コード・オブ・ザ・ライフメイカー）」の簡易版「マスターキー」を、フェイトら一部の幹部はその上の「グランドマスターキー」を持っている。なお、これらのアイテムには魔法世界人の使う魔法を打ち消す効力があり、これを持った状態でのみ使える魔法「リライト」は、魔法世界人を消し去る力を持っている。「リライト」が効かない者およびこのアイテムを持った魔物たちを倒せるのは、ネギを含めた「白き翼」メンバーやベアトリクスなどの旧世界人（人間）のみである（例外として、明日菜は魔法世界人であるが「完全魔法無効化能力」を持っているため、「リライト」が効かない）。
第297時間目で、組織の目的があらゆる人々の願望や後悔から計算して作り上げた、幸せに満ちた幻想の楽園「完全なる世界」を生み出して、人々に幸福を提供すると共に、滅び行く世界の運命・その未来に生じる火星人類と地球人類の惨たらしい戦争を起こさせないことだと判明した。
フェイトとフェイト・ガールズ以外の使徒は全員エヴァの魔法によって生きたまま氷漬けにされた。
フェイト・アーウェルンクス / テルティウム（本名）
声 - 石田彰
- 魔法始動キー:ヴィシュ・タル・リ・シュタル・ヴァンゲイト

ネギの行く手に立ちふさがる、正体も目的も不明の人物。外見はネギと同じくらいの年齢の冷静沈着な白髪の少年（テルティウムというのはラテン語で三番目という意味である）。
水を使った「転移魔法（ゲート）」や石化系の高等な西洋魔術や陰陽術を使い、格闘技にも優れている。
敵対者や「力量的にも精神的にも未熟と見なした者」に対して、容赦のない部分が目立つ。その言葉はネギの心にトラウマとして刻まれ、ネギも彼に対しては容赦なく敵意を剥き出しにしている。
ネギたちには世界を滅ぼす諸悪の権化のように見られており、本人もそれを認めているが、本人は一連の行動の最終目的を「世界を救う」と語っており、その大義のために人的損害を避ける配慮も見せるなど、その真意は不明である。また、後述する調達との出会いに関する回想シーンから、魔法世界で今もなお続く紛争の類について否定的な感情を抱いている節が読み取れる。
彼自身は人間のような生命体の類ではなく、何らかの魔法的な技術によって生み出された存在であることが劇中で幾度か触れられているが、第290時間目で月詠との戦闘や言い合いの果てに、「僕は人形だが、ネギとの戦いを望んでいる」という、月詠が言うところの「人間」そのままな願望を抱いていると自覚した。また、第307時間目ではデュナミスが彼を「アーウェルンクスシリーズ」と呼んだ。
現在のフェイト（テルティウム、地のアーウェルンクス）はナギが倒したフェイトをデュナミスが復活させたものである。また、その際デュナミスはクゥァルトゥム（4番目）火のアーウェルンクス、クゥィントゥム（5番目）風のアーウェルンクス、セクストゥム（6番目）水のアーウェルンクスの「3人のアーウェルンクス」も稼働させている（セクストゥムはテルティウム、クゥァルトゥム、クゥィントゥムらと違い、女である）。
作り出された直後、自らの気持ちなどが他のメンバーと違うことを造物主に問いただすと「おまえには私への忠誠心や目的意識を設定していない。好きに動け」と言われる。その理由はセクンドゥムのパラメーターを最強にするなど、設定に「失敗」したことが原因である。
ネギとの一騎討ちの末、ネギの「魔法世界の救済計画」の推移を見極めるという条件付きで敗北を認める。
2学期からテラフォーミングによる魔法世界救済計画「Blue Mars計画」実現のために麻帆良を留守にすることが多くなったネギの代理として、3-Aに赴任する。宿題や抜き打ちテストなどが頻繁に行われるスパルタぶりにいつも明るく能天気な椎名桜子でさえゲンナリした顔で愚痴を言うほどである。
『UQ HOLDER!』にも登場。「Blue Mars計画」推進の中心人物になり、軌道エレベータ「アマノミハシラ」の建設を日本に誘致したが、ネギの死により行動が豹変し、強大な力をそのままに人類に敵対するようになってしまった。
魔法の始動キーはアーウェルンクスシリーズに共通した物である。
現在の所、以下の5人のミニステル・マギの存在が確認されている。
調（シラベ） / ブリジット（本名）
- アーティファクト：狂気の提琴（フィディクラ・ルナーティカ）（仮契約相手：フェイト・アーウェルンクス）
- 魔法効果：ものすごく外した音で特殊な音波を発生し、それを浴びせた物体を粉々に破壊する能力を持つ（音を聞いただけでは効果はない）。

ロングヘアーで角のような耳が特徴の亜人の女性で、5人の中では外見的には一番年上。常に両目を閉じている。樹を操る種族の生き残りで、種族能力として木の根を使った攻撃や、上級木精使役が可能。
彼女の種族特有の頭部の角は万病の妙薬として闇市で高値で取引されていて、柔らかい子供の角はさらに価値が上がると言われている。
焔（ホムラ）
ツインテールで釣り目が特徴の女の子。髪の毛を炎に変えたり、睨んだものを発火させる能力を持つ。自らも火の精霊になることができる。
冷静な性格に見えるが、ラカンと戦った時に戦災孤児であることを同情されると激昂していた。また、栞がネギの考案した魔法世界の崩壊阻止を受け入れたことに対しても、「魔法世界が消えなくても、世界がこのままでは自分のような戦災孤児が無くならない」と真っ向から否定した。
栞（シオリ） / ルーナ（本名）
- アーティファクト：偸生の符（シグヌム・ビオレゲンス）（仮契約相手：フェイト・アーウェルンクス）
- 魔法効果：口づけした対象に変身し、外見だけでなく特殊な自己暗示により性格・記憶まで本人に成りすますことができる。

ウェーブ髪でエルフ耳の亜人の女の子。姉がおり、フェイトは、栞の姉に好意を寄せていたが、戦死しており、そのことがフェイトの人格形成に大きく影響する。
アーティファクトは「偸生の符（シグヌム・ビオレゲンス）」。口づけした対象に変身し、外見だけでなく特殊な自己暗示により性格・記憶まで本人に成りすますことができる。しかし、自己暗示中は栞自身も完全に本人だと思い込んでいるため、対象の感情が栞本人にまで影響が出るのが最大の欠点。また、あくまでも外見のみのため、本人の特殊能力は再現できず、アーティファクトの再現も外見のみに限られる。このアーティファクトによって明日菜が囚われた後、自ら明日菜に成りすましネギたちを完全に騙すことに成功した。
その後ラカンから明日菜が偽者だったことを聞いたネギが仮契約することで正体が明らかになるが、フェイトから「自由にしていい」と言われたことに加え明日菜の感情に感化され、さらに自分を庇ったネギに好感を抱いたことから監視の下情報提供などの協力を行う。
変身を解除する直前や正体が割れた後は明日菜と栞の二重人格のようになる。
ネギたちの協力者の中では、3-Aのメンバー以外でネギの従者になった最初の人物である。
- 『週刊少年マガジン』読者による全キャラクターを対象とした人気投票で、ミニステル5人の中で唯一ランクインを果たしている。

暦（コヨミ）
- アーティファクト：時の回廊（ホーラリア・ポルティクス）（仮契約相手：フェイト・アーウェルンクス）
- 魔法効果：時間操作系のアーティファクトで、これを使うことで敵に気づかれないまま環のアーティファクト「無限抱擁」に敵を閉じ込めることができる。

黒髪のショートヘアーで、猫のような耳をした豹族の女の子。
他の4人と比べると感情的になりやすい面があり、精神的に未熟な部分がある。
環（タマキ）
- アーティファクト：無限抱擁（エンコンパンデンティア・インフィニータ）（仮契約相手：フェイト・アーウェルンクス）
- 魔法効果：無限の拡がりを持つ閉鎖結界空間を発生させる。

色黒で、額にハートマークのような紋章を持つ竜族の女の子。
かなりの無口。ラカンが調べたところノーパンであるが、これは尻尾があるために履くことができないと作者の赤松がファンの疑問に答えている。暦と同じくラカンに散々遊ばれていた。
アーティファクトは「無限抱擁（エンコンパンデンティア・インフィニータ）」。無限の拡がりを持つ閉鎖結界空間を発生させる。魔法理論的には、彼女を殺さない限り「抜け出すことは絶対不可能」なはずが、魔法理論を無視した規格外のラカンの圧倒的な実力「大次元破り（実際は重力系魔法の応用）」により軽々と結界を破壊され、脱出を許してしまった。
彼女たち5人は、かつての大戦終結後も戦乱の続く地域で生まれ、親や故郷を失ったところをフェイトに救われた戦災孤児であり、それゆえフェイトに感謝の念を浮かべるだけでなく彼の進める計画の遂行にも力を尽くすことを誓っている。また、フェイトのミニステル・マギにはならなかったものの、同様に助けられてから平和な地域の学校（暦はアリアドネーへ入学するよう勧められたが、ミニステル・マギになるべく断った）へ入学するよう手配された戦災孤児が存在することがフェイト自身の口から語られている。
『UQ HOLDER!』において、彼女たちとよく似た人物「カレン・ダ」「サクレ・ト」も登場している。
墓所の主
栞曰く「小柄で少女のようでもあり、老婆のようでもある不思議な人」で、計画実行に際して旧知のポヨを呼び寄せている。アスナやアリカに似た顔をしている。
「完全なる世界」に協力しているように思われていたが、314時間目で「同志であった覚えはない」と言っており、同時にネギが出したプランに賭けてみたくなったとも言っている。さらにネギに向かって「我が末裔よ」とも言っている。
月詠（つくよみ）
声 - 綱掛裕美（アニメ版第1作） / 釘宮理恵（OAD版以降）
京都神鳴流剣士。華奢で非力そうな肢体を袴姿ではなくロリータ・ファッションに包んだお惚け眼鏡っ娘。間延びした口調で話す。神鳴流としては珍しく野太刀ではなく、片手で持てる長短2本の小太刀を使った二刀流の使い手。また、大勢の式神「百鬼夜行つくよみ組」を召喚する。
対人格闘では刹那を上回り、真名ですら服を破く程度の傷しか与えられなかった。典型的な戦闘狂（バトルマニア）で、強い女の子が大好き。弱点は眼鏡が外れると行動不能に陥ること。
普段はふんわりした女の子だが、時折狂気とも思える表情や言動をのぞかせることがある。これは神鳴流の闇の部分が影響しているからである。
最初は修学旅行編にて木乃香が誘拐された際、天ヶ崎千草の護衛として登場。後にフェイトに雇われゲートポート破壊事件に荷担し、その後は明日菜たちの監視を続けていた。フェイトたちの目的には興味はなく、血と戦いへの欲望を満たすために同行している。与えられた仕事はきちんとこなすが、血の気の多さにフェイトも抑えるのには苦労している様子（本人はどうにか自制を保っているつもり）。ただ、第290時間目のフェイトに対する言動から、彼女なりにこだわりや信念を抱いていることが見て取れる。
経緯は不明であるが、『ラブひな』で登場した妖刀「ひな」を入手し、剣の魔の力を持って刹那に一騎討ちを挑み、追い詰め「全てから自由のウチは強い」と「勝利」に酔っていたが、刹那から「私には、私を信じてくれる人たちがいて力を与えてくれる」と反撃を受け敗北する。
この戦い以降、351時間目の生徒名簿で刹那の所に「月詠さんがストーカーの件」、刹那のパートナーの近衛木乃香の所に「月詠さん事件　解決!!」と書かれている点から幾度か再戦を挑んだようである。
『UQ HOLDER!』にはフェイトに従う祝 月詠（いわい つくよみ）という人物が登場している。本編ではネギまの月詠との関係は明かされていないが、作者の赤松はTwitterにてネギまからの続投キャラクターであることを語っており、同一人物であることを匂わせている。
ポヨ・レイニーデイ
- アーティファクト：幻灯のサーカス（仮契約相手：不明）
- 魔法効果：精神を「完全なる世界」へ封じることができる
- パクティオーカード称号：PRIMARIA IN DIABOLIMUNDO（魔界のお姫様）

墓所の主がフェイトやデュナミスには無断で呼び寄せていた、ザジ・レイニーデイに酷似した少女。
ザジと同じく「幻灯のサーカス」というアーティファクトを持ち、白き翼のメンバーの精神を「完全なる世界」に封じ込めた。
ザジ・レイニーデイの姉で、顔はザジと瓜二つと言って良いくらい似ているが、良くみると顔のペインティングが逆。
「ポヨ・レイニーデイ」というのは、彼女が話し言葉の語尾に必ず「ポヨ」とつけることからネギが命名したが、仮契約カードには「ザジ」と書かれていることからザジと同姓同名であることが推測される。
また、実は魔族で、力を解放すると頭から角が生える。また、本人曰く「ラスボスくらいには偉い」らしい。
造物主（ライフメーカー）
声 - 甲斐田裕子（UQ HOLDER!）
「完全なる世界」の親玉で真の黒幕。構成員からは「始まりの魔法使い」とも呼ばれている。
黄昏の姫御子を使い「世界を無に帰す儀式」＝「広域魔法消失現象」を起こした張本人（創造主は広域魔法消失現象を世界中に広げて「世界を無に」しようとした。なお、発生したのは創造主が倒された直後だが、紅き翼の前に姿を現した時には既に儀式は完成していた）。
ラカンですらが後にも先にも唯一「勝てない」と思ったほど（理由は力の差ではない模様）の化け物で、正体を知るらしきアルは「この世の誰にも倒すことは不可能」「不滅の存在」と語っていたが、2人の予想を覆して理由は不明ながらナギは造物主を倒し、世界から消し去った。
その後、「白き翼」と「完全なる世界」との最終決戦の最中に復活し、姿を表す。ネギ一行の助けに入ったラカンたちをも寄せ付けない圧倒的な強さを見せつけるも、ネギとアスナによって再度倒される。消滅の間際、ローブのフードの下からナギの顔を現し、「俺を殺しに来い」と謎の言葉をネギに言い残した。
エヴァンジェリンを不死の吸血鬼に変えた張本人。吸血鬼となった直後にエヴァンジェリンが殺害したはずであったが「不滅の存在」ゆえに生き延びた。
魔法世界を構築した「神」たる存在そのものでもあり、創者としての責務として世界を無に帰すために自らが造りあげた使徒を起動させた。ラカンが勝てない理由も魔法世界人は全て彼女の力によって作られたため逆らえないからである。
『UQ HOLDER!』で語られた「ハッピーエンド」の結末では明日菜の力により2011年に無事討伐された。
明日菜が過去に帰還しない『UQ HOLDER!』の世界では、ナギの精神を乗っ取ったのち、2066年にネギによって倒されるも、今度はネギの精神を乗っ取ってしまう。『UQ HOLDER!』では、造物主としての本名「ヨルダ・バォト」という名も明らかとなる。世界中の人類の苦しみを共感する「共鳴り」の能力を持つ。
また性別も女性であることが判明するが、美形の男にも女にも見える端正かつ中性的な顔立ちを持つ。
その正体は「自らを倒した敵に憑依して乗っ取る」能力である「報復型憑依能力」を備えた精神生命体であり、ネギの故郷の村が魔族に襲撃されたのも、全てナギの精神を乗っ取った造物主によるものであり、『ネギま!』で登場したナギは全て一時的に造物主から肉体の主導権を取り返していた状態であった。そしてそのことを知らなかったネギはナギもろとも造物主を倒した結果、造物主に憑依され、精神を乗っ取られてしまった。
その後宿主をエヴァに乗り換えるも最終的にはネギ・明日菜と刀太・九郎丸により魂を120億個に分割され、「共鳴り」は抑えられた。

造物主の使徒
造物主の目的を成就するために手足として生み出された存在。常に何重に渡る防御魔法陣を常時纏いその身体は傷つけるの難しく圧倒的な戦闘力を持つ。大戦期では組織の大幹部として各地で暗躍をしていた。作中に登場する使徒のうちデュナミス以外は四大元素（地、水、風、火）の一つを冠しており、それぞれの属性の高レベルの魔法を難なく操る。デュナミスとセクステゥム以外は紅き翼のメンバーやネギおよびフェイトに倒されたが、ネギとフェイトの決着直後に造物主の力により復活して再登場した。満身創痍のネギとフェイトを追い詰めたが、救援に現れた紅き翼のメンバーや学園長、エヴァたちと戦闘を繰り広げた後、最後はエヴァの魔法によってフェイト以外の全員が生きたまま氷漬けとなった。
デュナミス
長身のローブ姿の魔術師。顔を仮面で隠しているが、素顔はかなりの美男子である。戦争で生き残った完全なる世界の残党。大量の悪魔の影や大型傀儡悪魔を“造物主の掟”の書庫から呼び起こしたりなど魔術師としての実力は恐ろしいもの。
自身を「惨めに年老いた敗残の将」と語りながらもフェイト・ガールズを鼓舞した。陰鬱な空気を纏う人物だが、どこかコミカルでフランクな面も持つ。戦闘形態（バトルモード）と呼ぶ姿に変身可能で、変身する前には仮面と帽子以外の服がはじけ飛び全裸になるが、当人は特に気にしていない（周りの女性陣にはかなり驚かれていたが）。
フェイトと同じ「完全なる世界」のメンバーで、メガロメセンブリアのゲート破壊作戦ではフェイトや他の仲間とともに参加し、楓を窮地に追い詰めた。
オスティアでは舞踏会場である総督府に無数の魔物を放ち襲撃させる一方で、フェイトが危険視している読心術の使い手であるのどかを抹殺しようとするが、彼女の思わぬ反撃によって一時的に「グランドマスターキー」を奪われ、そこからのどかは消滅させられた人々を復活させる方法を得る。
長きに渡って造物主に仕えており、二十年前の大戦からの唯一の生き残りでもある。かつては巨大な組織だった「完全なる世界」が今やフェイトとそのミニステル・マギをはじめとした数人を構成員とするのみとなっている現状を嘆いているが、一方でその状況から計画を進められたことに対して暦たちに感謝してもいる。造物主の使徒としての使命や忠誠に忠実だが、大戦終結後も残党狩りを進めて「完全なる世界」を小規模な組織（彼は月詠や魔物たちを数に含めていない）へと転落させたタカミチとゲーテルへの恨みは深く、「完全なる世界」の目的とは別に彼らに「ひと泡吹かす」と宣言したりと私怨剥き出しである。造物主を倒したナギとその面影を深く残すネギにも同様の感情を抱いている。最初に起動した使徒で年代は不明。月詠やフェイト・ガールズからも好かれており、白き翼メンバーからは強いおっさんと評価されている。
アーウェルンクスシリーズ
フェイトと同型の使徒。髪の色と服装がフェイトと同じであるなど外見も似通っている。それぞれラテン語の序数が名前となっている。
1（プリームム）
「一番目」という意味の名前を持つアーウェルンクス。属性は地。フェイトをそのまま青年にしたような人物。何年にも渡り、赤き翼と戦い続けた。ナギによって倒される。
2（セクンドゥム）
造物主が「調子に乗って色々とパラメータをMaxにしたらあんなのになった」というアーウェルンクス。他のアーウェルンクスシリーズとは異なり、ナギに完敗して悔しがったり、エヴァに追い詰められ、苦し紛れに「話しあおう」と叫ぶなど、フェイトとはまた違う意味で非常に人間臭い性格の持ち主。よく笑い、サンドバッグにもされるが防御力はひたすらに高い。復活前はフェイトに殺害された。
4（クゥァルトゥム）
火のアーウェルンクスを拝命し稼動する。火の属性の魔法に特化している。残忍で好戦的な性格をしている。炎の魔人や火の蜂を召喚する。
5（クゥィントゥム）
風のアーウェルンクスを拝命し稼動する。風の属性で風や雷の魔法に特化し、高い機動力を持つ。性格は冷静で冷酷。
6（セクストゥム）
水のアーウェルンクスを拝命し稼動する。女性型。水の属性に特化し水や氷の魔法を操る。また、ネギの攻撃で核を損傷し自己回復出来ずにいたデュナミスを治癒させた。
弐（ニィ）
- 魔法始動キー：メラルガ・メラザド・ナシゴレン

「火のアートゥル」二代目。小柄な少女の姿をした使徒。ラカンに因縁があるらしい。炎の呪文はナギやクーフェイたちを苦しめるほど強力。
サンドイッチやアイスキャンディを食べていた。瞳が赤くなると髪が炎のようにメラメラ逆立つ。
セプテンデキム
- 魔法始動キー：アクエリ・エタルナ・デッドシー

「水のアダドー」十七代目。頭の両側にツノを持ち、前髪で顔を隠した女性の姿をした使徒。無口で冷静な性格。黒い肌に藍色の長髪が特徴的。
炎を操る男(名称不明)
炎を操る、筋骨隆々とした男性。20年前の大戦時、「紅き翼」と「完全なる世界」との最終決戦でラカンと戦った。攻撃力が高く、ラカンに傷を負わせるほどの連続鉄拳を炸裂させた。
水を操る男(名称不明)
水を操る、長髪の男性。20年前の大戦時、「紅き翼」と「完全なる世界」との最終決戦でゼクトと戦った。冷静沈着な魔導師。ゼクトが紅き翼のメンバーであることを驚いていた。
風(雷)を操る男(名称不明)
風(雷)を操る男性。20年前の大戦時、「紅き翼」と「完全なる世界」との最終決戦では詠春と戦った。闘気を高めると電撃が全身を覆い白目になる。
「白き翼」と「完全なる世界」の最終決戦に復活し姿を現した際には、詠春と20年前ぶりに戦っていた。

### その他
天ヶ崎 千草（あまがさき ちぐさ）
声 - 葛城七穂
関西呪術協会の陰陽術師の女性。眼鏡を掛けている。
猿鬼（えんき）、熊鬼（ゆうき）という着ぐるみのような愛らしい風貌の式神を従えている。呪札を用いて、火術、水術などといった多彩な技を使うことができる。
かつての大戦で両親を失っており、西洋魔術師を憎んでいる。復讐のため、小太郎・フェイト・月詠を従えて木乃香をさらい、その力でリョウメンスクナノカミを召喚したが敗れた。
リョウメンスクナノカミ（両面宿儺）
1600年前に討ち倒された飛騨の大鬼神。60メートルの巨体に二つの顔と四本の腕を持つ。エヴァンジェリンに倒され再び封印された。
ドラゴン
ドラゴン（西洋竜）にはさまざまな種類が存在する。図書館島のドラゴンは口から火炎を吐いて攻撃する。腕はなく、その部分に翼が生えている（しばしばワイバーンと見なされる怪物である）。刹那によれば、倒すには専門の装備があっても数日がかりの大仕事になるらしい。
ヴィルヘルム・ヨーゼフ・フォン・ヘルマン
声 - 手塚秀彰（パチンコ版）
上位悪魔の一人。伯爵だが没落貴族で、現在はしがない雇われの身。
6年前ネギが住んでいた村の襲撃に召喚され参加し、村人の半数以上を石化した。その後、封印されたはずだが何らかの原因で復活し、麻帆良学園とネギ・明日菜の実力の調査を依頼され、麻帆良学園に潜入する。
格闘術に長け、強力な石化能力を持っている。「才能のある少年は好き」「その才能が潰えるのを見るのも楽しみ」とネギたちを苦しめる。しかし完全な邪悪ではなく、洒落物の好々爺然に振舞う。
最終的には小太郎と協力したネギに敗れた。ネギは、ヘルマンがネギたち相手に手加減してくれていたことや、6年前の事件の際もただ何者かによって召喚されただけに過ぎないなどの理由で、止めを刺さなかった。木乃香が優れた治癒魔法の才覚の持ち主で、修練すれば石化されたネギの村の村人たちを治せるだろうことを教えた後、魔界へと帰っていった。
あめ子・すらむぃ・ぷりんという小さな女の子の姿をした3体のスライムを従えていた（この3体は瓶に封印される）。
彼自身は6年前の事件、および麻帆良学園での一件について誰が黒幕なのかを一言も吐かなかったが、後者については明石教授とドネットの調査によってフェイトが関わっている可能性が浮上した。また、前者の件では魔法世界でクルトの口から、メガロメセンブリア元老院の一角を成す反アリカ派の議員たち（詳細は後述）が黒幕であることがネギたちに対して語られた。
カゲタロウ
声 - 斉藤次郎
魔法世界の住人で操影術を使う、ボスポラスの影使い。AAクラスの実力者。
グラニクスの地でナギを名乗るネギに決闘を挑み、本当の殺し合いの末に重傷を負わせた「本物の強敵」。勝負はラカンの乱入によって中断され、決着はオスティアで行われる大拳闘大会にてつけることとなった。大会ではラカンとチームを組んで参加しており、決勝戦では以前をはるかに上回る実力を見せたことで、小太郎からは最初からラカンとグルだったと推測されている。
黒い猟犬（カニス・ニゲル）
魔法世界・シルチス亜大陸で活動し、名を挙げている傭兵結社。賞金稼ぎを専門とする強力なプロフェッショナル集団。ネギたち「白き翼」を捕らえようとしたが、敗れた。賞金稼ぎであるが、いわゆる悪党や無頼漢ではない。圧倒的な実力差と、見逃してくれた恩義からネギたちからは手を引き、オスティアの公衆浴場で再会した際にはかなりフレンドリーな態度だった。
アレクサンドル・ザイツェフ
17部隊の隊長。スキンヘッドで頭の先から腹部まで刺青のような模様をもつ巨漢。人呼んで「黄昏のザイツェフ」らしいがこれは偽名で、本名は「チコ☆タン」といい彼の故郷特有の恥ずかしいものである。この本名は「同僚に知られたら終わり」と隠し通していたのだが、トレジャー・ハンターに同行していた宮崎のどかの魔術具に見破られてしまった。二段階の変身が可能らしいが、ネギの恐ろしさに戦意を喪失し、変身を見せることなく気絶したフリをしてやりすごした。
「ナギ・スプリングフィールド杯」前年度準優勝者で、決勝戦の実況席にゲストとして呼ばれていた。
パイオ・ツゥ
17部隊の一人で、遠距離からの「魔法の射手」による精密狙撃と砂蟲を使った攻撃が得意。全身をコートと帽子で包み、目以外ほとんど見えない格好をしている。中国系のようであり、語尾に「〜ネ」とつける。砂蟲の触手を自在に操って敵を捕らえる。
重度のおっぱいマニアで、のどかに心を読まれた際もおっぱいのことだけ考えており、「スゴくダメな人」と評された。しかし実は女性で部隊の紅一点。前述の姿は着ぐるみのようなもので、本体は色黒の小柄な少女（実年齢は28歳）である。
物語終盤ではラカン直伝の音速脱衣術と無音脱がし術を新たに習得しており　大人になった夕映にその技を披露した。通常は2本腕だが6本腕になることもあり、夕映による髪の毛の薬品判定結果では正体は魔族。『UQ HOLDER!』では関係があるかは不明だが、「アスラ・ツゥ」という人物が白き翼に所属している。
モルボルグラン
17部隊の一人で、魔界の住人。全身が骨で、ヤギの頭蓋骨の顔に6本の伸縮自在な腕を持つ。
高い実力を持っているが、その実力と外見に反してかなり気が弱く温厚な性格（敵の前では普段は見た目通りの強気な態度をとっている）。ネギの術式装填時での決めての一撃を受けて敗北は認めたものの、まだ普通に喋るほどの頑丈さを見せていた。闇の魔法に関しても彼の“じいちゃん”から聞いたことがあったらしい。敵とよく戦わせられることを怖がっており、戦わせられる理由が自分の見た目にあると思って気にしている。内心魔界に帰りたがっている。
『UQ HOLDER!』にも登場。まほら武道会一般参加予選に出場している。刀太に「闇の魔法」に関する大雑把な情報を伝えた。
（名前不明）
17部隊の一人で、爬虫類の怪獣のような外見をしている。のどかの魔法具で「Razo…」とでたがそれ以外に本名が書かれず、名前は不明。格闘主体で戦う。
かなりの母親思いで、仕事の稼ぎで故郷の病気の母に仕送りをしている。
メガロメセンブリア元老院の反アリカ派議員
過去の大戦当時、メガロメセンブリア元老院の主導権を握っていた有力議員の派閥。ウェスペルタティア王国のアリカの先代に当たる国王とは良好な関係だったため、国王を退位させて自ら女王になったアリカを快く思わず、それに対する腹いせや大戦で傷ついた大衆の気を晴らすためのスケープゴートとして一方的に「完全なる世界の黒幕」のレッテルを貼り付け、以降数年間にわたって彼女を牢獄に閉じ込め、監禁と拷問を続けた。そして彼女を魔法世界全体に生中継した状態で処刑するが、放送終了後にすでに処刑場へ潜入していたナギたち「紅き翼」によってアリカが救い出され、警備に当たっていた軍が壊滅するという彼らにとっては相手が相手だけにどうすることもできない「屈辱的な光景」を見せ付けられた。しかしその後もナギたちがアリカの安全のために、救出の真相を世間に隠していたのをいいことに彼女へのレッテルを撤回せず、後に「アリカの息子」であるネギの存在を知ってからはヘルマンたち悪魔を召還してネギの村を襲わせた。
なお、彼らがアリカに行った悪行の背景には、アリカに減刑の代償として「黄昏の姫御子」ことアスナを引き渡すよう要求したが、断られたことへの恨みもある。アスナを求める行動は大戦時の造物主や魔法世界でのフェイトと共通するものが見られるが、彼ら自身が「完全なる世界」の一員であるかどうかは不明。
鶴子
神鳴流師範代。桜咲刹那の師匠として、33巻に登場。刹那に日向家伝来の妖刀「ひな」を授ける。
元は作者の前作である『ラブひな』のキャラクターである。

## アニメオリジナル

### 第一期『魔法先生ネギま!』
さよの妹
本名は不明。母親がすでに死んだことを知らず、母がいなくなって寂しい思いをしていたため、ツワブキの花を植え、母が帰ってくるよう板片に願い刻んだ。現在、その植えた場所はツワブキの花畑となっている。
魔将軍（ましょうぐん）
声 - 若本規夫
ラスボス。4歳の明日菜に対し魔法完全無効化能力と引き換えに10年後に魂をもらう契約を結び、明日菜を14歳の誕生日（23話。原作で設定された誕生日とは異なる）を迎えると同時に急死させた張本人。
その後、過去へ遡ったネギたちによって倒され、浄化された。
魔剣士（まけんし）
声 - 岡崎雅紘
魔族の一人。10年前の世界でナギと明日菜に襲い掛かる。ナギは魔法で防ごうとしたが、明日菜の魔法完全無効化能力に引っ掛かってしまい、魔剣士の剣に貫かれてしまう。そしてナギは魔剣士を道連れにする形で異空間に消えた。第25話登場。

### 第二期『ネギま!?』
黒薔薇男爵（くろばらだんしゃく）
声 - 沢城みゆき
謎の怪人。麻帆良学園で起きている事件の陰で何かしらの行動を起こしていることが多い。「答えられない」が口癖。自称「愛と勇気の親善大使」。正体はネギの姉・ネカネである。
モツ
声 - 斎藤千和
魔法学校の特使。ハルナの描いた蛙の姿を借りている。相手に釘を刺す時や、追及する時などにのみ、語尾に「いい意味で」をつける。ボケ担当。スタークリスタルの一件以来、麻帆良学園に居座りネギが魔法使いであることがばれたらすぐにでも魔法学校に報告すると脅している。空気を読まずに相手をからかうような言動をして、生徒たちに殴られることもしばしば。
後にモツとシチミはナギ・スプリングフィールド（サウザンドマスター）の命を受けて麻帆良学園を訪れたことが判明している。
- モツのデザインはあぼしまこが手掛けた、通称あぼしガエルというものが発端で、『ぱにぽにだっしゅ!』でも登場している他、あぼしまこの作品『たまごなま』でも大久保三姉妹の父親、大久保厳一郎が生き返った後の姿として登場している（シチミのモチーフとなったネコもほんのわずかだが登場している）。OVA版『ネギま!?夏』でもシチミと共に登場しているが、台詞はなく頭の線（髪？）もなかった。

シチミ
声 - 沢城みゆき
モツと同じく魔法学校の特使。ハルナの描いた猫の姿を借りていて、その身は伸縮自在であり、手足がないように見えるが実際にはしっかりある。ゆるいツッコミ担当。猫だけに語尾に「ミャ」をつける。大概モツと一緒にいるが、自分を可愛がっているのどかと一緒にいることもある。
普段はおっとりしており、モツとは違い殴られたりすることはほとんどない（ただし、19話でスカ状態のアキラと美空に振り回されたり26話のアイキャッチでエヴァンジェリンに締められたこともあり）が、モツに対しては訳の分からない行動に呆れたり（第4話では逆にモツが怒りマークを浮かべたことがある）、毒舌を吐いたりすることもあり、22話では緊急事態にもかかわらずモツが真面目にやろうとしないので、本気でキレたことがあった（その際に手から鋭い爪が出ていた）。
本来の登場は第4話からなのだが、実は第1話で木乃香の頭の上にちゃっかり乗って登場していた。
花の妖精
スタークリスタルに捕らわれた者の「魂の悲鳴」から生まれた、闇の妖精の一つ。正式名称は不明。花のような姿をしており、樹木の枝を操る・（自ら喋れないため）他人を操り自分の言いたいことを言わせる、などの能力を持つ。月星座で射手座に当たる裕奈・楓・千雨を操り（この際3人は矢印がデザインに取り入れられた服を着て共通武器でボウガン（弓）を使用）、ネギとそのクラスメイトたちに対して攻撃を繰り返すが、ネギによって封印された。第4 - 6話登場。
山田（やまだ）
声 - チョー
図書館島に神出鬼没に現れる、謎の老人。口癖は「山田です」。エンディングでは「老人」と表記された。
氷の妖精
闇の妖精の一つ。正式名称と固有の能力は不明。クリオネに似た姿をしている。月星座で魚座に当たるあやか・真名・まき絵・夏美を操り（この際4人の服装が魚をデザインに取り入れた物に変わり、武器として釣り道具を使用）ネギとパートナーたちを襲わせるが、ネギによって封印される。第10話登場。
火の妖精
闇の妖精の一つ。正式名称と固有の能力は不明。月星座で牡羊座に当たる亜子・桜子・五月を操り（この際3人の服装が羊を模した物に変わり武器も鎌など牧場で使う道具のような物を装備している）、ネギと生徒たちを襲わせるが、タカミチによって封印される。第13話登場。
ボンゲボンゲ / キャサリン
魔法の世界にいる謎の巨大生物。特に危害を加えたりはしないが、実は闇の妖精の一つだった。

#### バカレンジャー関連
長官（ちょうかん）
声 - 沢城みゆき
バレンジャーの指揮官。ぱにぽにのロボ子（声優は同じ）のような外見をしており、寝坊したバカピンク（まき絵）にお使い（パシリ）を頼んだ。
『ネギま!? neo』ではネギになっている。
ドクトル・プー
悪の組織ワルワル団の闇将軍。姿は出ていない。

### OVA
チュパカブラ
謎の吸血動物。原作で1度だけ言及され、『ネギま!?』本編にハルナによるイラストで何度も登場するが、実物はOVA「春版」で1カットだけ登場したのが初めて。本編には、『地球攻撃命令 ゴジラ対ガイガン』のガイガンに似たメカカブラも登場。『ネギま!?』本編終盤では、チュパカブラの子供が登場した。実際に南米などで目撃されているエイリアン的な怪物じみた姿とは全く異なり、むしろモツやシチミに近い丸っこい形になっている。

## ゲームオリジナル

### 魔法先生ネギま! 1時間目 お子ちゃま先生は魔法使い!
オタク
声 - 藤原啓治
ちう（千雨）のファンの青年。彼女を探して学園内をうろつく。探すのを諦めたかと思えば今度は木乃香にストーカー行為を働き、刹那に成敗される。
闇のどか
声 - 能登麻美子
のどかのドッペルゲンガー。本物より色気を醸し出している。

### 魔法先生ネギま! 2時間目 戦う乙女たち!麻帆良大運動会SP!
闇ネギ
声 - 佐藤利奈
ネギのドッペルゲンガー。正式名称は「共歩き」。以前、闇のどかとして召喚され、ネギによって「共歩きの書」に封印された魔物だが、その後のネギとエヴァンジェリンの決闘の際に（ネギの封印が不十分であったのもあって）共歩きの書が開いてしまい、ネギの姿で再び召喚されてしまう。共歩きの魔力は本人の精神力と反比例しており、ネギ本人が絶望すると闇ネギ（共歩き）の魔力が上昇する特性を持っている。3-Aの生徒の夢に潜んで記憶や思い出を目茶苦茶にしてネギを絶望の淵に叩き落し、本物のネギに成り代わろうとしていた。しかし、エヴァンジェリンの夢に入り込んだことでエヴァンジェリンの怒りを買ってしまい、ネギと協力した（正しくはネギを利用した）エヴァンジェリンによって、共歩きの書に再封印された。

### ネギま!? 超 麻帆良大戦 かっとイ〜ン☆契約執行でちゃいますぅ
アヤ
ネギや小太郎と同年代の少女。大阪で起きた事件に深くかかわっている呪祀道派の術者。泣き声がすさまじい。ネギを気に入っている。
ミナ
ネギや小太郎と同年代の少女。大阪で起きた事件に深くかかわっている呪祀道派の術者。礼儀正しく丁寧な言葉使いをする。アヤの姉妹。小太郎に興味を持つ。
悠祈（ゆうき）
高校生くらいの少年で呪祀道派の術者。ミナに「悠祈お兄様」と呼ばれているが血縁関係は不明。
水納見明光（みなみあきみつ）
関西呪術協会に所属する術者。20代前半の青年。事件処理のためネギたちに合流するが頼りなく、怪しい行動をとる。

### ネギま!? 3時間目 恋と魔法と世界樹伝説!
ドリアード
声 - 佐藤利奈
学園祭の出し物に「占い館」を選択したストーリーに登場。緑色の髪をした少女で、背丈は鳴滝姉妹とほぼ同じ。世界樹に住み着く、いたずら好きの精霊。
精霊（ジン）
声 - 矢部雅史
学園祭の出し物に「占い館」・「大正カフェ」・「ホラーハウス」のいずれかを選択したストーリーに登場。騒動を引き起こす謎の人物。
巨大ブタ（きょだいぶた）
声 - 辻村真人
学園祭の出し物に「中華飯店」を選択したストーリーに登場。かなりの食いしん坊。
巨大ロボット（きょだいろぼっと）
学園祭の出し物に「演劇」を選択したストーリーに登場。突然生徒に襲い掛かる。魔法がばれないよう、「超鈴音が作ったロボット」となっている。
キメラ
世界樹の力を利用し、仲間を召喚しようとしているラスボス。

### ネギま!? どりーむたくてぃっく 夢見る乙女はプリンセス♥
魔女
声 - 佐藤利奈
本作品の事件の黒幕。いつまでも結婚できず、若い生徒たちを妬み、夢の中の童話を混乱させ、挙句の果てにネギと結婚しようとする。黒いウエディングドレスをまとっている。